# Geschiedenis van Zuid-Azië
De geschiedenis van Zuid-Azië (een werelddeel dat tegenwoordig de staten India, Pakistan, Bangladesh, Nepal, Sri Lanka, Bhutan en de Maldiven beslaat) reikt terug tot het 3e millennium v.Chr. Het gebied zag de geboorte van een aantal grote religies waaronder het hindoeïsme, boeddhisme en het sikhisme. Al voor het begin van onze jaartelling dreven de Indiërs handel met andere delen van de wereld, tot in China aan toe. De Indiërs hebben onder andere invloed gehad in het begin van het Khmer-rijk, Java en ook in Funan en Champa. Ook in hedendaags Thailand zijn er verscheidene pre-Tai koninkrijken zoals Haripunchai, Dvaravati en Lopburi die door de Indiërs beïnvloed zijn.

## Inleiding

### Geografie en klimaat

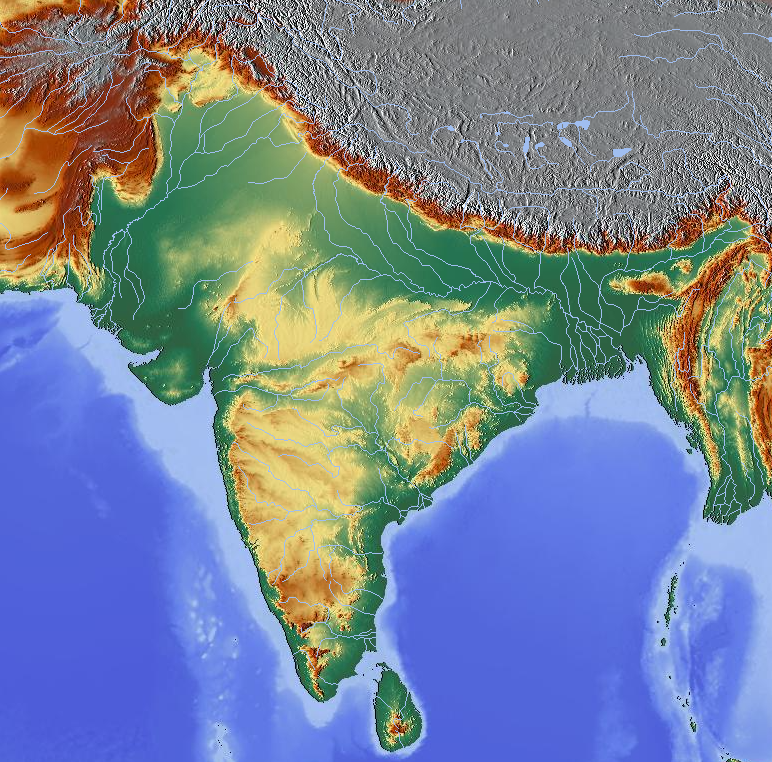
Reliëfkaart van Zuid-Azië

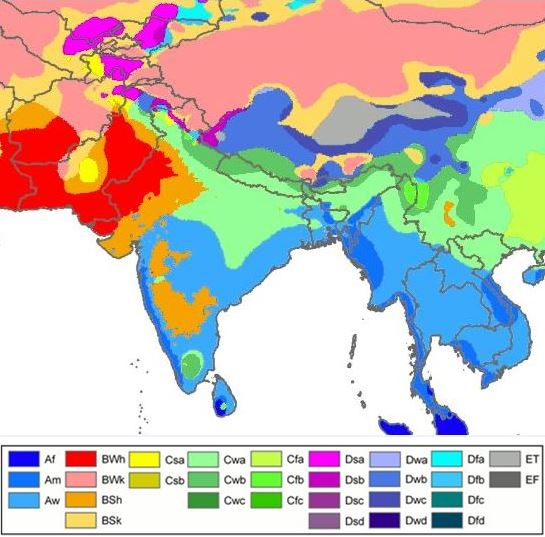
Klimaten van Zuid-Azië

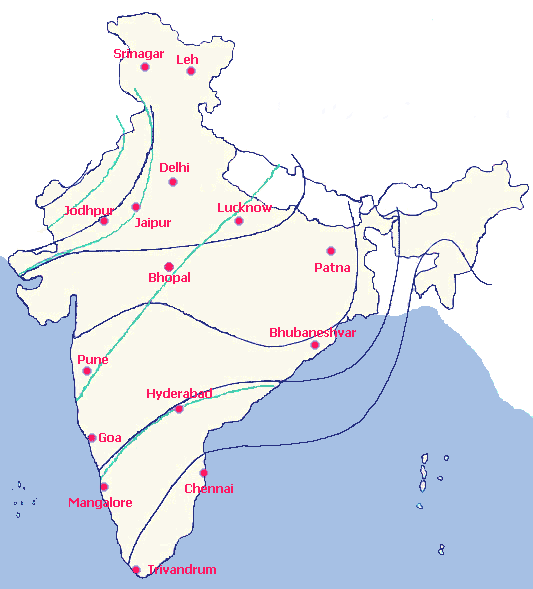
De moesson trekt eind mei van het zuidoosten naar het noordwesten half juni. Vanaf september trekt de moesson zich weer terug. Rond het einde van het jaar is de moesson ook in het zuiden verdwenen

Het Indisch subcontinent bestaat uit een eigen tektonische plaat, de Indische plaat. Deze botst in het noorden tegen de Euraziatische plaat, daarmee de Himalaya vormend. In het noordwesten grenst het subcontinent aan het Hoogland van Iran met de Hindoekoesj en in het noordoosten aan Myanmar met het Arakangebergte. In het zuidwesten wordt het begrensd door de Arabische Zee en in het zuidoosten door de Golf van Bengalen, beide deel uitmakend van de Indische Oceaan. Hierbij is de noordwestelijke kant de meest toegankelijke en dit is dan ook de gebruikelijke route geweest voor migraties en veroveringen uit Zuidwest-Azië. Met de ontwikkeling van de scheepvaart veranderde de Indische Oceaan van een grens in een middel tot uitwisseling met het Nabije Oosten en Oost-Afrika, de moessonuitwisseling. Ook Zuidoost-Azië kwam zo binnen bereik.
Het Himalayagebergte is het brongebied van vele rivieren, waaronder de Indus en de Ganges. Tezamen vormen deze een enorme vruchtbare laagvlakte, de Indus-Gangesvlakte. Deze vlakte wordt ten oosten van de Indus begrensd door de Tharwoestijn en ten zuiden door het Hoogland van Dekan. Het bergachtige karakter van het zuiden dat veel meer verschillende landschappen kent dan het noorden, maakte dat het politieke landschap hier ook lange tijd versplinterd was. De eerste rijken vormden zich dan ook in de laagvlaktes. Menselijk ingrijpen is al beschreven in de Satapatha-Brahmana tijdens wat de overgang van een semi-nomadische krijgerssamenleving naar een agrarische samenleving moet zijn geweest door middel van brandlandbouw.
Door de grootte van het subcontinent zijn er verschillende soorten klimaten:
- een woestijnklimaat in het westen en noordwesten. In het pleistoceen heerste hier een heel ander klimaat en was er altijd oppervlaktewater, afgezien van een periode tussen 25.000 en 13.000 BP. Ook halverwege het holoceen tussen 6000 en 4000 BP was er een toename van regenval, gepaard gaand met een toegenomen bevolking
- een steppeklimaat in het westen en noordwesten, en in delen van het zuiden
- een gematigd chinaklimaat in de berggebieden in het noorden en noordoosten
- een hooggebergteklimaat in de hoogste delen van de Himalaya
- een warm chinaklimaat of gematigd savanneklimaat in de vlaktes in het noorden en noordoosten. Aan het einde van het pleistoceen was het hier veel koeler en droger
- een tropisch savanneklimaat in grote delen van het zuiden en in het oosten
- een tropisch moessonklimaat aan de westkust in het zuiden, op de Laccadiven en op de Andamanen en Nicobaren

Veel gebieden hebben echter ook sterk verschillende plaatselijke klimaten.
Het klimaat wordt naast de geografie sterk bepaald door de moesson. Dit is een periodieke wind die in de zomer de noordoostelijke passaat verdringt en ongeveer 180° van richting verandert naar zuidwestelijk. Doordat de Himalaya het subcontinent afsluit van koude lucht uit het noorden en door de grote landmassa is dit het meest uitgesproken moessonsysteem op aarde. Vanaf april vormt zich hier een thermisch lagedrukgebied. Dit is de heetste tijd van het jaar. De moesson zet zich vanaf eind mei vrij plotseling in en brengt daarbij een andere luchtmassa die de nodige verkoeling brengt. Tussen juni en september gaat de moesson gepaard met moessondepressies die hevige regenval met zich meebrengen. Vanaf september trekt de moesson zich weer terug, beginnend in het noordwesten. Rond het einde van het jaar is de moesson ook in het zuiden verdwenen.

### Geschriften
Naast archeologische vondsten zijn oude geschriften van groot belang om een beeld te verkrijgen van de geschiedenis. Het oudste overgeleverde is het Harappaschrift dat echter nog niet ontcijferd is. Dit werd tussen circa 3500 en 1900 v.Chr. gebruikt. Het oudste ontcijferde is het Brahmischrift waarvan het oudst overgeleverde werk van rond de vierde eeuw v.Chr. is.
Deze geschriften zijn echter veelal niet geschreven om een historisch overzicht te geven, zodat het niet eenvoudig is om te bepalen in hoeverre teksten bruikbaar zijn. Daarnaast is datering van teksten moeizaam, ook omdat er een orale traditie bestond, zelfs nadat het schrift al lange tijd geïntroduceerd was. Veel oude teksten zijn niet geschreven door een enkele auteur, maar gevormd gedurende eeuwen met vele onbekende auteurs die regelmatig conflicterende inzichten toevoegden vanuit hun variërende geografische, religieuze en sociale achtergrond. Ook kent elke genre zijn eigen literaire conventies en kan een tekst een beschrijving van een gewenste situatie zijn en niet een beschrijving van een bestaande situatie. Zoals wel vaker, geldt ook hier dat geschiedenis wordt geschreven door overwinnaars en in dit geval zijn dat de brahmanen. De eerste die dit benadrukte, was Thomas William Rhys Davids die beargumenteerde dat het oude India beter door een boeddhistische dan een brahmaanse lens begrepen kan worden. Ook zijn veel oude verhalen mythes die wel historische details kunnen bevatten, maar niet met dat doel zijn geschreven.
De eerste historische biografie is de Harshacharita van Banabhatta die lovend de daden van keizer Harsha beschreef.

#### Schriftvormen

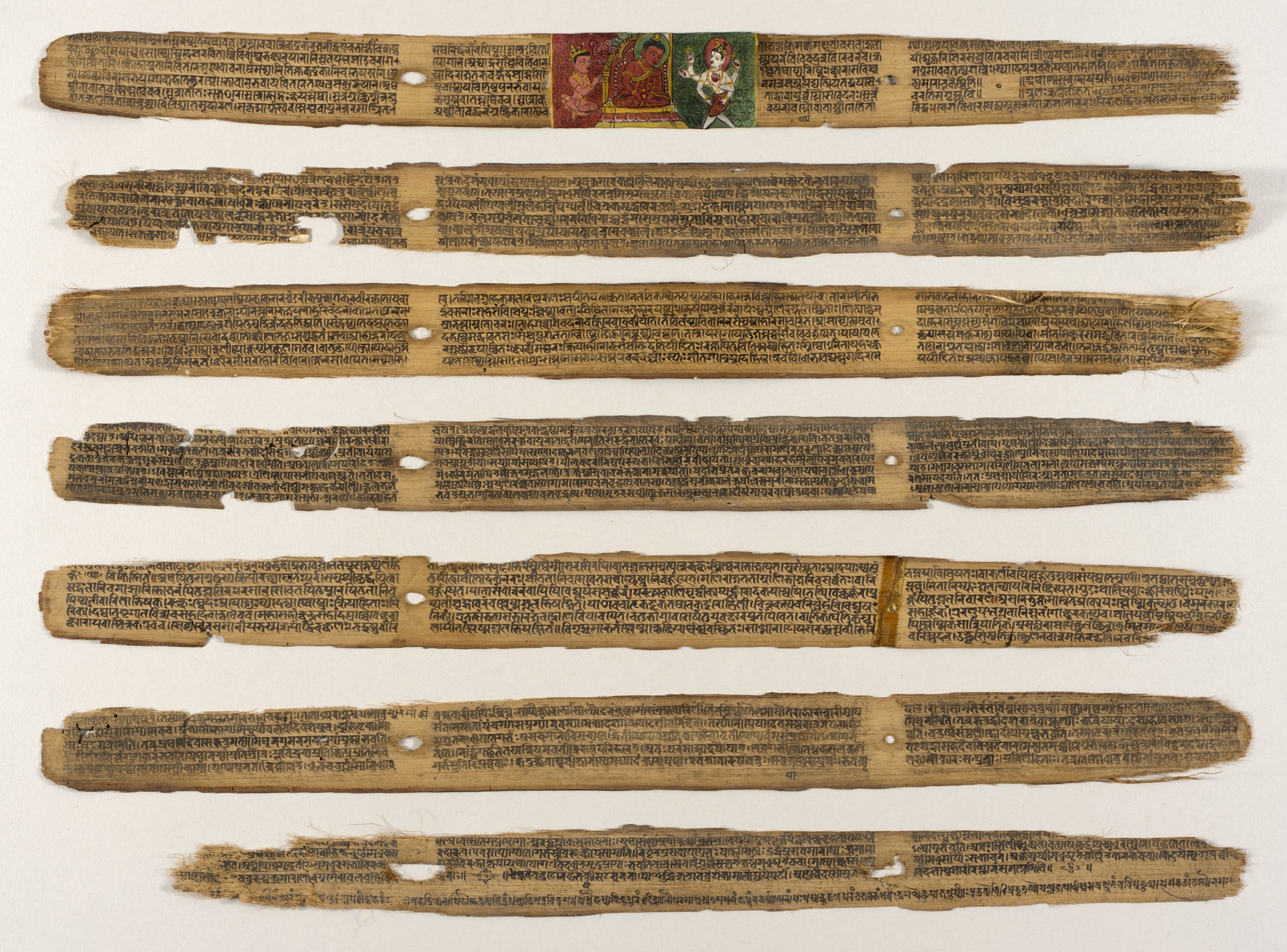
De Susruta-Samhita als palmbladmanuscript

De orale traditie werd in stand gehouden omdat de Veda's, de eerste en belangrijkste teksten, niet voor iedereen toegankelijk waren en daarom pas na lange tijd op schrift werden gesteld. Die traditie had tot gevolg dat bij vedische scholen (charana's) die hun aanhang verloren ook hun recensies (shakha's) verloren ging. Dit gold ook toen teksten op schrift werden gesteld, aangezien nog lang gebruik werd gemaakt van palmbladmanuscripten die vergankelijk van aard waren en afhankelijk waren van kopiisten.

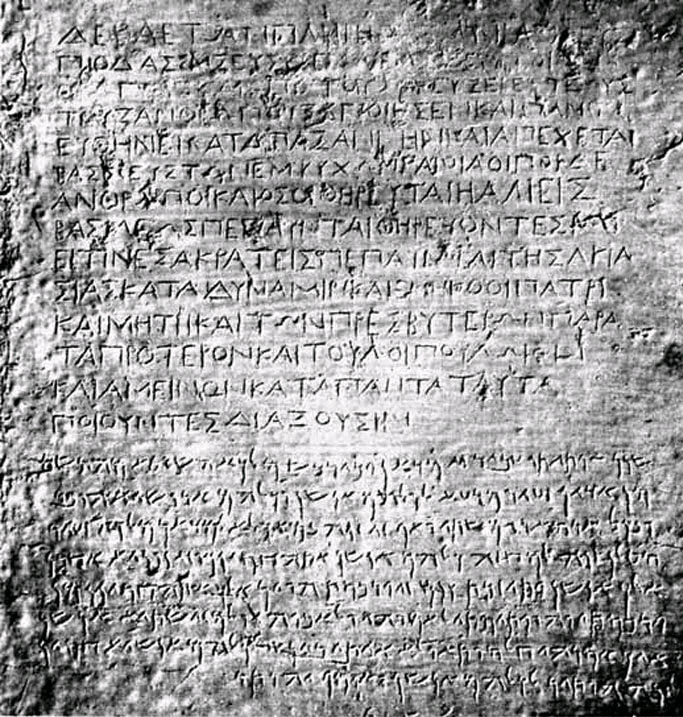
De Grieks-Aramese inscriptie van Kandahar is de eerste en meest westelijke van de edicten van Ashoka. De tweetalige tekst is opgesteld in zowel Grieks als Aramees

Inscripties hebben het voordeel dat ze bestendiger zijn, wat duidelijk wordt bij de inscripties van Girnar die een geschiedenis van acht eeuwen vertellen van een irrigatiereservoir bij Junagadh bekend als het Sudarshana-meer. Ook de locatie kan een indicatie geven, zolang ze niet verplaatst zijn. Zo geven de edicten van Ashoka een goed idee van de omvang van het Mauryarijk onder Ashoka en ook over de aard van het bestuur van deze boeddhistische keizer. Naast edicten zijn er onder meer ook een groot aantal heldenstenen die verhalen over heldendoden, en prashastis en meikeerthis, eulogieën van koningen en hun verdiensten. Daarbij moet uiteraard kritisch bekeken worden in hoeverre er sprake is van overdrijving. Dat geldt voor alle overleveringen, zoals blijkt uit een inscriptie van Vatsaraja van de Pratiharadynastie die stelt dat hij geheel Karnataka veroverd heeft, terwijl Dhruva van de Rashtrakutadynastie in een inscriptie juist stelde Vatsaraja verslagen te hebben.

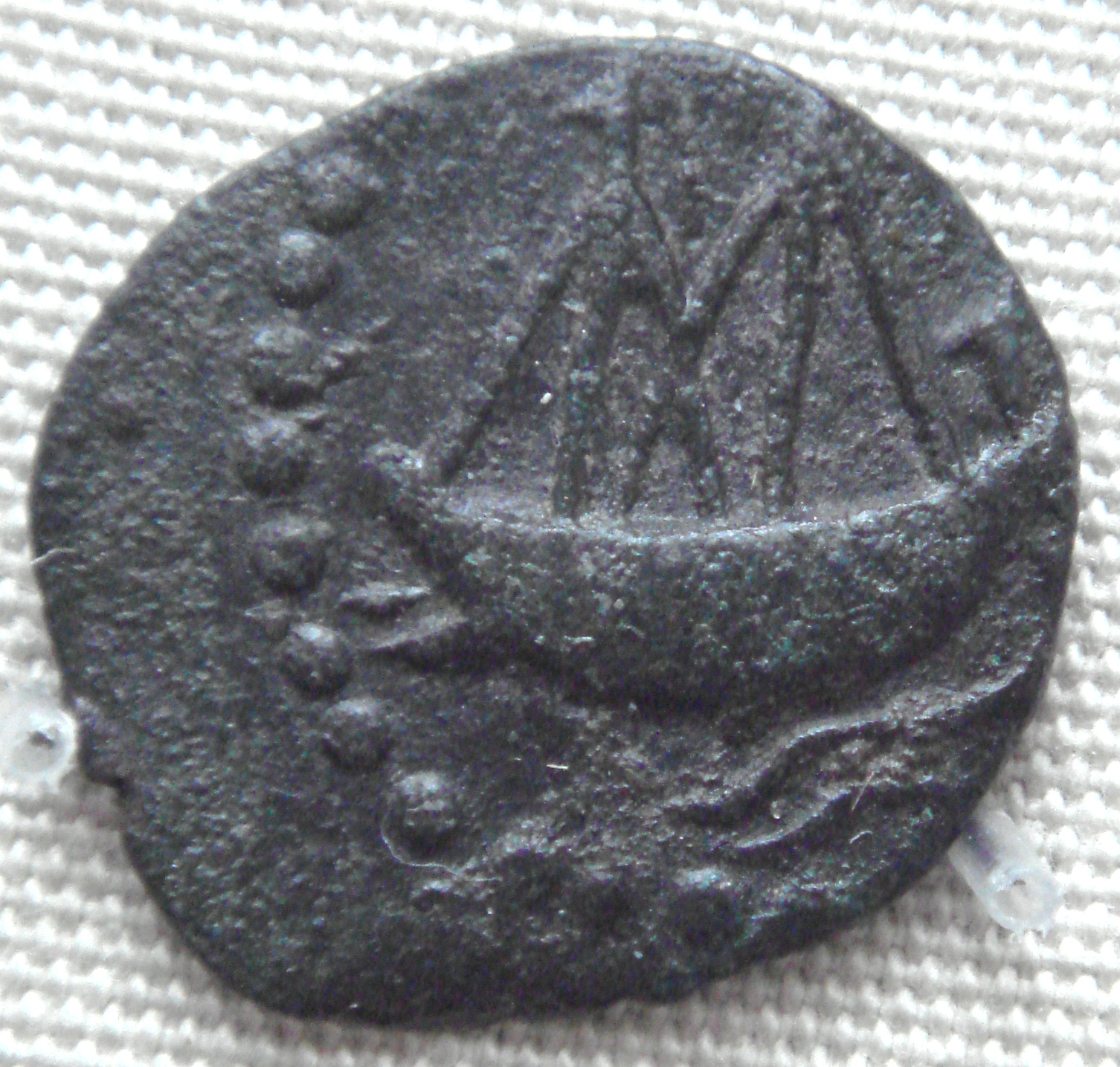
Een loden munt van Vasishthiputra Pulumavi met de beeltenis van een schip, waarmee het belang van de maritieme handel duidelijk wordt

Ook munten zijn bestendig en kunnen een bijdrage leveren aan de historiografie. Zo ook bij de Indiase munten waarvan gestempelde munten uit de periode van de zesde eeuw v.Chr. de vroegste teruggevonden zijn. Munten kunnen bij een archeologische opgraving bijdragen aan het dateren van de verschillende lagen. Ook geeft de hoeveelheid en kwaliteit een indicatie van de staat van de economie. Van de munten zelf kan informatie afgeleid worden en de meeste Indo-Griekse koningen zijn vrijwel alleen bekend via munten. Het enige wat specifiek bekend is van keizer Chandragupta I (ca. 320-335) is zijn huwelijk met Kumaradevi, een prinses uit de machtige Licchavidynastie, wat afgebeeld staat op een gouden munt. Ook religieuze praktijken zijn af te leiden uit munten. Daarnaast levert het gebruik om munten te herslaan bij wisseling van heerser – zoals bij Nahapana – informatie op over de chronologie van koningen, aangezien de hergeslagen munten altijd van latere heersers zijn.
Ook schrijvers van buiten India beschreven het subcontinent, waarbij niet elk werk even betrouwbaar was. Zo lijkt Indica van Ctesias uit de vierde eeuw v.Chr. vooral uit zijn fantasie voort te komen. Een vroeg werk met dezelfde titel is afkomstig van Megasthenes, maar is nog slechts in fragmenten bekend via latere schrijvers. Latere werken zijn van onder meer Arrianus en Strabo en Plinius de Oudere. Met de anonieme Periplus Maris Erythraei is dit vooral van belang om een beeld te geven van de handel via de Indische Oceaan.

Het boeddhisme bracht de nodige Chinese monniken naar India, waarbij de bekendste reisbeschrijvingen die van Fa Xian en Xuanzang zijn, terwijl ook Yijing lange tijd in het land verbleef.

Het in Bagdad gevestigde Huis der Wijsheid zette een vertalingsbeweging in gang waarbij ook teksten uit India werden vertaald. De Perzische geleerde Al-Biruni reisde naar India waarover hij uitgebreid schreef in Tahqiq ma li'l-Hind.

#### Talen
Naast de verschillende schriftvormen, zijn er vele verschillende talen die gaandeweg evolueerden. De Veda's zijn overgeleverd in het vedisch Sanskriet. Dit ontwikkelde zich tot het klassieke Sanskriet van Panini in zijn Ashtadhyayi en Patanjali in zijn Mahabhasya en werd daarmee voor dagelijks gebruik een dode taal, maar als literaire en heilige taal de lingua franca van Zuid-, Zuidoost- en delen van Centraal-Azië. Veel van de hindoegeschriften zijn in dit Sanskriet geschreven.

Als levende taal ontwikkelde het Sanskriet zich tot vele Middel-Indo-Arische talen. Van deze prakrits is Vararuchi de vroegst bekende grammaticus met zijn woordenboek of Prakrita-prakasa. Belangrijke prakrits waren Maharashtri, Shauraseni en Magadhi. Een vroege vorm van de laatste, het Ardhamagadhi, werd in veel jaïnische geschriften gebruikt. Een verwante prakrit was Pali dat gebruikt is in veel boeddhistische geschriften. Uit deze prakrits ontwikkelden zich tot Apabhramsa en uiteindelijk moderne Indo-Arische talen als Hindi, Punjabi, Marathi, Bengaals, Assamees, Gujarati, Sindhi, Odia, Nepalees en Kasjmiri.

Een andere taalfamilie zijn de Dravidische talen waarbij Tamil de heilige taal was met de Tolkappiyam als vroegste beschrijving van de grammatica. Ook in de tamilgeschriften is een ontwikkeling te zien van de vroege Sangam-literatuur tot het moderne Tamil. Andere talen uit deze familie zijn onder andere Malayalam, Telugu, Kannada en Tulu. Deze worden vooral in het zuiden gesproken, afgezien van Brahuis, Gondi en Malto.

De derde taalfamilie op het subcontinent is die van de Austroaziatische talen, met onder meer Santali, Khasi en Mundari.

De Tibeto-Birmaanse talen zijn onder meer Manipuri, Bodo, Garo en Lushai.

Op de Andamanen wordt Andamanees gesproken.

#### Teksten
Er wordt soms onderscheid gemaakt tussen religieuze en niet-religieuze of seculiere teksten. Dit onderscheid bestond echter niet in de oude Indische filosofie waar onder meer het Sanskriet dharma en het Pali dhamma een brede betekenis hebben over hoe mensen geacht worden zich te gedragen.

#### Hindoegeschriften
De hindoegeschriften bestaan uit de Veda's, de Vedanga, de epische Itihasa, de Purana's, de Dharmasoetra's en de smriti. Veel teksten zijn commentaren op oudere teksten die met de tijd archaïsch werden en uitleg nodig hadden voor het modernere publiek. De Veda's bevatten geen complete mythologie. De hindoeïstische mythologie werd pas ten volle vastgelegd in de aanvullende geschriften (shastra's), de Purana's, de literatuur van de verschillende hindoeïstische sekten, en de Itihasa, de grote epen Mahabharata en Ramayana. De Purana's bevatten daarnaast de hymnen en rituele voorschriften voor de verering van individuele goden. Er bestaan achttien grote en achttien kleine (upa-) Purana's. De Itihasa vormen individuele geschiedenissen in de vorm van twee grote epen. De Ramayana is het verhaal van de Vishnu-avatar Rama en de Mahabharata beschrijft het verhaal van de Bharata-oorlog onder de Kuru's. De Kali Yuga, het ijzeren of politieke tijdperk van de redetwist, werd door deze oorlog ingeluid. Het bekendste deel van de Mahabharata is de Bhagavad Gita, waarin de hindoeistische ethiek gebaseerd op de concepten van dharma en karma is hierin uiteengezet.
|                  | Vroege Veda's                                                               | Upanishads                                                                       |
| ---------------- | --------------------------------------------------------------------------- | -------------------------------------------------------------------------------- |
| Teksten          | Veda's met Brahmana's en Aranyaka's                                         | Upanishads                                                                       |
| Geloof           | Vele goden                                                                  | Brahman                                                                          |
| Focus            | Deze wereld                                                                 | Spirituele wereld                                                                |
| Primaire waarden | Trivarga: dharma (deugd, normen), artha (succes, rijkdom) en kama (plezier) | Moksha (verlossing), samen met de trivarga vormt dit de caturvarga of purusartha |
| Nadruk op        | Gemeenschap                                                                 | Individuele zoekende                                                             |
| Belangrijk       | Rituelen                                                                    | Kennis                                                                           |
| Belangrijk       | Gebed                                                                       | Meditatie (yoga)                                                                 |
| Samsara          | Niet genoemd                                                                | Fundamenteel probleem                                                            |
| Karma            | Niet belangrijk                                                             | Essentieel                                                                       |
| Bestaan          | Nadruk op pluralisme                                                        | Nadruk op non-dualisme                                                           |
| Bestaan          | Leven is een strijd                                                         | Geweldloosheid (ahimsa)                                                          |
| Zelf             | Dit lichaam en deze geest                                                   | De Atman die Brahman is                                                          |
| Goddelijkheid    | Delen in goddelijkheid                                                      | Goddelijk zijn                                                                   |
| Universele orde  | Rtam                                                                        | Dharma en karma                                                                  |
| Astika-school    | Mimamsa                                                                     | Vedanta                                                                          |

In de hindoegeschriften vormde de vedische offerreligie zich om, waarbij het offer en het verkrijgen van zonen niet meer de weg naar verlossing was. Daarmee veranderde ook de status van het gezinshoofd, de grhastha. Aangezien dit de enige was die de drievoudige schuld (rna-traya) in kon lossen, was dit de centrale figuur in het vedische leven geweest. Nu verschoof de voorkeur naar een celibate levensvorm, wat niet zonder slag of stoot ging. Als reactie hierop ontstond het ashrama-systeem, waarbij de verschillende levensvormen als gelijkwaardig worden gezien. Dit systeem bestaat uit vier levensfases:
- de celibate leerling (brahmacarin)
- het gezinshoofd (grhastha)
- de woudkluizenaar (vanaprastha)
- de wereldverzaker (samnyasin) of soms religieuze bedelaar (bhiksu)

Samen met varna vormt dit de hoeksteen van dharma, het natuurlijke systeem dat de regels voor het menselijk gedrag bepaalt. Dit geheel wordt wel samengevat als varnasramadharma en is zo belangrijk dat dit bijna het equivalent is van hindoeïsme. Binnen dit systeem kregen de vijf grote dagelijkse offers (panca mahayajna) een centrale rol. De klassieke vorm van de ashrama's als vier opeenvolgende levensfases is een ideaalbeeld dat zich ontwikkelde gedurende de tijd. Van oorsprong waren de ashrama's geen opeenvolgende fases, maar alternatieve levensstijlen die gekozen werden voor het leven op basis van een roeping. Het originele systeem kwam met de nodige moeilijkheden en in de praktijk werd het systeem dan ook regelmatig niet gevolgd en werd wereldverzaking gekozen na een leven als gezinshoofd. Het formaliseren van bestaande praktijken zou het klassieke systeem vormen, waarbij de oude bezwaren tegen het originele systeem argumenten werden voor het nieuwe systeem.

### Datering
De Indische geschiedenis kent verschillende tijdperken met elk hun eigen jaartelling. Het Vikrama-tijdperk begon in 58 v.Chr., terwijl in 78 n.Chr. het Saka-tijdperk begon. Om dit om te rekenen naar de gregoriaanse kalender moet er dus respectievelijk 58 vanaf getrokken worden en 78 bij opgeteld worden. Er treden daarnaast nog verschillen op afhankelijk van een maankalender of zonnekalender is gebruikt. Ook valt het begin van de jaren niet op 1 januari, wat verschillen oplevert. Leeftijden worden soms zoals in het Westen uitgedrukt in aantal geleefde jaren en soms in begonnen jaren.

### Historiografie
De historiografie van Zuid-Azië kent verschillende benaderingen die deels na elkaar komen en deels gelijktijdig voor kwamen en komen. Een vroege vorm was de koloniale tijdens de Britse heerschappij. Dit oriëntalisme of indologie werd aanvankelijk vooral uitgevoerd door werknemers van de Britse Oost-Indische Compagnie en later Brits-Indië. In 1784 werd The Asiatic Society opgericht, wat een stimulans betekende voor tekststudie, epigrafie, numismatiek en geschiedenis. Ook in andere Europese landen werd indologie een onderzoeksveld, terwijl veel tekststudie afhankelijk was van Indiërs, die daarvoor zelden de eer kregen. De studie van de prehistorie begon nadat de in 1851 opgerichte Geological Survey of India stenen werktuigen vond. In 1861 werd hiervoor de Archaeological Survey of India opgericht.
In deze tijd ontstond de periodisering van de Indische geschiedenis in een hindoe-, moslim- en Britse (christelijke) periode. Veel van de overgeleverde teksten betrof brahmaanse literatuur die veelal letterlijk werd geïnterpreteerd, veelal vanuit een westers perspectief of mentalité. Dit resulteerde in een statisch beeld waarbij nuances van klasse en varna, religie en etniciteit verloren gingen en opeenvolgende staten als despotisch werden afgeschilderd. India werd afgeschilderd als een andere wereld, spiritueel en voor het Westen ondoorgrondelijk.
Een groeiende nationale beweging in India ging gepaard met een opkomende nationale geschiedschrijving met Majumdar als belangrijkste historicus. Deze nationale school had ook aandacht voor Zuid-India en regionale staatjes. Hieruit groeide een nationalistische geschiedschrijving waarbij de vedische tijd opgehemeld werd als hindoetijdperk en de moslimperiode daarna als tegenslag. De nationalisten volgden hierin de oriëntalisten, omdat beide scholen de Britse kolonisatie als een bevrijding van de islamitische heerschappij zagen. Veel nationalistische onderzoekers dateerden vedische teksten aanmerkelijk vroeger dan andere historici.
Naast de historiografische benadering en de archeologie, was het werk van De Terra en Paterson belangrijk voor het onderzoek naar de paleoklimatologie en de paleomilieu's, al worden hun conclusies niet meer onderschreven.
Na de onafhankelijkheid groeide de marxistische historiografie waarbij Kosambi een belangrijke rol speelde. Hierin lag de nadruk niet op evenementiële geschiedenis, maar op sociale en economische patronen en processen. Daarnaast kwam hierin aandacht voor andere groepen dan alleen elites als de brahmana's. Het deelde echter de visie van een unilineaire evolutie die de andere scholen kenmerkte en door de nadruk op klasse ging ook hier veel nuance verloren.
Hoewel deze benaderingen nog steeds hun invloed hebben, is zoals elders ook de Indische historiografie verder ontwikkeld. In toenemende mate wordt gebruik gemaakt van archeologische en ecologische inzichten waarbij het relatief statische beeld vervangen wordt door een veel dynamischer culturele evolutie. Ook hier heeft gendergeschiedenis nieuwe inzichten opgeleverd, terwijl er daarnaast steeds meer aandacht is voor de vele regionale verschillen. De oude periodisering werd veelal niet meer adequaat bevonden. Allereerst beperkt deze zich voor de eerste twee periodes tot slechts de religie van de heersende elite. Daarbij wordt de derde periode niet als christelijk benoemd, terwijl boeddhistische en jaïnische heersers worden genegeerd. Ook wordt er een te grote verandering gesuggereerd, terwijl hier veel minder sprake van was dan gedacht en deze zich niet over het gehele subcontinent uitstrekte. Tegenwoordig wordt dan ook veelal een onderverdeling gemaakt in prehistorie, oudheid, vroege middeleeuwen, middeleeuwen en moderne tijd. Een deel van de oudheid wordt als protohistorie beschouwd, aangezien het Harappaschrift nog niet ontcijferd is en er naast het schrift lange tijd een orale traditie bleef bestaan.

## Prehistorie
De steentijd in India is in te delen in paleolithicum, mesolithicum en neolithicum. Onderstaande tabel geeft hiervan een sterk versimpelde weergave. In werkelijkheid overlappen fases elkaar en zijn er sterke regionale verschillen.
| Prehistorische periode | Geologische tijdvak | Tijd                | Typische Indische stenen werktuigen                                     | Voornaamste bestaansbasis                                            |
| ---------------------- | ------------------- | ------------------- | ----------------------------------------------------------------------- | -------------------------------------------------------------------- |
| Oudpaleolithicum       | Oudpleistoceen      | 2 Ma – 100.000 BP   | Kerntechnieken zoals choppers, chopping tools, splijters en vuistbijlen | Jagen en verzamelen                                                  |
| Middenpaleolithicum    | Middenpleistoceen   | 100.000 – 40.000 BP | Kerntechnieken zoals levalloistechniek                                  | Jagen en verzamelen                                                  |
| Jongpaleolithicum      | Jongpleistoceen     | 40.000 – 10.000 BP  | Afslagtechnieken zoals bladvormige klingen en stekers                   | Jagen en verzamelen                                                  |
| Mesolithicum           | Holoceen            | 10.000 – 8000 BP    | Afslagtechnieken zoals microlieten                                      | Jagen, verzamelen, vissen, enkele vormen van domesticatie van dieren |
| Neolithicum            | Holoceen            | 9000 – 5000 BP      | Geslepen stenen werktuigen zoals schoenleestbijlen                      | Voedselproductie op basis van domesticatie van dieren en planten     |

### Paleolithicum
Prehistorisch onderzoek begon onder Britse heerschappij, waarbij Le Mesurier al in 1856 een hoornstenen pijlpunt ontdekte. Hierop volgde een reeks van ontdekkingen, onder meer in het oostelijke Vindhyagebergte, het Jabalpurgebied, Sindh, de Andamanen en de Bengalen. In 1863 deed Foote de eerste paleolithische vondst bij Pallavaram waar hij een vuistbijl van kwartsiet ontdekte. Foote zou daarna een belangrijke rol spelen bij de ontwikkeling van de Indische prehistorie.
De vroegste aanwijzingen van menselijk leven in India zijn de vondsten van stenen werktuigen. Bij de rivier Soan zijn werktuigen gevonden variërend van Mode 1 tot Mode 3 Levallois. Vondsten vergelijkbaar met de Soan-cultuur zijn ook verder naar het oosten gedaan, tot aan de Siwaliks.
Het aantal vondsten van vroege Hominini in Zuid-Azië is zeer beperkt. Vondsten bij Hathnora in de Narmadavallei in Centraal-India door Soniaka leken volgens hem afkomstig van Homo erectus van 600.000 tot 700.000 jaar oud, maar andere wetenschappers zoals Sankhyan vermoeden dat dit een archaïsche Homo sapiens betreft. Hier is ook Acheuléen-gereedschap teruggevonden.
In Odai bij Viluppuram is een babyschedel gevonden die gedateerd is op 166.000 BP, wat het in het Midden-Pleistoceen zou plaatsen. Lang werd gedacht dat in het zuiden geen werktuigen als choppers aanwezig waren en dat er daarom geen sprake was van de Acheuléen-cultuur, maar van het Madrasien. De vondst van dit soort werktuigen, onder meer in Isampur en Attirampakkam, heeft dit inzicht doen veranderen.
Sankalia ontdekte bij Nevasa artefacten uit het middenpaleolithicum, wat soms wordt aangeduid als de Nevasa-industrie.

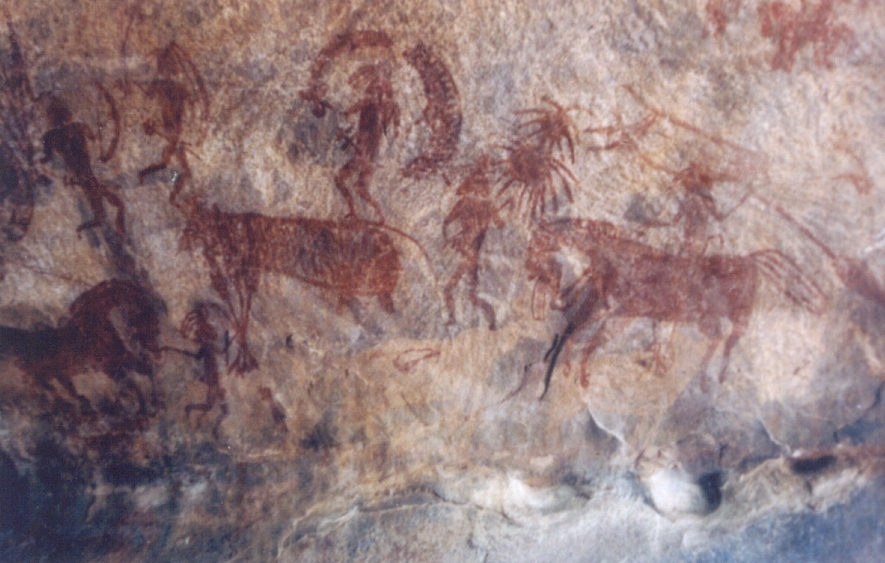
Rotsschildering in de rotsschuilplaatsen van Bhimbetka

Volgens genetische aanwijzingen zou de vroege moderne mens zo'n 70.000 jaar geleden vanuit Afrika via het Nabije Oosten in Zuid-Azië zijn gearriveerd, al is de precieze tijd omstreden. Na Afrika kent Zuid-Azië de grootste genetische diversiteit, wat het wel waarschijnlijk maakt dat zij hier relatief snel na vertrek uit Afrika arriveerden, wat in golven zal zijn gebeurd. De grote mate van genetische diversiteit in India is daarna wereldwijd uitgewaaierd, waarbij haplogroepen voortkomend uit haplogroep F-M89 mogelijk zelfs weer terug naar Afrika zijn gegaan. Zo'n 52.000 jaar geleden lijkt er een sterke bevolkingsgroei te zijn opgetreden, waarbij het aantal mensen vijfmaal groter werd. Zo'n 30.000 tot 20.000 jaar geleden, nog voor het Laatste Glaciale Maximum, waren er opnieuw migraties uit het Nabije Oosten, wat samenviel met de opkomst van een nieuwe lithische traditie, de geometrische microlieten.
De mesolithische periode duurde op het subcontinent van ongeveer 10.000 tot 5000 jaar geleden. Bagor is de grootste en een van de best beschreven mesolithische sites in India. Naast een mesolitische periode kent Bagor ook periodes van koper- en ijzertijd. Een aantal eerdere paleolitische sites hebben ook mesolitische periodes.

### Neolithicum

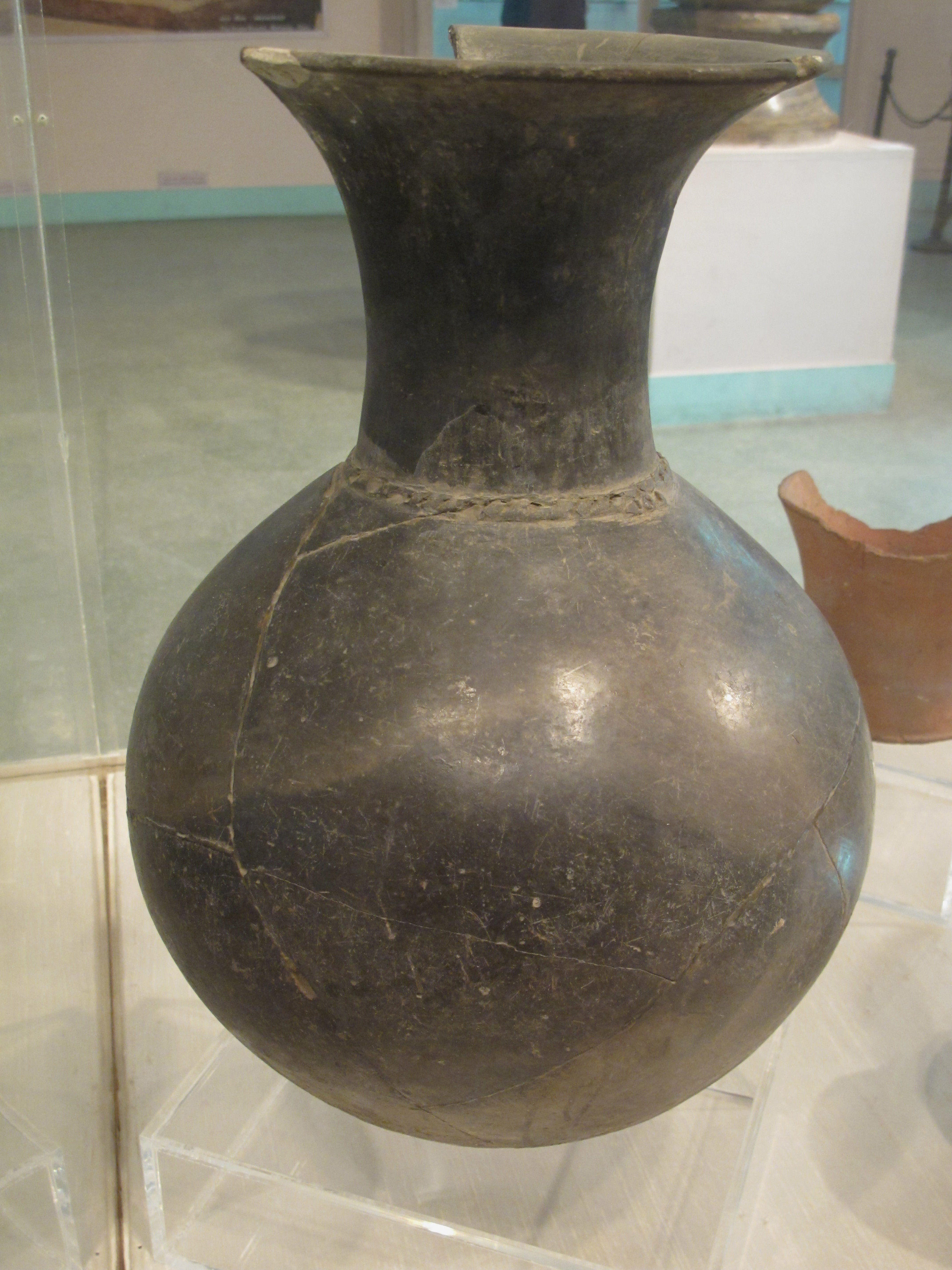
Aardewerk uit Burzahom

Het neolithicum wordt veelal geassocieerd met landbouw, sedentarisme, aardewerk en een bestaanseconomie waarmee verreweg het merendeel van de productie voor eigen consumptie was. Dit komt echter niet geheel overeen met het beeld dat de archeologie geeft. Sedentarisme kwam ook voor in het mesolithicum op plaatsen waar voldoende voedsel uit het wild kon worden gehaald en aardewerk ontbreekt in een aantal gevallen in de vroege fase, het akeramisch neolithicum. Domesticatie moet daarnaast eeuwen hebben geduurd en landbouw zal zeker in het begin een kwetsbare vorm van levensonderhoud zijn geweest, zodat het lange tijd slechts een aanvulling zal zijn geweest op jagen en verzamelen. Ook zijn er aanwijzingen van langeafstandshandel op meerdere plaatsen.
De oudste aanwijzingen voor permanente bewoning komen uit de grotten van Bhimbetka in het tegenwoordige Madhya Pradesh en zijn zo'n 9000 jaar oud. De vroeg-neolithische Mehrgarhcultuur in Beloetsjistan is zo'n 9000 jaar oud. De overgang naar landbouw begon daar met het verbouwen van gerst en tarwe en de domesticatie van runderen, schapen en geiten. Er worden wel zeven periodes met weer subperiodes onderscheiden, waarvan Mehrgarh I en II neolithisch waren en periode I akeramisch was.
Op de noordelijke hellingen van het Vindhyagebergte is waarschijnlijk onafhankelijk de rijstteelt ontwikkeld.
In de Golf van Khambhat zijn onder water sporen van een andere neolithische cultuur gevonden. Koolstofdatering geeft een ouderdom van 7500 jaar voor deze voorwerpen. Het Laat-Neolithicum viel in de Indusvallei tussen 6000 en 2000 v.Chr. en in Zuid-India tussen 2800 en 1200 v.Chr.
De overgang naar landbouw zal ook zijn effect hebben gehad op de geloofssystemen. In neolithische nederzettingen zijn de nodige terracotta figurines gevonden die mogelijk vruchtbaarheidssymbolen waren en mogelijk zelfs godinnen. Deze zijn dan ook wel in verband gebracht met een moedergodinnencultus, maar terughoudendheid is hierbij geboden.
Het aantal begrafenissen nam toe in het neolithicum. In Mehrgarh ging dat wel gepaard met het bedekken van de lichamen met rode oker, mogelijk een vruchtbaarheidsritueel. Bij Burzahom zijn ook dieren aangetroffen in mensengraven, wat wijst op een sterke band tussen mens en dier. Ook is er voedsel aangetroffen, wat mogelijk duidt op een geloof in een hiernamaals.

### Kopertijd
Koper komt voor op vele plaatsen in Zuid-Azië, maar vooral in Rajasthan, Gujarat en Bihar. Zo'n 5000 jaar geleden lijkt hier in Rajasthan voor het eerst gebruik te zijn gemaakt door de Sothi-Siswalcultuur (3200–2600 v.Chr.), de Ganeshwar-Jodhpuracultuur (2900-1800 v.Chr.) en de Ahar-Banascultuur 2500-1500 v.Chr.). Deze culturen hadden contact met de Indusbeschaving.
In de regio Malwa werd de Aharcultuur voorafgegaan door de Kayathacultuur (2200-2000 v.Chr.) waarvan het aardewerk overeenkomsten heeft met dat van vroeg-Harappa, maar waarvan de verbanden moeilijk aan zijn te tonen. Hier werd de Aharcultuur gevolgd door de Malwacultuur (1600-1300 v.Chr.). Hoewel het een overlap had met de Aharcultuur waaierde de Malwacultuur verder uit, vooral naar het zuiden over het Vindhyagebergte en het Satpuragebergte richting Khandesh en de Dekan. Deze cultuur werd gevolgd door de Jorwecultuur (1300-700 v.Chr.).
In het westelijke Hoogland van Dekan was de Savaldacultuur (2300/2200-1800 v.Chr.) de eerste agrarische samenleving in dit gebied, terwijl in het zuiden de kopertijd inzette in Singanapalli en Ramapuram.

## Oudheid

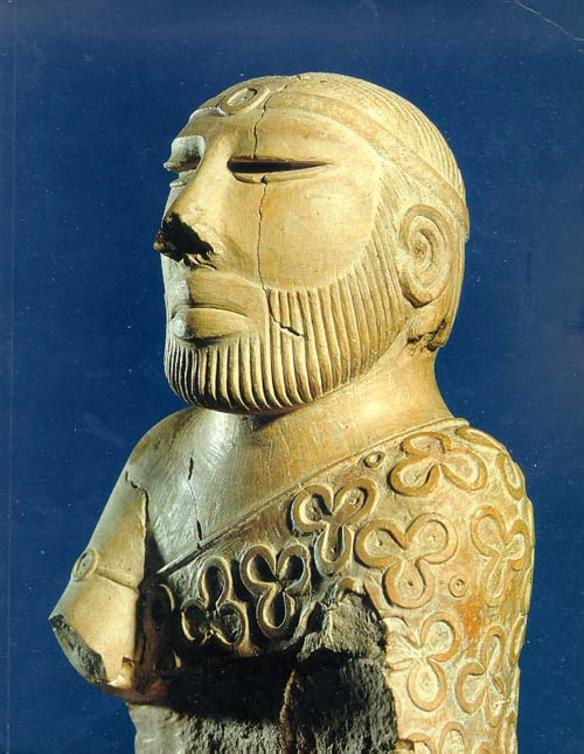
De priesterkoning van Mohenjodaro waarvan onzeker is of deze priester of koning was

Voor 4000 v.Chr. hadden in de bergen die het Indisch Subcontinent scheiden van Afghanistan gemeenschappen van jager-verzamelaars plaatsgemaakt voor vaste nederzettingen van landbouwers, die bestonden uit hutten van bamboe en leem.:39 De Bronstijd begon op het subcontinent rond 3000 v.Chr..

### Harappabeschaving
De eerste significant belangrijke beschaving in het gebied begon met het ontstaan van de Harappabeschaving, vroeger Indusbeschaving genoemd. Het bestaan van deze beschaving werd pas in het begin van de 20e eeuw door archeologen ontdekt.
| Possehl                                                          | Possehl                                                          | Possehl  | Kenoyer                             | Kenoyer                             |
| Stadium 1, vroege landbouwnederzettingen en pastorale kampen     | Stadium 1, vroege landbouwnederzettingen en pastorale kampen     | Sites    | Vroege periode van voedselproductie | Vroege periode van voedselproductie |
| ---------------------------------------------------------------- | ---------------------------------------------------------------- | -------- | ----------------------------------- | ----------------------------------- |
| Kili Ghul Mohammad                                               | 7000-5000 v.Chr.                                                 | 20       | Neolithicum/ Chalcolithicum         | 6500-5000 v.Chr.                    |
| Burj Basket-marked                                               | 5000-4300 v.Chr.                                                 | 33       | Regionaliseringsperiode             | Regionaliseringsperiode             |
| Stadium 2, ontwikkelde landbouwdorpen en pastorale samenlevingen | Stadium 2, ontwikkelde landbouwdorpen en pastorale samenlevingen |          | Vroeg-Harappa                       | 5000-2600 v.Chr.                    |
| Togau                                                            | 4300-3800 v.Chr.                                                 | 84       | Vroeg-Harappa                       | 5000-2600 v.Chr.                    |
| Kechi Beg/ Hakra                                                 | 3800-3200 v.Chr.                                                 | 153/ 126 | Vroeg-Harappa                       | 5000-2600 v.Chr.                    |
| Stadium 3, vroeg-Harappa                                         |                                                                  |          | Vroeg-Harappa                       | 5000-2600 v.Chr.                    |
| Amri-Nal                                                         | 3200-2600 v.Chr.                                                 | 164      | Vroeg-Harappa                       | 5000-2600 v.Chr.                    |
| Kot Diji                                                         | 3200-2600 v.Chr.                                                 | 111      | Vroeg-Harappa                       | 5000-2600 v.Chr.                    |
| Sothi-Siswal                                                     | 3200-2600 v.Chr.                                                 | 165      | Vroeg-Harappa                       | 5000-2600 v.Chr.                    |
| Damb Sadaat                                                      | 3200-2600 v.Chr.                                                 | 37       | Vroeg-Harappa                       | 5000-2600 v.Chr.                    |
| Stadium 4, overgang vroeg-Harappa – hoog-Harappa                 | Stadium 4, overgang vroeg-Harappa – hoog-Harappa                 |          | Integratieperiode                   | Integratieperiode                   |
| Overgang vroeg-Harappa – hoog-Harappa                            | 2600-2500 v.Chr.                                                 |          | Harappa                             | 2600-1900 v.Chr.                    |
| Stadium 5, hoog-Harappa                                          |                                                                  |          | Harappa                             | 2600-1900 v.Chr.                    |
| Sindhi-Harappa                                                   | 2500-1900 v.Chr.                                                 | 86       | Harappa                             | 2600-1900 v.Chr.                    |
| Kulli-Harappa                                                    | 2500-1900 v.Chr.                                                 |          | Harappa                             | 2600-1900 v.Chr.                    |
| Sorath-Harappa                                                   | 2500-1900 v.Chr.                                                 | 310      | Harappa                             | 2600-1900 v.Chr.                    |
| Punjabi-Harappa                                                  | 2500-1900 v.Chr.                                                 |          | Harappa                             | 2600-1900 v.Chr.                    |
| Oostelijk Harappa                                                | 2500-1900 v.Chr.                                                 |          | Harappa                             | 2600-1900 v.Chr.                    |
| Quetta                                                           | 2500-1900 v.Chr.                                                 |          | Harappa                             | 2600-1900 v.Chr.                    |
| Laat-Kot Diji                                                    | 2500-1900 v.Chr.                                                 |          | Harappa                             | 2600-1900 v.Chr.                    |
| Stadium 6, post-urbaan Harappa                                   | Stadium 6, post-urbaan Harappa                                   |          | Localiseringsperiode                | Localiseringsperiode                |
| Jhukar                                                           | 1900-1700 v.Chr.                                                 | 6        | Laat-Harappa                        | 1900-1300 v.Chr.                    |
| Vroeg-Pirak                                                      | 1800-1000 v.Chr.                                                 |          | Laat-Harappa                        | 1900-1300 v.Chr.                    |
| Laat-Sorath-Harappa                                              | 1900-1600 v.Chr.                                                 | 198      | Laat-Harappa                        | 1900-1300 v.Chr.                    |
| Lustrous Red Ware                                                | 1600-1300 v.Chr.                                                 |          | Laat-Harappa                        | 1900-1300 v.Chr.                    |
| Cemetery H                                                       | 1900-1500 v.Chr.                                                 | 41       | Laat-Harappa                        | 1900-1300 v.Chr.                    |
| Swatvallei periode IV                                            | 1650-1300 v.Chr.                                                 |          | Laat-Harappa                        | 1900-1300 v.Chr.                    |
| Laat-Harappa in Haryana en westelijk Uttar Pradesh               | 1900-1300 v.Chr.                                                 |          | Post-Indus                          | Post-Indus                          |
| Overgang laat-Harappa – Painted Grey Ware                        | 1300-1000 v.Chr.                                                 |          | Painted Grey Ware                   | 1200-800 v.Chr.                     |
| Vroeg-Gandhara                                                   | 1700-1000 v.Chr.                                                 |          | Painted Grey Ware                   | 1200-800 v.Chr.                     |
| Stadium 7, vroege ijzertijd                                      |                                                                  |          | Painted Grey Ware                   | 1200-800 v.Chr.                     |
| Laat-Pirak                                                       | 1000-700 v.Chr.                                                  |          | Painted Grey Ware                   | 1200-800 v.Chr.                     |
| Painted Grey Ware                                                | 1100-500 v.Chr.                                                  |          | Painted Grey Ware                   | 1200-800 v.Chr.                     |
| Laat-Gandhara                                                    | 1000-600 v.Chr.                                                  |          | Northern Black Polished Ware        | 700-300 v.Chr.                      |

Marshall, de ontdekker van de beschaving, ging nog uit van een bloeiperiode tussen ca. 3250 en 2750 v.Chr., daarbij data vergelijkend met de chronologie van het Nabije Oosten. Nadat deze laatste aan werd gepast, werd ca. 2350-2000/1950 v.Chr. gedacht als de periode van de Harappabeschaving. Met de opkomst van radiometrische datering werd een nauwkeurigere datering mogelijk en werd ongeveer 2600-1900 v.Chr. aangenomen voor de stedelijke fase van het kerngebied. Dit komt vrij goed overeen met de data uit Mesopotamië.

Daarmee wordt de chronologie voor vroeg-Harappa tussen 3200 en 2600 v.Chr., de bloei tijdens hoog-Harappa tussen 2600 en 1900 v.Chr., in dezelfde tijd als het Oude Rijk in Egypte en de Vroeg-dynastieke Periode van de Soemeriërs in Mesopotamië. Laat-Harappa tussen 1900 en 1300 v.Chr. was een periode van neergang.
Vergeleken met deze twee tijdgenoten besloeg de Harappabeschaving echter een veel groter gebied. De kern was de vallei van de rivier de Indus, maar de beschaving strekte zich uit van Gujarat en de Ganges in het oosten tot de Makran in het westen; en van de Arabische Zee tot in Centraal-Azië. Wat rest zijn ruïnes van strak geplande en goed georganiseerde steden. De belangrijkste ruïnes zijn die van Harappa en Mohenjodaro, beide in het huidige Pakistan.
Over de oorsprong van de beschaving is het nodige debat geweest. Marshall ging uit van een autonome culturele evolutie, terwijl anderen een diffusionistische verklaring zochten. Zo stelde Mackay dat een migratie van Soemeriërs mogelijk had bijgedragen aan het ontstaan. Wheeler dacht dat niet de migratie van mensen, maar van ideeën hier aan ten grondslag lag. Problematisch hiermee was echter dat er grote verschillen bestaan tussen de Harapabeschaving en die van het Oude Nabije Oosten. Zowel het schrift als de opzet van de nederzettingen wijkt sterk af, terwijl er in het Nabije Oosten veel meer gebruik werd gemaakt van brons. Ook ontbreekt een grootschalig kanalensysteem in de Harappabeschaving. Ghosh vond bevestiging van de ideeën van Marshall in de overeenkomsten tussen de pre-Harappacultuur van Sothi en hoog-Harappa. Hij vergeleek echter slechts de keramiek en zag daardoor aanmerkelijke verschillen over het hoofd. Mughal vergeleek daarnaast ook stenen en metalen artefacten en architectuur en vond veel overeenkomsten. Wat ontbrak in de pre-Harappacultuur waren grote steden en de ambachtsspecialisatie was van een minder hoog niveau. Gezien de vele overeenkomsten gaf Mughal de voorkeur aan de benaming vroeg-Harappa.
Wat de aanleiding is geweest gedurende de overgang vroeg-Harappa – hoog-Harappa om over te gaan tot volwaardige stedenbouw is niet goed te achterhalen uit archeologische gegevens. Niet alle nederzettingen uit het vroeg-Harappa groeiden uit tot steden in het hoog-Harappa en andersom zijn er bij onder meer Lothal, Desalpur, Chanhudaro, Mitathal, Alamgirpur en Ropar geen lagen aangetroffen uit het vroeg-Harappa, evenmin als in de actieve Indus-vlakte. Daarnaast is er bij een aantal nederzettingen een onderbreking te zien tussen de twee fases. Bij Kot Diji en Gumla zijn afzettingen gevonden die wijzen op een grote brand, terwijl bij Amri en Nausharo ook brandsporen zijn gevonden. Bij Kalibangan was mogelijk een aardbeving de oorzaak van de onderbreking.

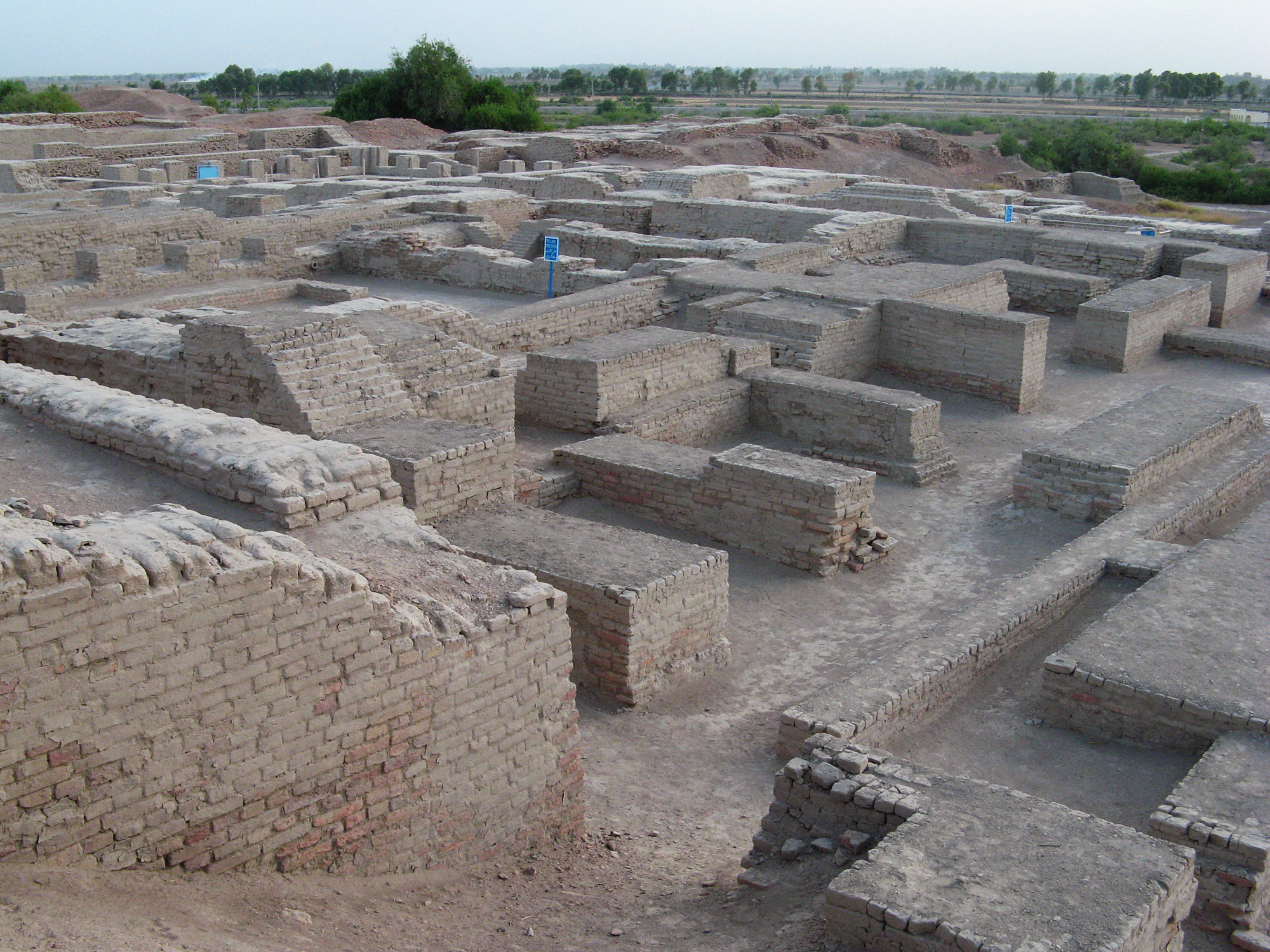
Mohenjodaro

De huizen hadden in enkele gevallen meerdere verdiepingen. Lange tijd werd gedacht dat de Harappa-steden waren uitgelegd met een volmaakt raster in noord-zuid- en oost-westrichting, maar de rasters zijn niet altijd zo recht aangelegd. Wel was de mate van stadsplanning was opmerkelijk, al is die niet overal hetzelfde. Mohenjodaro, Harappa en Kalibangan hebben allen een citadel en een lagere stad, terwijl de citadel bij Lothal en Surkotada onderdeel is van de stad. Dholavira bestaat naast de citadel en de lage stad ook nog uit een middenstad.

In dorpen werd veelal gebruik gemaakt van ongebakken steen, terwijl in steden de baksteen meer werd gebruikt. In bergachtige gebieden werd uitgebreid gebruik gemaakt van natuursteen.

Kenmerkend is onder meer het gebruik van steen met een gestandaardiseerde ratio van 1:2:4. Voor huizen was dit 7 x 14 x 28 cm en voor stadsmuren 10 x 20 x 40 cm.

In veel huizen was een badruimte en een toilet en daarbij hoorde ook een rioolstelsel, gescheiden van de regenwaterafvoer.:147
Van de beschaving zijn gebruiksvoorwerpen, gereedschappen, sieraden, artefacten, keramiek en kleine beeldjes gevonden. De bewoners waren in staat tot het bewerken van koper, brons, lood en tin. Als eersten waren ze in staat door weven uit katoen textiel te maken. De Harrapanen hadden een schrift dat mogelijk uit rond de 400 tekens bestaat, maar tot op heden onontcijferd blijft. Mysterieuze zegels met tekeningen en opschriften zijn teruggevonden tot in Mesopotamië. De naam Meluhha in Soemerische inscripties wordt algemeen met de Harappabeschaving geïdentificeerd. De Soemeriërs dreven over zee handel met dit gebied en importeerden onder andere koper, goud, ivoor en katoen.
Akkerbouw was de basis van het levensonderhoud, aangevuld met veeteelt en de jacht en visserij. Hoe dit eruitzag, is onder meer afhankelijk van het klimaat en onderwerp van discussie, waarbij onder meer Wheeler en Piggott uitgingen van een natter klimaat op basis van:
- het grote aantal bakstenen moet een grote hoeveelheid brandstof hebben vereist, wat slechts mogelijk was bij dicht begroeide bossen, wat weer veel neerslag vereist
- de vele gabarbands of dammen in Beloetsjistan suggereren zware regenval
- afbeeldingen van tijgers, olifanten en neeushoorns op zegels suggereren bossen en graslanden die meer regenval vereisen
- een uitgebreide waterafvoer

Deze conclusies worden echter betwist. Zo is de hoeveelheid moeilijk in te schatten en de waterafvoer was deels rioolstelsel. Singh kwam op basis van stuifmeelanalyses tot de conclusie dat er een toename was van regenval rond 3000 v.Chr. waarna deze rond 1800 v.Chr. weer afnam. Enzel et al. kwamen echter tot een bijna tegenovergestelde conclusie.:156
Volgens Giosan et al. (2012) werd het rond 3000 v.Chr. droger, waardoor de rivieren uit de Himalaya niet meer insneden in Punjab en er verder stroomafwaarts minder sterke overstromingen waren. De minder hevige overstromingen maakten inundatielandbouw mogelijk en zo kon de Harappacultuur floreren tijdens een intense droogte rond 2200 v.Chr. die in Egypte en Mesopotamië juist ontwrichtende gevolgen had. Anders dan eerder gedacht werd de vlakte tussen de Indus en de Ganges niet bewaterd door een gletsjer in de Himalaya, maar door moesson-afhankelijke rivieren. In de eeuwen daarna werd de moesson echter steeds minder sterk en de verdergaande aridificatie maakte de steden in het westen steeds minder bewoonbaar. De bevolking trok daarna oostelijker en vestigde zich in dorpen, waarmee een einde kwam aan de stedelijke samenleving. Uit onderzoek naar sedimentair DNA in de zeebodem van de monding van de Indus blijkt verder dat er tussen 2500 en 1000 v.Chr. periodes met sterke wintermoessons waren. Deze hebben mogelijk bijgedragen aan de trek van de riviervalleien waar in de zomer steeds minder overstromingen waren om landbouw te ondersteunen naar de hoogvlaktes van de Himalaya met zijn winterregens. Tussen 1300 en 1000 v.Chr. namen ook de winterregens af, wat mogelijk een rol speelde bij de migratie naar de Ghaggar-Hakra-vlakte.
De strakke planning van de steden en de uniforme maten van wegen, kanalen, gereedschap en bouwmateriaal doen een zekere mate van centraal gezag vermoeden. Ook over de wijze waarop de beschaving georganiseerd was, tasten archeologen echter volledig in het duister. Er is vrijwel niets bekend over de religie. Geen enkel gebouw kon als tempel geïdentificeerd worden. Opgegraven menselijke resten laten echter zien dat de bewoners van verschillende etnische komaf waren.:15

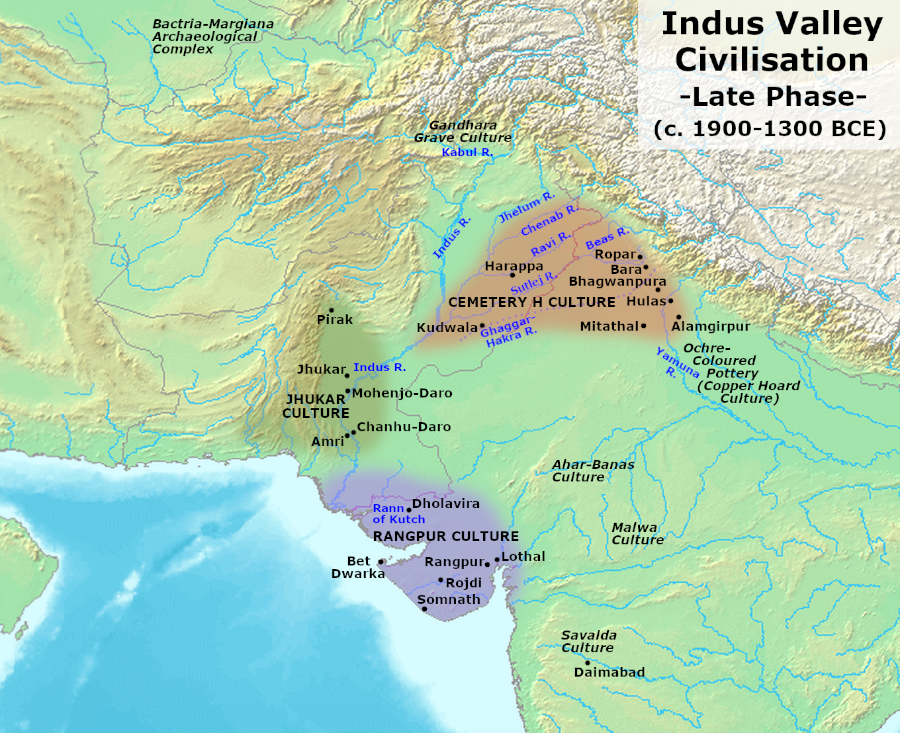
Het gebied van laat-Harappa en de oud-vedische tijd overlapten elkaar deels. De Gandhara-grafcultuur en de Cemetery H-cultuur lagen in het gebied waar ook de vroegste geschiedenis uit de Rigveda zich afspeelde. De aan de kust liggende culturen uit laat-Harappa, de Jhukarcultuur en de Rangpurcultuur, lagen buiten het gebied van de Veda's

De Harappabeschaving lijkt geleidelijk in verval te zijn geraakt. In de centrale steden langs de Indus zijn aanwijzingen gevonden voor het afnemen van de bevolking en verdwijnen van centraal gezag rond 1900 v.Chr., mogelijk als gevolg van de grote overstromingen die het gebied in die tijd teisterden. Ook verminderde opbrengsten van het land als gevolg van overcultivatie en ontbossing kan een oorzaak geweest zijn voor de leegloop van de steden.:58 In sommige randgebieden echter, zoals Gujarat en het noordoosten van de Punjab, lijkt van een bevolkingsafname geen sprake. In die gebieden verdwenen na 1900 v.Chr. slechts de zegels met het schrift en de typische Harappa-keramiek. Het einde van de Indusbeschaving was in ieder geval een minder abrupte overgang dan wel gesuggereerd is. Wel kwam er tijdens laat-Harappa een einde aan de integratie en is er een duidelijker onderscheid in de regio's. In Sindh werd de Indusbeschaving gevolgd door de Jhukarcultuur. Dit was een geleidelijke overgang waarbij het gewichtenstelsel steeds minder gebruikt werd, het schrift beperkt bleef tot de vazen en de zegels veranderden, terwijl de grote steden verlaten werden. Er was nog wel contact met Rangpur en Lothal in Saurashtra, waar net als in Kutch het aantal nederzettingen juist toenam. Een zeeschelp van een Turbinella pyrum die werd gevonden voor de kust bij Bet Dwarka en gegraveerd was met een samengesteld diermotief van stier, eenhoorn en geit, had een duidelijke Bahreinse invloed. Dit wijst erop dat er ook tijdens laat-Harappa nog contacten waren met het gebied rond de Perzische Golf. In West-Punjab en de Ghaggar-Hakra-vallei volgde de Cemetery H-cultuur met een sterke afname van het aantal nederzettingen, terwijl in Oost-Punjab en Haryana de nederzettingen een stuk kleiner werden dan tijdens hoog-Harappa. Ook in de Ganges–Yamuna doab waren de nederzettingen klein, maar hier nam het aantal ook sterk toe. Er was dus een trek richting het oosten en zuiden. Steden verdwenen niet helemaal, Kudwala in Cholistan, Bet Dwarka in Saurashtra en Daimabad in Maharashtra waren redelijk grote steden. Het waren er echter weinig en ze waren dun gezaaid.

### Vedische tijd

#### Komst van de Indo-Ariërs
De samenstellers van de Rigveda noemden zichzelf ārya, wat op verwantschap duidt, maar ook een culturele en religieuze betekenis heeft en wel als nobele of edele is vertaald. Over de herkomst van deze ariërs zijn sindsdien ver uiteenlopende hypotheses uitgewerkt. Voor de ontdekking van de Indusbeschaving had Max Müller al de Indo-Arische invasie-theorie gepopulariseerd, volgens welke een deel van een Proto-Indo-Europees sprekend volk – de ariërs – vanuit het Proto-Indo-Europees thuisland richting Europa trok en een ander deel India veroverde op onbeschaafde volkeren.
Nadat met de opgravingen in Mohenjodaro in 1922 duidelijk werd dat er een Indusbeschaving was geweest, werden ook de eerste hypotheses over de neergang uiteengezet. Een van de eerste was in 1926 door Ramaprasad Chanda. Chanda sloot aan bij de door de invasietheorie, die ondersteund zou worden door teksten uit de Rigveda. Tegen 1929 had Chanda echter al het idee verlaten dat de Indusbeschaving vernietigd zou zijn door de ariërs, maar zag eerder een vreedzame acculturatie. Zoals Marshall aangaf, maakte de ontdekking van de Indusbeschaving duidelijk dat de oorspronkelijke bewoners niet zoals daarvoor gedacht een onbeschaafd volk waren. Tegelijkertijd zag hij, bij het ontbreken van nauwkeurigere dateringen, een gat van meer dan een millennium tussen de twee beschavingen. Daarmee verdween de plausibiliteit voor de invasie-theorie, maar deze verkreeg vooral na de publicatie van Prehistoric India door Stuart Piggott in 1950 toch de nodige populariteit.
In het bijzonder de hindoenationalisten hadden nooit wat gezien in de invasietheorie en Pandurang Vaman Kane gaf al in 1953 aan dat de vondst van enkele skeletten in een grote stad als Mohenjodaro geen basis was om een hele invasie aan op te hangen. In het geval van een invasie zouden er ook vele malen meer slachtoffers moeten zijn gevallen. In 1964 gaf George F. Dales ook aan dat de gevonden groepen skeletten in Mohenjodaro elk tot een andere periode behoorden. Daarnaast waren er in de laatste fase van de stad geen aanwijzingen van strijd en verwoesting. Met nauwkeuriger schattingen die het einde van hoog-Harappa rond 1900 v.Chr. leggen en het begin van de vedische periode rond 1500 v.Chr. is de invasie-theorie zeer onwaarschijnlijk geworden.
In plaats van een invasie zou er wel sprake kunnen zijn geweest van een of meerdere migraties van volkeren die hun Indo-Europese taal zouden hebben meegebracht. Archeogenetica en populatiegenetica geeft wisselende uitkomsten. Een deel van de studies onderschrijft de mogelijkheid van een Indo-Arische migratie, een ander deel spreekt deze tegen. Volgens Michel Danino zijn bevestigende studies ten dele gebaseerd op een cirkelredenering omdat deze de migratie a priori aannemen, evenals de aanname dat taal en haplogroep gekoppeld zijn. Volgens Danino is de omgekeerde out-of-India-theorie waarschijnlijker. Onderzoek op basis van mitochondriaal DNA (mtDNA) heeft geen aanwijzingen gevonden voor een Indo-Arische migratie die rond 1500 v.Chr. zou hebben plaatsgevonden. Door echter de mtDNA-data uit de vrouwelijke lijn te combineren met data van het Y-chromosomaal DNA uit de mannelijke lijn, blijken er wel aanwijzingen te zijn voor migratie vanuit Centraal-Azië, waarschijnlijk in meerdere golven. Hierbij was een duidelijk geslachtsverschil, het waren vooral mannen die migreerden. Het beeld dat hieruit naar voren komt, is niet een eenvoudig model waarbij een migratie aan het begin van het neolithicum de landbouw bracht, millennia later gevolgd door Indo-Ariërs, maar complexe migraties sinds het Laatste Glaciale Maximum uit het noordwesten en recentere kleinere migraties uit het oosten.
Genetisch onderzoek lijkt de Anatolische hypothese niet te onderbouwen. De inwoners van de Indusbeschaving lijken geen nazaten te zijn geweest van landbouwers uit Anatolië en Iran. Bij de latere bevolking in India is enige invloed gevonden van de Jamnacultuur. Leden van deze cultuur zouden eerst richting Oost-Europa zijn getrokken waarna een deel in het tweede millennium v.Chr. waarschijnlijk via Centraal-Azië in het noorden van India terechtkwam om daar te accultureren met de bestaande bevolking. Deze Westelijke Steppeherders-invloed is beperkt tot de Ancestral North Indians (ANI), bij de Ancestral South Indians (ASI) is deze verwaarloosbaar. Hoewel het Jamna-aandeel in de Ancestral North Indians niet heel groot is, is die wel sterk vertegenwoordigd bij de Brahmin en Bhumihar en is er ook vooral sprake van mannelijke invloed. Nieuwkomers die een numerieke minderheid vormen, kunnen een taalverandering of zelfs taalvervanging in gang zetten met de oorspronkelijke bewoners zonder dat de materiële cultuur veel veranderd, zodat veranderingen vrijwel niet aanwezig zijn in de teruggevonden archeologische cultuur.
De bevolkingssamenstelling van India is een controversieel onderwerp. Allereerst beïnvloedde koloniaal racisme de geschiedschrijving door westerse wetenschappers die uitgingen van de westerse superioriteit en uiteindelijk werd het onderwerp zelfs gekaapt door het nationaalsocialisme. Het heeft ook een politieke dimensie in India onder invloed van het hindoenationalisme die uitgaat van inheemse Ariërs, de out-of-India-theorie.

#### Chronologie van deVeda's
Voor de oudste delen hiervan wordt veelal een grove chronologie genomen van 1200-1000 v.Chr. of 1500-1000 v.Chr., maar schattingen hierover lopen uiteen. Een eerste kader wordt gegeven door het vedisch Sanskriet, een Indo-Arische taal. Deze werd mogelijk voorafgegaan door de gereconstrueerde talen Proto-Indo-Iranisch en Proto-Indo-Europees (PIE). De datering van PIE stelt ook een grens aan de datering van het vedisch Sanskriet. Naast de taal is ook de inhoud van de Veda's en latere hindoegeschriften gebruikt om tot een chronologie te komen. Max Müller was de eerste en kwam uit op 1200-1000 v.Chr. voor de oudste delen van de Veda's, de chanda's. Op de methodiek van Müller valt veel af te dingen, wat hij zelf al aangaf. Müller zag de jaartallen dan ook vooral als bovengrens en zag ook 3000 v.Chr. nog als mogelijk. Desondanks wordt zijn uitkomst nog veelvuldig aangehouden, aangezien meerdere methodes hierop uitkomen. Ook astronomische interpretaties zijn gebruikt voor dateringen, maar ook deze lopen wijd uiteen. Verder zijn teksten van buiten India gebruikt, wat als voordeel kan hebben dat de chronologie daarvan beter bekend is, zoals de chronologie van het Nabije Oosten. Het archief van Bogazköy uit het oude Hattusa met daarin een verdrag uit de veertiende eeuw v.Chr. is hier een voorbeeld van. Parallellen tussen de Rigveda en de Iraanse Avesta brengen de oplossing niet dichterbij. De problematiek met het dateren van de Veda's betekent ook dat bij het reconstrueren van de geschiedenis van Zuid-Azië de nodige terughoudendheid in acht moet worden genomen. De periode van de vedische tijd is dan ook geen vast gegeven.:185

#### Migraties

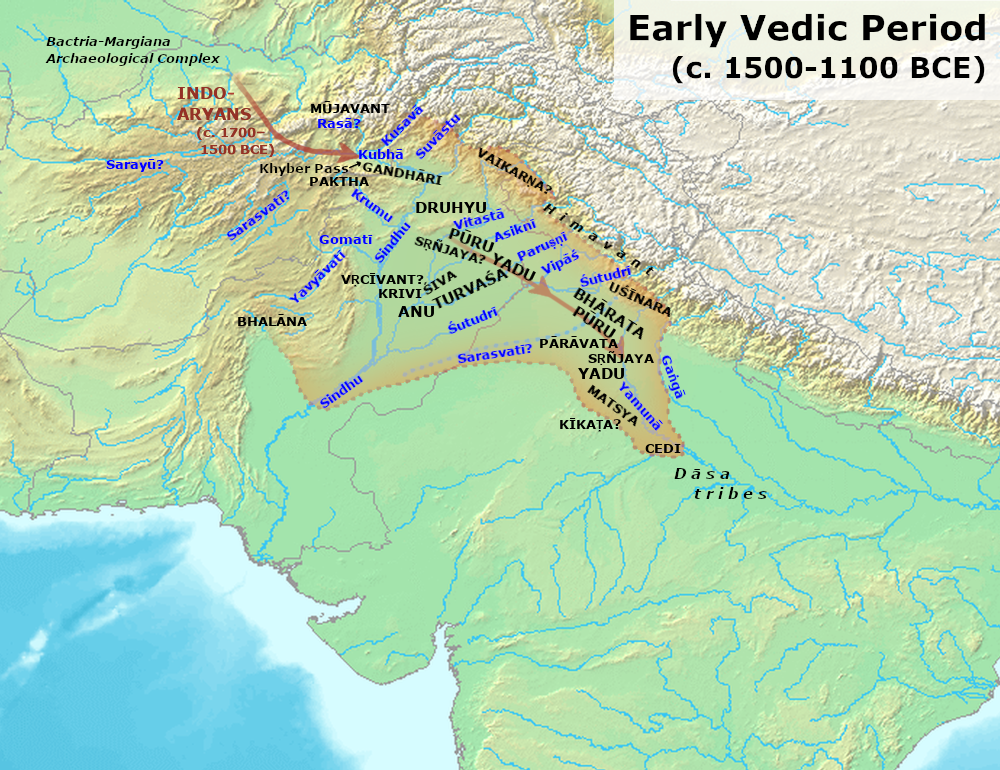
Gebied van de vroege vedische tijd

Plaatsnamen in de Rigveda verwijzen vooral naar een land van zeven rivieren, de tegenwoordige Punjab. Dit moet het gebied zijn waar de ariërs zich het eerst vestigden. De eerste ariërs waren mogelijk semi-nomadische veehouders die door het bezit van paarden en strijdwagens een militair overwicht op de oorspronkelijke bevolking hadden. De Veda's geven de indruk van conflicten om vee, zowel tussen arische stammen onderling als met anderen. Hoewel niet duidelijk is of het woord ārya uit de Veda's wel op een etnische groep slaat, blijkt uit deze werken wel dat de ārya neerkeken op buitenstaanders, de dasa. Mogelijk was sprake van migratie in plaats van een invasie en wisten de nieuwkomers de lokale bevolking te assimileren en te imponeren, waardoor ze als leiders aanvaard werden. De vedische cultuur verspreidde zich in dat geval, naast door natuurlijke bevolkingsgroei, ook door assimilatie. In deze Samhitaperiode lag de nadruk op de deva's of goden waaraan lofverzen werden opgedragen uit de Samhita's, de oudste delen uit de Veda's. De drie doelen van het vedische leven (trivarga) waren dharma (normen), artha (rijkdom) en kama (plezier).
|                         | Vroege vedische tijd | Late vedische tijd |
| ----------------------- | --- | --- |
| Veda's                  | Rigveda | Late Brahmana's en vroege Upanishads |
| Gebied                  | Van de rivier Kabul en de Punjab tot de Yamuna (Ganges)                                                                                   | Vrijwel het gehele noorden van India, van de Kabul tot Anga |
| Politieke structuur     | 5 volken met zo'n 50 kleinere stammen die elkaar en inheemse stammen regelmatig bevochten                                                 | De Kuru's en Panchala vormden de kern van 16 janapada's tot Koshala en vooral Videha deze rol overnamen |
| Samenleving             | Stamhoofden (rajan) leiden hun mede-rajanya / kshatriya (adel), vis (volk) en dasa, inheemsen die soms als slaaf werden gehouden          | Een front van kshatriya's-brahmana's om de vaishya's, shudra's en dasa te exploiteren |
| Composities en rituelen | Goden werden uitgenodigd om deel te nemen aan uitgebreide rituelen als het soma-ritueel waar dichters hen prijzen met traditionele hymnen | Oude hymnen werden in sterk gestructureerde rituelen gebruikt, nieuwe dichtwerken in de oude stijl werden niet meer gemaakt. Er werden vooral commentaren voorgedragen die de rituelen toelichten, later gevolgd door de filosofische bespiegelingen van de Upanishads |

Later verspreidden ze zich oostwaarts naar het Gangesbekken. De doab tussen de Ganges en Yamuna is waar de Mahabharata zich afspeelt, die rond 800 v.Chr. moet zijn ontstaan. Dit gebied was aryavarta, het thuisland van de ariërs. De later ontstane Ramayana noemt echter ook gebieden verder naar het oosten en zuiden. Dit laat zien hoe de arische beschaving zich langzaam verspreidde. Rond 1000 v.Chr. vestigden de ariërs zich in vaste nederzettingen om landbouw te bedrijven en zo vond een overgang plaats van een semi-nomadische krijgerssamenleving naar een agrarische samenleving. De focus verschoof van de Samhita's naar de Brahmana's met de shrauta-offers (yajna's) waarmee de goden in toom gehouden konden worden. Daarmee verkregen de brahmana's meer macht ten opzichte van de kshatriya's, de krijgers en heersers, overigens zonder wereldlijke macht naar zich toe te trekken. Bij uitzondering kwamen mensenoffers voor, maar meestal waren de belangrijke offers vee (symbool voor welvaart) of paarden (symbool voor kracht). De ashvamedha, het paardenoffer, werd door een stamleider of koning uitgevoerd en stond symbool voor de band tussen mensen en goden. De belangrijkste oorlogsgod was Indra, die met bliksemschichten gewapend was. Andere belangrijke vedische goden waren Agni, de god van het vuur; Varuna, de god van de gerechtigheid en Surya, de zonnegod. In deze periode ontwikkelde zich het Indische kastenstelsel.
De ariërs lijken langs twee corridors van het westen naar het oosten opgetrokken te zijn, daarbij de oorspronkelijke bevolking assimilerend. Aan de noordkant van het Gangesbekken, langs de uitlopers van de Himalaya (de uttarapatha) en aan de zuidkant langs de Deccan (daksinapatha). Dit patroon is eenvoudig te verklaren. Het bekken van de Ganges was in die tijd, anders dan tegenwoordig, bedekt met tropisch bos. Rond de rivier zelf was dit bos dichter en het land drassiger, oftewel moeilijker te ontginnen en in cultuur te brengen. Langs de twee corridors groeiden de nederzettingen. Vooral de noordelijke corridor zou in de latere vedische tijd tussen 1000 en 500 v.Chr. belangrijk worden.

### IJzertijd
De ijzertijd in India begon zich halverwege de northern black polished ware-cultuur (NBPW) wijder te verspreiden, maar het eerste gebruik van ijzer dateert van ruim daarvoor. IJzer was afgezien van rond de rivieren in vrijwel geheel India aanwezig en in vrijwel dit gehele gebied werd uiteindelijk ijzer gesmolten. Er zijn geen aanwijzingen dat de kennis hiervoor via diffusie uit West-Azië was overgenomen. De vroegste vormen van ijzersmelten waren waarschijnlijk in Centraal- en Zuid-India. Hier ontwikkelden zich ook de megalithische culturen die op het Indisch Schiereiland als vrijwel synoniem worden gebruikt met de ijzertijd.
Een van de vroegste ijzervondsten van India is mogelijk in Ahar. De gekalibreerde datering voor periode Ib van Ahar is vanaf 2100 v.Chr. voor Ib en vanaf 1900 v.Chr. tot 1500 v.Chr. voor Ic. In periode Ib zijn enkele ijzeren voorwerpen gevonden en in periode Ic redelijk veel. Er is echter een breuk tussen de Aharcultuur en periode II die rond 1000 v.Chr. begon. In onder meer Atranjikhera en Noh zijn sporen gevonden van ijzersmelten ten tijde van de painted grey ware-cultuur, maar het blijft problematisch om de Veda's te koppelen aan archeologische vondsten.:254-255

## Vroege historische periode

### Urbanisatie en staatvorming
Met het Brahmischrift, waarvan de oudst overgeleverde teksten uit de vierde eeuw v.Chr. afkomstig zijn, nam de vroege historische periode van India een aanvang. In het zuiden van India begon deze iets later, daar ontstond rond 400 v.Chr., mogelijk eerder, het Tamil-Brahmi. Problematisch bij het vaststellen van de mate van verspreiding van geletterdheid is dat het schrift als minderwaardig werd beschouwd door de brahmanen, die dan ook nog geruime tijd vasthielden aan hun traditie van mondelinge overlevering. Als er wel teksten aan het schrift werden toevertrouwd, werd wel gedaan alsof deze tot stand waren gekomen door mondelinge overlevering. Strikt genomen waren de geleerde brahmanen dus lange tijd ongeletterd.:162-163
De vedische cultuur verspreidde zich in deze periode verder oostwaarts over de Gangesvlakte en zuidwaarts naar Malwa en Gujarat. Opgravingen van keramiek geven verdere aanwijzingen van het verspreiden van de vedische cultuur over het noorden van het Indisch Subcontinent.

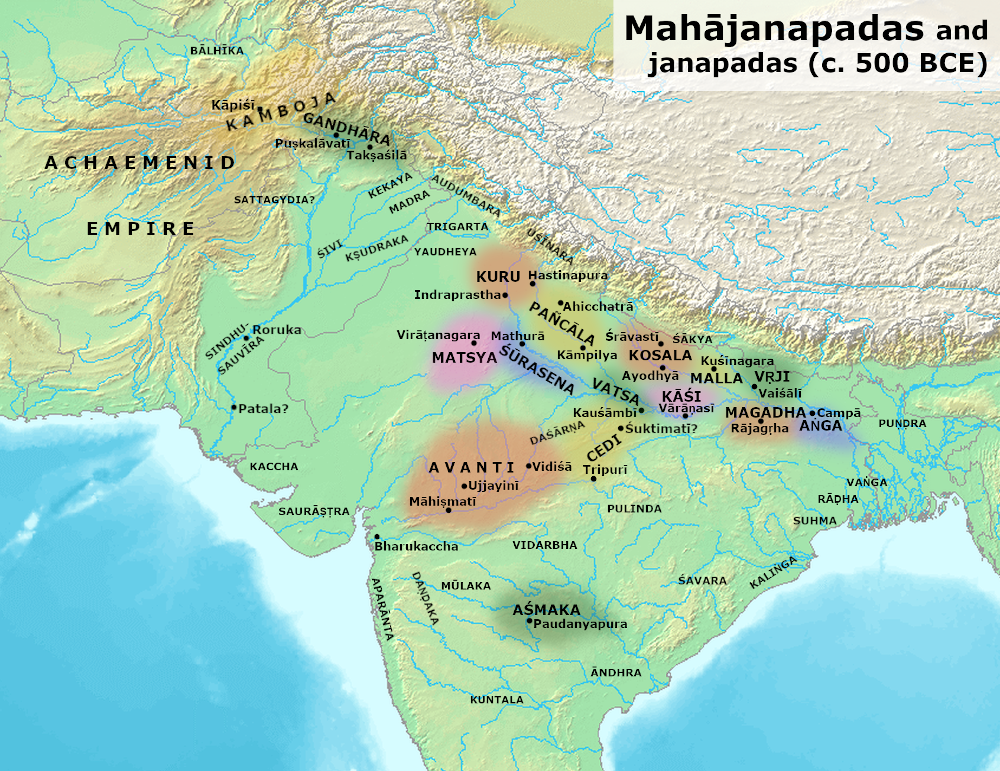
De mahajanapada's waren de grootste staten van Noord-India. Daarnaast lagen er vele kleinere staatjes over het subcontinent verspreid

De agriculturele ontwikkeling ging gelijk op met de opkomst van steden en, rond 800-600 v.Chr., de vorming van kleine staatjes, de janapada's.:50 Rond 600 v.Chr. waren veel van deze stamverbanden uitgegroeid tot mahajanapada's, waarvan de meesten zich in het Gangesbekken bevonden langs de uttarapatha, de noordelijke handelsroute. Deze route maakte het mogelijk dat de painted grey ware-cultuur (PGW) en vooral de northern black polished ware-cultuur (NBPW) zich in de aangesloten gebieden verspreidde. De dakshinapatha verbond deze staatjes met het zuiden en ook hier verspreidden zich zowel de PGW- als de NBPW-cultuur. Kammika's hieven belasting langs de route, terwijl rajabhata's deze bewaakten tegen rovers. De routes waren onderdeel van de langeafstandshandel, zoals onder meer door de Bolanpas. Met Zuidoost-Azië kwam maritieme handel op gang, terwijl die met Oost-Afrika al bestond. Die laatste was onderdeel van de moessonuitwisseling.
In het kerngebied waren de mahajanapada's vooral koninkrijkjes – soms kiesmonarchieën, soms erfelijke monarchieën – en gana-sangha's, tribale oligarchieën. In Tamil Nadu kwam dit tussen 500-400 v.Chr. wat later op gang. In het noorden kwam deze vroege historische periode overeen met de NBPW-cultuur. Mede doordat veel steden uit de vroege historische periode nog steeds bewoond zijn, is er afgezien van uitzonderingen als Taxila en Bhita minder archeologische informatie dan over de Indusbeschaving. Veelal is van archeologische NBPW-sites zelfs niet duidelijk welke fase het betrof.
Aan het einde van de vedische tijd vond de tweede verstedelijking plaats en dit is onder meer terug te zien in Atranjikhera. Hier vond de overgang van dorp naar stad plaats van periode III (1200-600 v.Chr.) met de PGW-cultuur naar periode IV (600-50 v.Chr.) met de NBPW-cultuur. Naast de archeologie die duidelijkheid kan geven over de omvang van een stad en de materiële cultuur, is er van deze periode ook literatuur overgeleverd en dit kan meer vertellen over de sociale verhoudingen en de immateriële stadscultuur, de stadsheid die van tot stad varieert. Zo groeide het onderscheid tussen platteland en stad, tussen janapada en pura. Hoewel deze tegenstelling wel naar voren komt uit de literatuur, blijkt dit minder uitgesproken dan wel wordt aangenomen en laat de literatuur ook een continuüm zien van gama, nigama naar nagara.:278-280 Een van de kenmerken van een stad is specialisatie en arbeidsdeling en vroeg-historische teksten noemen dan ook veel verschillende beroepen. Uit de Gautama Dharmasoetra blijkt dat beroepen een vorm van organisatie kennen en dat boeren, kooplieden, herders, geldschieters en ambachtslieden gezag uitoefenen over hun respectievelijke groepen, wat het bestaan van gilde suggereert en in boeddhistische geschriften explicieter wordt benoemd, zoals shreni, nigama, puga, vrata en sangha.
Mogelijk droeg de introductie van munten eraan bij dat er meer schulden konden ontstaan. In ieder geval beschrijven de teksten ook schuldslavernij waarbij schulden werden afbetaald door vrouwen en kinderen te verpanden, al kan dat ook al gangbaar zijn geweest in voorgaande kredieteconomieën. Oude namen kregen ook nieuwe betekenissen. Zo werd grihapati nog wel gebruikt voor de centrale rol van het gezinshoofd, maar kreeg gahapati vooral de betekenis van welvarende pater familias die op gelijke hoogte stond met de khattiya en brahmanen. Waar de gahapati een grootgrondbezitter was op het platteland, was een setthi een zeer rijke zakenman in de stad. Beiden waren onderdeel van de nieuwe elite, exemplarisch voor de nieuwe maatschappijvorm.

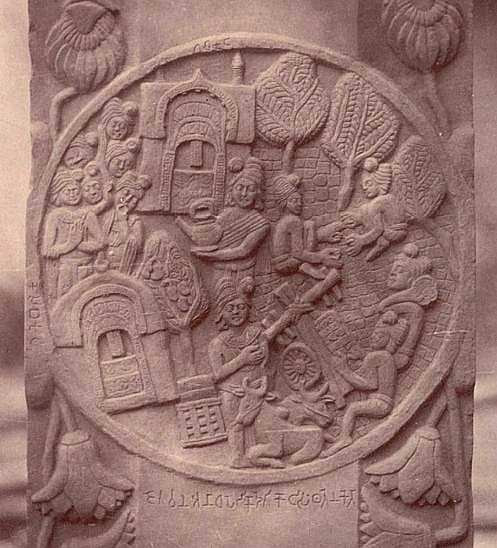
Anathapindika bedekt Jetavana met munten.

In de semi-nomadische vroege vedische stammen werd de leider gekozen vanwege zijn capaciteiten om de stam voor rampen te behoeden, rituelen uit te voeren en te leiden bij het roven van vee van andere stammen. De identiteit van het individu werd bepaald door de stam en zijn familiebanden, de status en de hoeveelheid vee die hij bezat. In de latere vaste landbouwnederzettingen en daaruit voortkomende steden ontstond een veel complexere samenleving. Identiteit werd steeds meer ontleend aan staat en woonplaats en de kasten werden ook belangrijker, al bleef verwantschap van groot belang en de grootfamilie (nati en nati-kulani) zou dan ook onderdeel worden van de jati of kaste. Over het algemeen gold voor brahmanen dat gotra (lineage) leidend was. Echter niet de vier varna's, maar de duizenden jati's werden de basis van het Indische kastenstelsel.
Met de toenemende sendentarisering nam ook het belang van land toe, dat de belangrijkste inkomstenbron van de hogere klassen werd. Waar in een pastorale samenleving het vee als eigendom beschouwd kon worden, is in de teksten van deze tijd te zien dat ook land onderdeel werd van het eigendomsrecht. Zo kocht de rijke gahapati Anathapindika het land Jetavana van prins Jeta, zoon van koning Pasenadi van Koshala, om het te kunnen schenken aan een sanga (boeddhistische monastische orde). Ook een boer als Bharadvaja, waarover de Kasibharadvaja-Sutta verhaalt, moet over aardig wat land hebben beschikt, aangezien hij 500 ploegen in gebruik zou hebben gehad. Voor de vorsten was het land ook van groot belang, de belasting op de landopbrengst vormde het grootste deel van hun inkomen. De staatjes sloegen dan ook gouden of koperen munten om de handel te vereenvoudigen. Naast de dasa, de oude term voor slaven, die het land bewerkten, noemen de teksten nu ook kammakara's, loonarbeiders, terwijl de Ashtadhyayi het heeft over vetan (arbeidsloon) en vaitanika (kostwinner). Grote armoede (dalidda) was ook een bekend gegeven.
In het noordwesten waren Taxila en Charsadda belangrijke steden. Charsadda was Pushkalavati, ooit hoofdstad van Gandhara en gelegen aan de handelsroute naar de Hindu Kush.
De oostelijker gelegen gebieden Koshala en Videha werden waarschijnlijk bevolkt door Indo-Arische stammen die onder druk van de Bharata en Kuru al eerder naar het oosten waren getrokken. Hier ontwikkelde de witte Yajoerveda zich en werd niet aan vuuroffers gedaan. Ze werden in het westen dan ook als buitenstaanders gezien en brahmanen werden geacht niet naar deze gebieden te trekken. Net als de Kuru's eerder, wisten de Videha zichzelf door sanskritisering een betere positie te geven en inheemse volken werden voorouders gegeven uit de tijd van de Rigveda. Na de vedische tijd groeide Magadha vanaf Bimbisara uit tot de dominante macht en was de bakermat van twee van de machtigste rijken uit de Indiase geschiedenis, die van de Mauryadynastie (4e tot 3e eeuw v.Chr.) en de Gupta's (4e tot 6e eeuw n.Chr.).

### Shramanisme
De verstedelijking ging gepaard met verdergaande stratificatie. Deze overgang naar een steeds meer sedentaire maatschappij met toenemende specialisatie en grotere ongelijkheid had in andere samenlevingen religies gestimuleerd die een rechtvaardigheid boden voor het lijden in het hiernamaals. Op het platteland voldeden de riten en magie van de Veda's veelal, maar in de steden lijkt dat niet meer het geval te zijn geweest.
Nieuwe begrippen leken beter in staat om overweg te kunnen met deze veranderingen. Het concept van karma, het idee dat iemands daden gevolgen hebben, niet alleen voor het huidige leven, maar ook in volgende levens, impliceert een eigen verantwoordelijkheid voor het eigen lot en stimuleert daarmee individualisering. Het gaf ook een mate van autonomie die in het dagelijks leven steeds minder aanwezig was. Die autonomie had dan wel betrekking op een volgend leven, maar aan deze cyclus van wedergeboortes (samsara) kon ontsnapt worden (moksha). Deze in de Veda's onbekende ideeën waren mogelijk afkomstig uit een inheemse traditie uit Groter Magadha, het gebied dat naast Magadha ook Koshala en Videha omvatte.
Aangezien inactiviteit gezien werd als een voorwaarde om moksha te bereiken, ontstonden er veel ascetische bewegingen die zich in meer of mindere mate terugtrokken uit de maatschappij. De interactie tussen het brahmanisme en deze concepten was de grondslag voor onder meer het boeddhisme, jaïnisme en het ajivikisme. De nieuwe concepten wekten ook weerstand op, zoals bij charvaka dat dit alles afwees. In Groter Magadha hadden de brahmanen geen dominante positie, maar deelden zij deze met de andere bewegingen, ook aan het hof van koningen. Zo beïnvloedden de diverse bewegingen elkaar en ontstond een nieuw brahmanisme of neobrahmanisme. Daarin was er net als in het boeddhisme een rol weggelegd voor wereldverzaking (samnyasin) in wat het ashrama-systeem zou worden. Individualisering was echter ook voor deze lichting van brahmanen een probleem, maar in plaats van hier tegenin te gaan, vond de samkhya-school van Kapila, die uit Groter Magadha zou stammen, een andere manier om dit te neutraliseren waarbij door gesteld werd dat moksha ook tijdens het leven te bereiken is, wat later bekend werd als jivanmukti. Aangezien purusha gescheiden is van alle gedachten en handelen, kan dan zelfs gestreefd worden naar moksha zonder zich terug te trekken uit de maatschappij. Zo ontstond er ruimte voor de woudkluizenaar (vanaprastha) die zich weliswaar afzonderde, maar nog wel offers bracht. Deze interpretatie werd nog verder doorgevoerd en in de Bhagavad Gita is het Zelf van Arjoena losgekoppeld van zijn lichaam en geest en kan hij als kshatriya nog steeds moksha nastreven. Met deze interpretatie wisten de brahmanen de tendens van individualisering die karma impliceert om te buigen in een legitimatie van een statische maatschappij, een samenleving zonder sociale mobiliteit tussen de varna's, en daarmee de-individualisering te bevorderen.:241-254 De culturele identiteit van de brahmanen kende in deze periode dus een grote mate van aanpassing en was niet onveranderlijk of primordiaal zoals nogal eens wordt gesuggereerd.
De opkomst van het jaïnisme en boeddhisme is wel beschreven als een reactie op het brahmanisme, zelfs als de strijd tussen slang en mangoest. Dit shramanisme zou een afwijzing zijn van de Veda's, de vedische rituelen, de bevoorrechte positie van de brahmanen en de dominante positie van het gezinshoofd. In de shramanistische gemeenschappen zou de nadruk er juist op liggen dat alle leden gelijke status hadden ongeacht hun afkomst en dat ieder lid de religie uitoefende zonder tussenkomst van een priester. Waarschijnlijker is er echter een eeuwenlange kruisbestuiving geweest tussen de diverse scholen waarin ook het neobrahmanisme zich vormde. De tegenstellingen waren, ondanks de debatten, veelal minder groot dan de bovenstaande dichotomie suggereert. Zo kwam Gautama Boeddha uit een lijn van kshatriya's en verwierp hij niet zozeer de varna's, als wel de positie van de brahmanen daarin.
In zijn concept van inclusivisme stelde Paul Hacker dat in India de polemiek veelal niet rechtstreeks werd gevoerd tegen het tegengestelde wereldbeeld, maar dat de belangrijke delen daarvan werden erkend. Deze flexibiliteit is in het Westen wel geïnterpreteerd als tolerantie, maar het maakte dat het eigen wereldbeeld prevaleerde, aangezien het tegengestelde wereldbeeld zo ondergeschikt kon worden gemaakt. Zo hoefde het brahmanisme de ideeën uit Magadha waar het mee in aanraking kwam niet te ontkennen, maar kon deze absorberen.:1-33 De uitbreiding van de doelen van het leven met moksha maakte van de trivarga de caturvarga of purusartha.
De nieuwe begrippen vonden hun weg in de Upanishads, laat-vedische teksten die een grote invloed zouden hebben op de Indische filosofie en maatschappij. Het boeddhisme van Gautama Boeddha en het jaïnisme van Mahavira konden beoefend worden zonder priesterklasse rond een eenvoudige doctrine en werden in prakrit gepredikt, zodat ze snel veel aanhangers hadden onder het gewone volk. Veelal werden deze bewegingen naast elkaar aangehangen en was de rivaliteit beperkt. Het jaïnisme zou beperkt blijven tot het subcontinent, terwijl het boeddhisme door reizende monniken en nonnen vanuit India naar Centraal-Azië, China, Tibet, Sri Lanka en Zuidoost-Azië verspreid werd.

### Chronologieën van Magadha
De chronologie van de vroege dynastieën van Magadha hangt mede samen met het sterftejaar van de Boeddha. Aangezien diens mahaparinibbana onbekend is, zijn ook de regeringsjaren onzeker. Volgens de boeddhistische traditie stierf de Boeddha tijdens het achtste regeringsjaar van Ajatasattu. Volgens theravada, het boeddhisme van het zuiden, vond de mahaparinibbana plaats in 544/543 v.Chr., de lange chronologie. Buiten theravada wordt dit niet als realistisch gezien. Veel Indische historici achten de gecorrigeerde lange chronologie waarschijnlijker, waarbij de mahaparinibbana rond 483 v.Chr. wordt geplaatst. Het noordelijk boeddhisme gaat uit van de korte chronologie, waarmee het sterfjaar van de Boeddha op 378/368 v.Chr. uitkomt. Veel westerse historici achten het waarschijnlijker dat de Boeddha in de vierde eeuw v.Chr. stierf. Niet alleen het sterftejaar van de Boeddha is onzeker, ook is het bestaan van enkele koningen en het aantal regeringsjaren van veel koningen onzeker, wat elke chronologie verder compliceert.
|                                              | Lange chronologie | Gecorrigeerde lange chronologie | Korte chronologie |
| -------------------------------------------- | ----------------- | ------------------------------- | ----------------- |
| Bimbisara                                    |                   | ~542 - 490 v.Chr.               |                   |
| Ajatasattu                                   |                   | ~490 - 459 v.Chr.               |                   |
| Mahaparinibbana                              | ~543 v.Chr.       | ~483 v.Chr.                     | ~378/368 v.Chr.   |
| Udayin en de volgende drie Haryanka-koningen |                   | ~459 - 427/410 v.Chr.           |                   |
| Shishunaga en zijn opvolgers                 |                   | ~427/410 - 361 v.Chr.           |                   |
| Nanda's                                      |                   | ~361/342 - 321 v.Chr.           |                   |

### Perzische en Griekse invasies

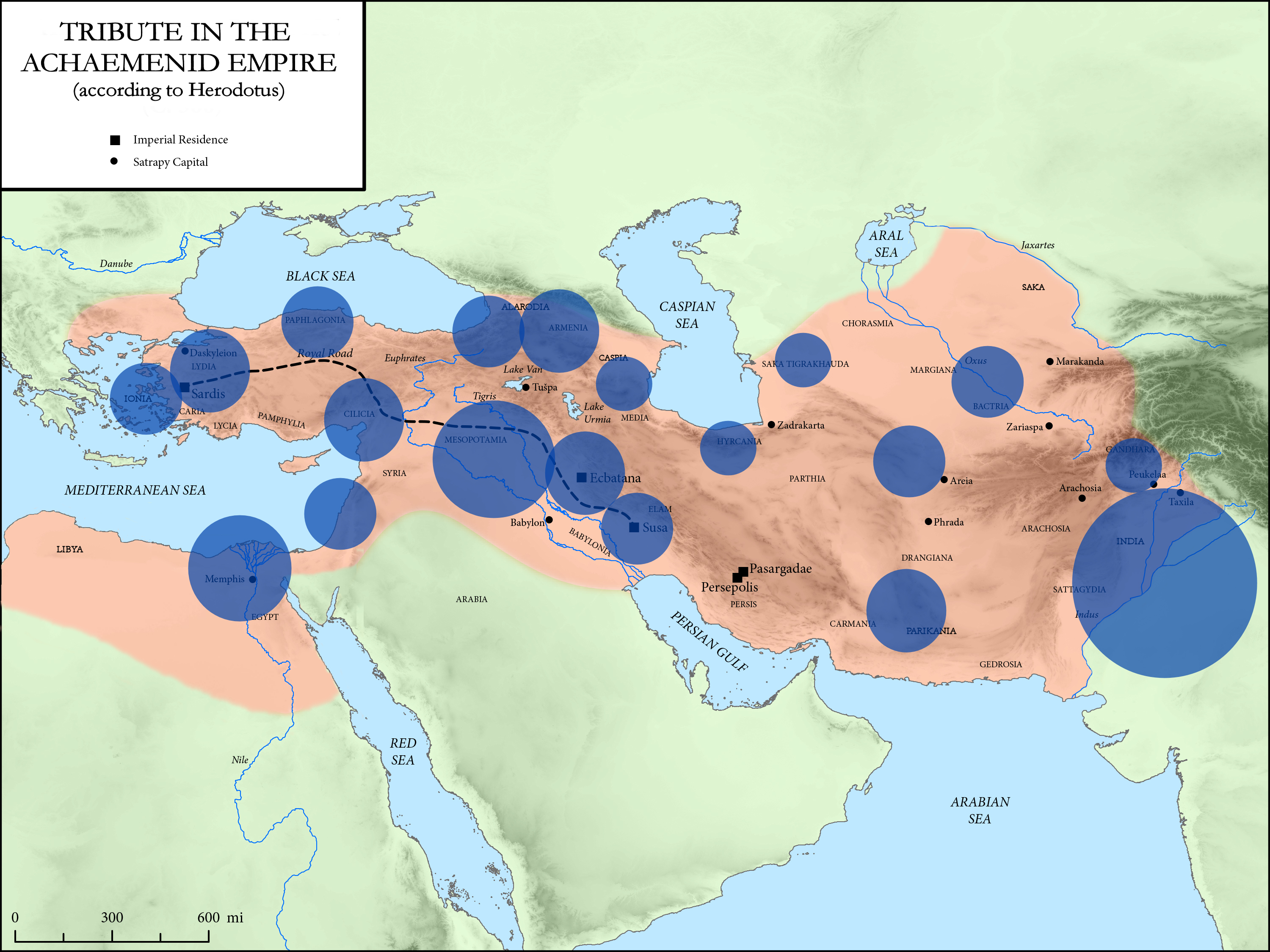
Het jaarlijkse tribuut aan de Achaemeniden per satrapie volgens Herodotus

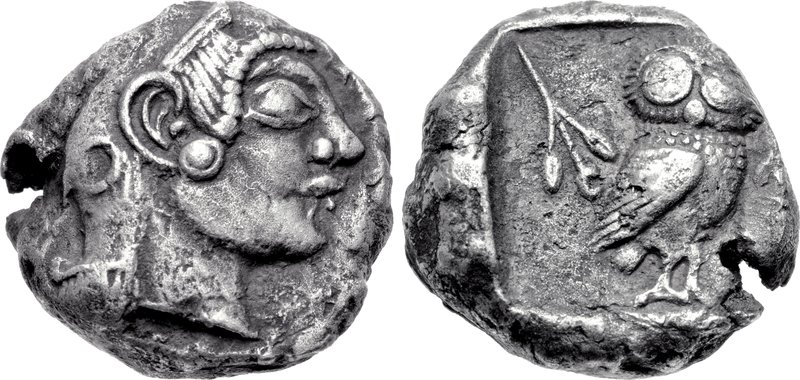
Atheense munt uit het begin van de vijfde eeuw v.Chr. gevonden in Pushkalavati

Volgens Plinius de Oudere werd Kapishi bij het huidige Baghram in de zesde eeuw v.Chr. vernietigd door Cyrus de Grote. Na de dood van diens opvolger Cambyses II deed ene Vahyazdata zich voor als Smerdis of Bardiya, de broer van Cambyses. Vahyazdata werd in 521 v.Chr. verslagen door de satraap Vivana van Arachosië, die Darius steunde. Darius de Grote wist daarna vanaf ca. 518 v.Chr. het Perzische Rijk uit te breiden tot de Indusvallei. Zo maakte de Achaemenidische invasie van de Indusvallei het gebied wat Herodotus Indos noemde tot de twintigste satrapie van het Perzische Rijk. Het was de dichtstbevolkste satrapie en droeg dan ook met 360 talenten aan goudstof het meeste tribuut af, bijna een derde van alle inkomsten van Darius. De zevende satrapie bestond volgens Herodotus uit Sattagydië, Gandhara, Dadikië en Aparytië, zodat Darius een belangrijk deel van het noordwesten van Zuid-Azië beheerste. Deze gebieden bleven zo'n twee eeuwen lang Perzisch. Verschillende inscripties, zoals het standbeeld van Darius I, vermelden Hindush, Gandhara en Sattagydië als satrapieën. De Behistuninscriptie noemt Sattagydië, Gadara, Harauvati en Maka als Indische satrapieën. De inscriptie vermeldt Sattagydië als een van de satrapieën waar een opstand was neergeslagen nadat Darius naar Babylon was getrokken om Nidintu-Bel te verslaan.
Het is niet duidelijk of voor al deze gebieden ook een satraap werd aangesteld. Alexander de Grote trof hyparchen aan, lokale heersers die mogelijk onder satrapen van nabijgelegen satrapieën vielen, maar dat kan ook het gevolg zijn van de afbrokkelende macht van de opvolgers van Darius. Waarschijnlijk fungeerde Taxila met zijn universiteit als een hoofdstad. Mogelijk leefde Panini hier, wat hem een Perzisch onderdaan zou hebben gemaakt, al blijkt dat niet uit zijn werk. Indische troepen maakten ook deel uit van het leger van Xerxes I tijdens de Slag bij Thermopylae in 480 v.Chr., waarmee dit de eerste Indische troepen waren die in Europa vochten. De Perzische invloed bracht ook Achaemenidische en Griekse munten naar India die van invloed zullen zijn geweest op het ontstaan van lokale munten. Het zal ook de Babylonische astronomie bekend hebben gemaakt in India, terwijl het Rijksaramees met het Aramees alfabet van invloed was op het Kharosthischrift.

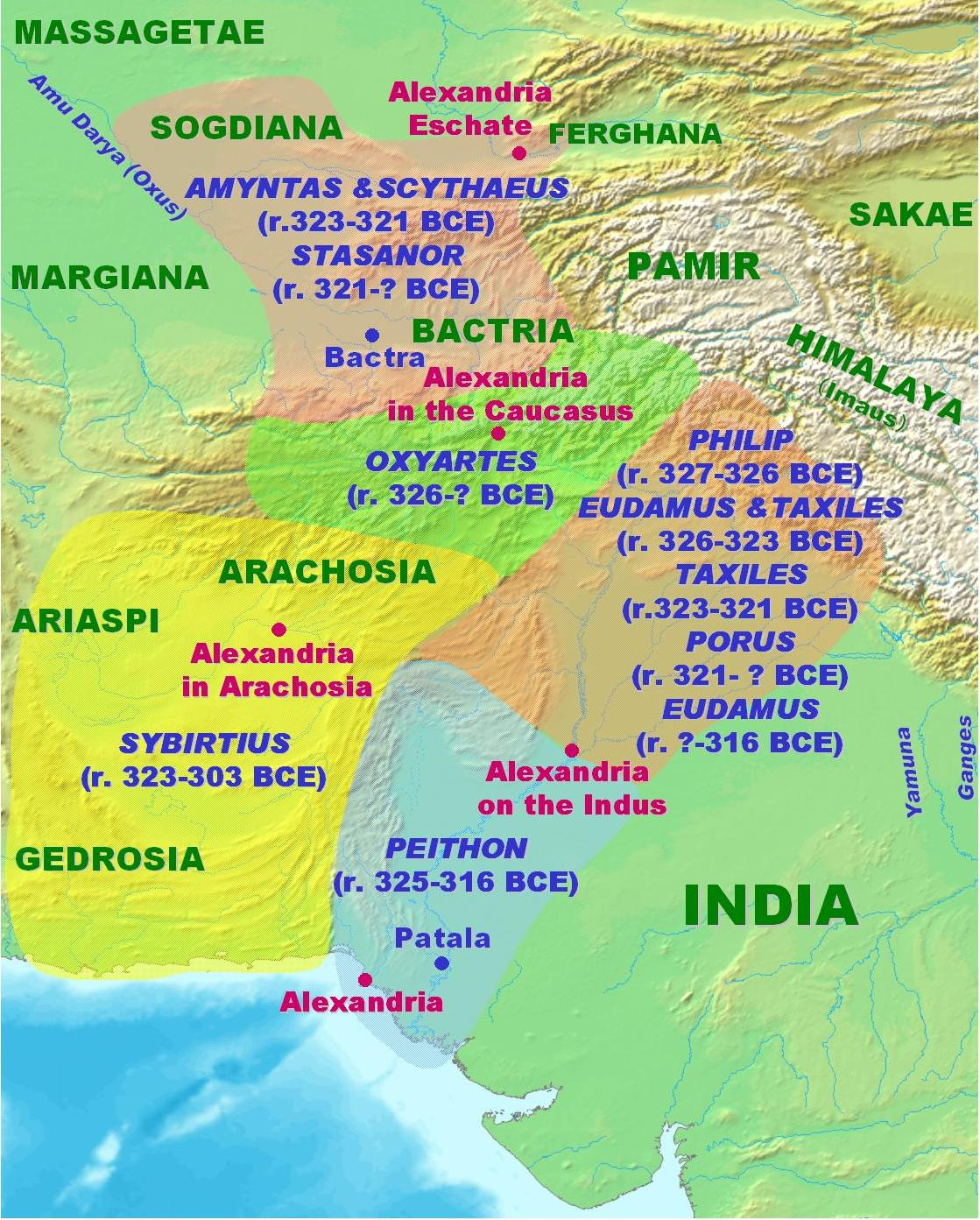
De oostelijke satrapieën kort na Alexander

Tussen 334 en 330 v.Chr. wist Alexander de Grote het Achaemenidenrijk te veroveren en riep zichzelf na de dood van Darius III uit tot diens opvolger. Hij beschouwde het gehele Perzische Rijk dan ook als zijn rechtmatige eigendom, waaronder dus ook Indos. Darius was gedood door Bessos, diens satraap in Bactrië, en deze riep zichzelf als Artaxerxes V ook uit tot erfgenaam van Darius. De achtervolging van Bessos bracht Alexander in Centraal-Azië, waar hij Bessos in 329 v.Chr. wist te achterhalen en te executeren. Alexander trok daarna verder naar de Punjab waar hij Ambhi van Taxila, door de Grieken Taxiles genoemd, als bondgenoot vond tijdens zijn Indische campagne. Mogelijk zag Taxiles Alexander als een bondgenoot in zijn strijd tegen Poros, zijn buur ten oosten van de rivier Jhelum (Hydaspes). In 326 v.Chr. vond de Slag bij de Hydaspes plaats waarin Poros werd verslagen, waarmee een groot deel van de Punjab aan Alexanders rijk werd toegevoegd. Op de plek van de overwinning stichtte Alexander de stad Nikaia. Hoewel verslagen, werd Poros door Alexander grotendeels in ere hersteld en Alexander liet Poros en Taxiles met elkaar verzoenen. Alexander trok verder, de nodige rivieren passerend, en veroverde de nodige dorpen en ook de stad Sangala.
Aangekomen bij de rivier Hyfasis (Beas) bleek dit niet zoals gedacht nabij het einde van India te liggen, maar slechts het begin van de Gangesvlakte te zijn. Daarbij kwam dat het machtige Magadha onder Dhana Nanda volgens de Romein Curtius over 200.000 voetsoldaten, 20.000 ruiters, 2000 strijdwagens en 3000 strijdolifanten beschikte. In hoeverre deze aantallen juist zijn, kan niet nagegaan worden, duidelijk is wel dat de omvang van het leger dusdanig was dat Alexander op advies van zijn generaal Coenus en onder druk van zijn moegestreden manschappen afzag van een verdere opmars. Het leger trok zich terug naar Nikaia, vanwaar het opgesplitst werd om via verschillende routes naar de Indusdelta te trekken. Onderweg onderwierpen de meeste stammen zich, behalve de Malliërs en de Oxydraciërs. Tijdens de Mallische campagne werd de Mallische hoofdstad Multan ingenomen, maar de campagne ging gepaard met een grote slachting van brahmanen, wat de verdere weerstand vergrootte. Bij zijn vertrek stelde Alexander Peithon aan als satraap rond de Indus en gaf Eudemus de leiding van de Punjab, naast Taxiles en Poros. De Diadochenoorlogen verzwakte echter de Griekse posities die dan ook in 316 v.Chr. opgegeven werden. Keizer Chandragupta Maurya van Magadha kon de gebieden daarna relatief eenvoudig innemen. In 305 v.Chr. werd nog wel de Oorlog tussen de Seleuciden en de Maurya's uitgevochten, maar dit eindigde in een overwinning voor Chandragupta.
Zowel de Perzische als de Griekse invasie hadden grote invloed op de Indische beschaving. Het politieke systeem van de Perzen werd overgenomen door de Maurya's. In de regio Gandhara, het tegenwoordige Afghanistan en noordwesten van Pakistan, konden door de invasies uit het westen Indische, Perzische, Centraal-Aziatische en Griekse invloeden samensmelten waarbij het Greco-boeddhisme ontstond, een belangrijke culturele stroming binnen het mahayana-boeddhisme die tot de 5e eeuw n.Chr. zou blijven bestaan.

## Klassieke periode
De Indische klassieke periode omvat in ieder geval de hoogtijdagen van het Guptarijk, tussen de 3e en de 6 eeuw. Soms worden hier ook de periode van het Mauryarijk bij betrokken, wat de beginperiode op de 4e eeuw v.Chr. brengt.:105 De periode van keizer Harsha wordt er soms ook toe gerekend, wat de periode tot de 7e eeuw brengt. De klassieke periode wordt echter ook wel doorgetrokken tot de 11e of de 12e eeuw, terwijl het beginpunt van de 4e eeuw v.Chr. tot de 2e eeuw n.Chr. varieert.
De periode tussen Ashoka (3e eeuw v.Chr.) en de Gupta's (5e eeuw n.Chr.) is door Indiase nationalisten wel een donkere tijd genoemd vanwege het ontbreken van centraal gezag, het verval van de vedische waarden als gevolg van de opkomst van andere religies en de voortdurende invallen van niet-inheemse volkeren uit het noordwesten. Historisch was het echter ook een periode van bevolkingsgroei, toenemende handel en welvaart en uitwisseling tussen culturen en met andere werelddelen. Griekse invallers en Romeinse handelaren brachten technologie en kennis uit Europa mee. In het noorden van het subcontinent vond ook uitwisseling met Perzië en volkeren uit Centraal-Azië plaats. Tegelijkertijd verspreidden kunst, religie en wetenschap van Zuid-Azië zich naar Zuidoost-Azië en via Centraal-Azië naar China. De klassieke periode van Zuid-Azië culmineerde in de heerschappij van de Gupta's, onder wie religie, kunst en wetenschap opbloeiden en het moderne hindoeïsme begon te ontstaan. In het zuiden van het subcontinent en op Sri Lanka ontstonden ondertussen eigen culturen, weliswaar beïnvloed door de aryanisatie, maar duidelijk verschillend van het noorden.

### Maurya's

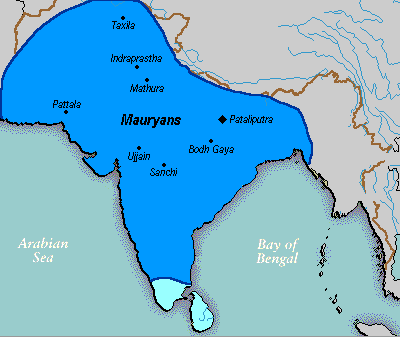
Kaart van het Mauryarijk tijdens de grootste omvang. Het rijk zelf is donkerblauw, bondgenoten lichtblauw.

Het koninkrijk Magadha was oorspronkelijk een van de Mahajanapada's, volgens de overlevering gesticht door de Haryanka's in 684 v.Chr. De hoofdstad was eerst Rajagriha, later werd dat Pataliputra (bij het tegenwoordige Patna). Op de dynastie van de Haryanka's volgden de Shishunga's, vanaf 424 v.Chr. de Nanda's en vanaf 321 v.Chr. de Maurya's.
In 321 v.Chr. maakte de eerder verbannen generaal Chandragupta Maurya, geadviseerd door het militaire genie Chanakya een einde aan de Nanda-dynastie door koning Dhana Nanda af te zetten. Dit betekende het begin van de Maurya-dynastie. Chandragupta Maurya veroverde vervolgens niet alleen een groot deel van het Indisch Subcontinent, maar verlegde de grenzen van zijn rijk tot aan Perzië en Centraal-Azië door Gandhara te veroveren op de Griekse diadochen.
Chandragupta Maurya bekeerde zich tot het jaïnisme en zorgde voor de verspreiding van deze religie in Zuid-India. Hij werd opgevolgd door zijn zoon Bindusara, die een aantal rijkjes op het zuidelijke subcontinent veroverde of schatplichtig maakte.
Bindusara werd opgevolgd door zijn zoon Ashoka, die er in het begin op uit was zijn rijk verder uit te breiden. Na een bloederige strijd onderwierp hij het koninkrijk Kalinga, maar kreeg spijt van zijn daden. Hij bekeerde zich tot het boeddhisme en bedreef daarna een politiek van geweldloosheid (ahimsa). Overal in zijn rijk liet hij zuilen met daarin gebeiteld de edicten van Ashoka oprichten, die gebaseerd waren op het boeddhisme. Deze edicten zijn de oudste bewaard gebleven historische documenten op het subcontinent, vanaf deze tijd kunnen dynastieën redelijk nauwkeurig gedateerd worden. Dankzij Ashoka zou het boeddhisme zich verspreiden over grote gebieden in Zuid- en Oost-Azië. In het Mauryarijk werd het de de facto staatsgodsdienst. Ashoka's kleinzoon Samprati bekeerde zich echter tot het jaïnisme en hielp deze religie te verspreiden.

### Na de Maurya's
Al 50 jaar na de dood van Ashoka (185 v.Chr.) kwam er een einde aan de Mauryadynastie, toen koning Brihadratha werd vermoord door zijn generaal Pusyamitra Shunga. Shunga stichtte de Shungadynastie, die op zijn beurt weer gedeeltelijk werd verdrongen door de Kanvadynastie (71-26 v.Chr.). Het rijk was inmiddels een groot deel van zijn voormalige gebied kwijt en na nederlagen (30 v.Chr.) tegen de Satavahanadynastie, die na de dood van Ashoka zelfstandig geworden waren en het centrale deel van India regeerden, was de hegemonie van Magadha voorgoed voorbij.
Zowel in het zuiden als noorden ontstond een aantal onderling rivaliserende rijkjes en dynastieën. Een aantal daarvan heerste tijdelijk over een groter gebied. Desondanks was de middenperiode een periode van grote culturele ontwikkeling en welvaart, die voortkwam uit de handelscontacten die vooral het zuiden had met het Romeinse Rijk in het westen en Zuidoost-Azië in het oosten. Veel van de zuidelijke dynastieën heersten ook over grote gebieden in Zuidoost-Azië en verspreidden er het boeddhisme en hindoeïsme.
De Satavahanadynastie heerste vanaf ongeveer 230 v.Chr. over wat nu Midden-India is. De belangrijkste heersers waren Satakarni, die de Shunga's uit het noorden versloeg en Gautamiputra Satakarni. Tegelijkertijd lag van de 2e eeuw v.Chr. tot de 3e eeuw n.Chr. in de Himalaya het koninkrijk Kuninda.
Boeddhisme en jaïnisme hadden hindoeïsme in het noorden en midden vervangen als dominante godsdienst. Tijdens de Gupta's zou het boeddhisme een schisma doormaken en splitsen in de hinayana- en mahayanascholen. Tegelijkertijd vond iets soortgelijks plaats in het jaïnisme, dat splitste in de digambara- en svetambarascholen. Na de 5e eeuw maakte het hindoeïsme een comeback en werd het de dominante godsdienst van India. Het zuiden was al die tijd dominant-hindoeïstisch, omdat de invloed van de Maurya's er kleiner was geweest.
Een andere nieuwe stroming was het christendom, dat volgens de overlevering in 52 n.Chr. door de apostel Tomas naar Kerala was gebracht.

### Noordelijke rijken

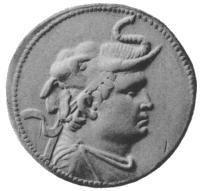
Demetrios de onoverwinnelijke (205-171 v.Chr.), stichter van het Indo-Griekse Rijk. De olifantskop die hij draagt staat symbool voor zijn veroveringen in India.

In het noordwesten van het subcontinent ontstond vanaf de 2e eeuw v.Chr. een aantal hybride dynastieën en rijken, de Indo-Grieken, de Indo-Scythen, en de Indo-Parthen. Uit onder meer de Yuga Purana en de Mahabharata blijkt dat komst van deze Indo-Grieken en Indo-Scythen de brahmanen de nodige onheil bracht, zodat deze tijd door hen wel als het einde van de kali yuga werd gezien. Mogelijk verdwenen de brahmanen zelfs uit dit gebied om pas na de zesde eeuw terug te keren. Het deel van de brahmanen dat hierdoor het meest beïnvloed werd, kreeg het idee dat de eindtijd genaderd was en het resultaat hiervan was dat dit deel van het brahmanisme zich meer naar binnen richtte.
Het Indo-Griekse Rijk werd gesticht toen de Indo-Bactrische koning Demetrios het noorden van het Indisch Subcontinent binnenviel in 180 v.Chr. en strekte zich uit over gebied in het tegenwoordige Afghanistan en Pakistan. Het rijk hield bijna twee eeuwen stand en werd geregeerd door een opeenvolging van dertig Griekse koningen, die vaak aan de macht kwamen na een burgeroorlog met hun voorganger. In Gandhara ontwikkelde zich het sarvastivada-boeddhisme en zo kwam dit in contact met de hellenistische wereld. Dat resulteerde er niet zozeer in dat het boeddhisme Griekse filosofieën overnam, maar de manier van debatteren lijkt daardoor wel te zijn geëvolueerd. Debatten werden al lange tijd daarvoor gevoerd, maar onder Griekse invloed lijkt rationaliteit hier zijn intrede te hebben gedaan, wat onder meer blijkt uit Milindapanha, een overgeleverde discussie tussen de boeddhistische Nagasena en koning Menander I. Na het verdwijnen van de Grieken bleven de filosofische debatten onderdeel van de hofcultuur. Regelmatig was het de koning was die oordeelde wie het debat had gewonnen en zo werden ook het jaïnisme en brahmanisme gestimuleerd om debatten rationeel te benaderen. Hoewel kritisch denken geen natuurlijke houding was binnen het brahmanisme, stimuleerde deze opzet de deelnemers om hun eigen standpunt te verfijnen en verder te ontwikkelen, zodat kritiek beter gepareerd kon worden.:182-186, 256-271
Een debat (vada) kan worden gevoerd in de vorm van een adhikarana die is opgebouwd uit:
- visaya, onderwerp
- samdeha, twijfel
- purvapaksha, standpunt van de opponent
- uttarapaksha, eigen standpunt
- siddhanta, uiteindelijke conclusie waarmee de aanvankelijke twijfel is opgelost

Het brahmanisme ontwikkelde mede vanuit deze debattraditie verschillende filosofische scholen (darsana's), waarbij sarvastivada vooral van belang lijkt te zijn geweest bij de vorming van de vaisheshika-school, maar uiteindelijk vormden zich zo zes scholen, de nyaya-, vaisheshika-, samkhya-, yoga-, mimamsa en vedanta-scholen, waarbij ook geput werd uit de rijke vedische canon van symbolisme, filosofie, theologie en kosmologie, inclusief het behoud van de proto-vedische goden, maar ook met toevoeging van niet-vedische goden als Shiva.
De Indo-Scythen waren een Indo-Europese Saken stam (Scythen), die uit het zuiden van Siberië naar Bactrië migreerden en van daaruit Sogdiana, Kasjmir, Arachosia en Gandhara binnenvielen. Hun rijk hield stand tussen de 2e eeuw v.Chr. en de 1e eeuw n.Chr.
In de 1e eeuw n.Chr. ontstond het rijk Kushana in het noorden, gesticht door de Yuezhi, een Indo-Europese stam uit Centraal-Azië en hun heerser Kujula Kadphises. Het rijk strekte zich op zijn hoogtepunt uit van Bactrië in het tegenwoordige Afghanistan en Tadzjikistan tot ver in de Gangesvlakte, misschien zelfs tot aan de Golf van Bengalen.
Nog later in de 3de eeuw n.Chr. zou de Indo-Sassanide cultuur ontstaan, het Kushana-Sassanidische Rijk, door het mengen van de Kushana-cultuur met die van de Perzische Sassaniden.

### Zuidelijke rijken

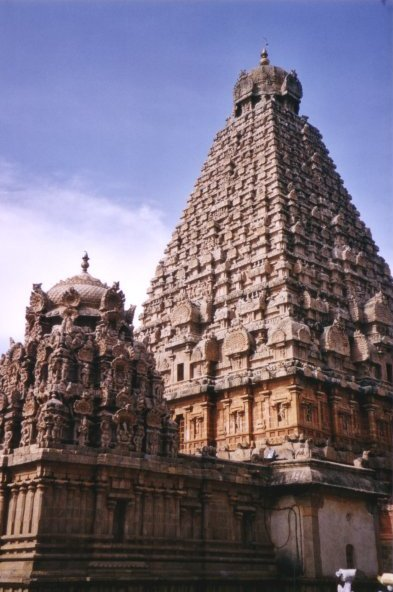
De tempel van Thanjavur, een voorbeeld van Chola-architectuur

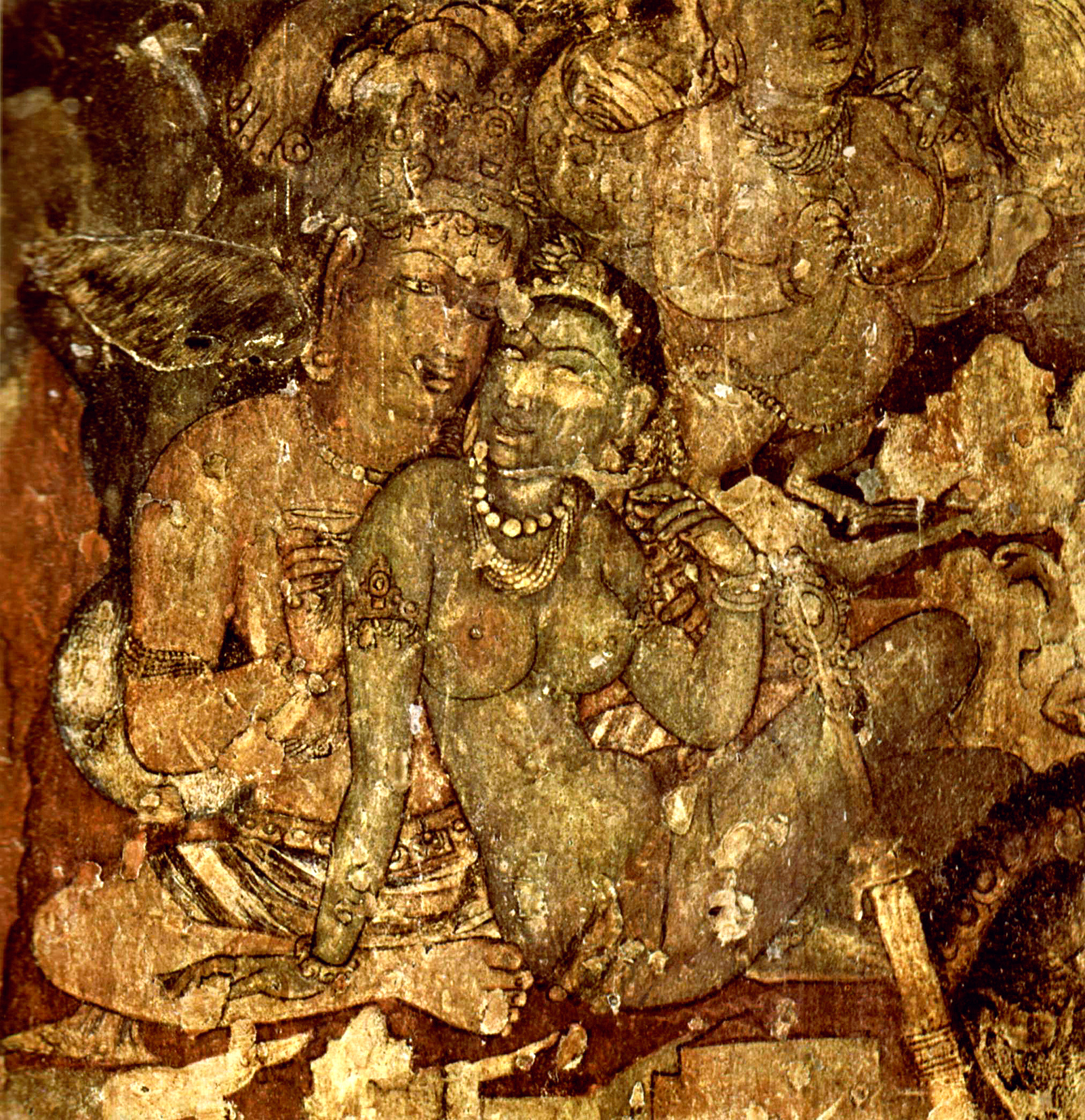
Fresco's uit de Grotten van Ajanta, Gupta-periode

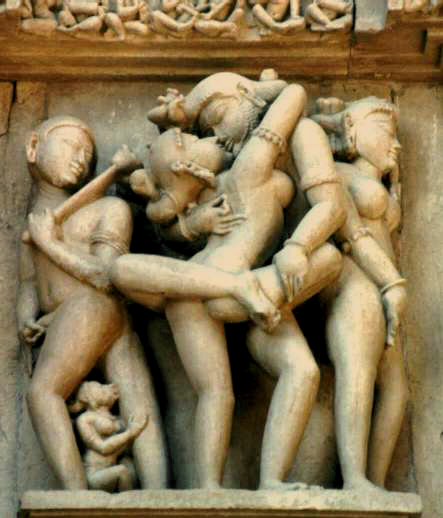
Beelden in een tempel in Khajuraho, Rajput-periode

De Westelijke Kshatrapa's (35-405 n.Chr.) waren Saken-heersers van een rijk in West-Centraal-India. Ze waren de opvolgers van de Indo-Scythen en tijdgenoten van de Kushana's in het noorden en de Satavahana's in het zuiden.
In het uiterste zuiden lag een aantal rijken en rijkjes naast elkaar, waaronder de Pandya's, Chola's, Chera's, Kadamba's, de Westelijke Ganges-dynastie, de Pallava's en Chalukya's. Een aantal van deze rijken veroverde aanzienlijke gebieden van Zuidoost-Azië wat leidde tot de verspreiding van het hindoeïsme daar. Een boeddhistische dynastie, de Kalabhra's, onderbrak korte tijd de dominantie Chola's, Chera's en Pandya's in het zuiden.

### Gupta's
In de 4e en 5e eeuw heerste de Gupta-dynastie over het grootste deel van het noorden van het Indisch Subcontinent, deze periode wordt wel een gouden eeuw van India genoemd. De Gupta's zorgden voor een opbloei van cultuur en wetenschap en introduceerden een effectievere politieke administratie. Het was de tijd van de terugkeer van het hindoeïsme en de vedische Purana's zijn waarschijnlijk tijdens deze periode geschreven. De wiskundige Aryabhata (rond 476-550), die wordt gezien als een van de grondleggers van de moderne wiskunde, leefde aan het einde van de Guptaperiode in Paliputra. De periode van rust maakte het voor Chinese Tang monniken, waaronder Fa Hien en later I-Tsing, mogelijk om India te bezoeken en beschrijven.
De Witte Hunnen, een waarschijnlijk Hephtalitisch volk uit Centraal-Azië, hadden zich in de vroege 5e eeuw in Afghanistan gevestigd, hun hoofdstad was Bamiyan. Aan het begin van de 6e eeuw vielen ze Noord-India binnen en maakten een einde aan het Guptarijk. Daarna was het subcontinent weer enige tijd verdeeld over een groot aantal lokale rijkjes, hoewel de Gupta's over een gebied in Magadha bleven heersen.

## India in de middeleeuwen

Politieke kaart van India tussen 750 en 900: na het uiteenvallen van het rijk van Harsha werd de heerschappij over de streek rond de stad Kannauj (in de westelijke Gangesvlakte) bevochten door onder andere de Pala's uit het oosten, Pratihara's (Rajputs) uit het westen en Rashtrakuta's uit het zuiden.

### Bloei van regionale rijken
De periode die volgde op de val van het Guptarijk wordt als Middeleeuwen aangeduid, ongeveer analoog met de Europese Middeleeuwen. Nadat er door invallen van de Huna's uit het noorden in 550 een einde kwam aan het Guptarijk, was er nog eenmaal een heerser die erin slaagde het grootste deel van India min of meer in zijn macht te krijgen: Harsha, die van 606 tot 647 regeerde. Harsha's hoofdstad lag tussen de rivieren Ganges en Yamuna, in het noorden. Hoewel Harsha zichzelf chakravartin (keizer van de kosmos) liet noemen, slaagde hij er niet in de Chalukya's te onderwerpen, die het huidige Karnataka regeerden. Na Harsha's dood viel zijn rijk uiteen. Het gebied werd pas met de komst van de islamitische sultans in de 13e eeuw weer onder een heerser verenigd. In de tussentijd werd het gebied bevochten tussen de boeddhistische Pala's, die Bengalen regeerden; de Pratihara's, een Rajputdynastie uit Rajasthan; en de Rashtrakuta's uit het zuiden, die de Chalukya's hadden opgevolgd in Karnataka.
Ten noorden van de Gangesvlakte lagen een aantal zelfstandige rijken, zoals dat van de Huna's, oorspronkelijk Hephthalitische nieuwkomers uit Centraal-Azië; of het rijk van de hindoeïstische Shahi's rondom Kabul (tegenwoordig Afghanistan). Een ander voorbeeld was de vanuit de Kasjmirvallei regerende Karkotadynastie, die in de 7e eeuw een groot deel van de Punjab, het westelijke deel van de Gangesvlakte en het huidige oosten van Afghanistan onderwierp.
In 711 viel de Arabische veroveraar Muhammad ibn al-Qasim, die in dienst stond van de Omajjaden, het zuidwesten van India binnen. De Arabieren bezetten de Sindh (het gebied rond de monding van de Indus). Ibn al-Qasim wist ook verder naar het noorden door te dringen en de stad Multan te veroveren, maar werd door Lalitaditya Muktapida, de koning van Kasjmir, tot staan gebracht. De nieuwe islamitische heersers maakten geen haast met het bekeren van de bevolking en leefden grotendeels in vrede met andere lokale heersers. In de 9e eeuw raakten ze onafhankelijk van de kalief in Bagdad.
Ook in het zuiden van het Indisch Subcontinent was op geen enkel moment sprake van echte politieke eenheid. Zowel de Chalukya's als hun opvolgers, de Rashtrakuta's, slaagden er niet in de Pallava's te onderwerpen, die vanaf de 4e eeuw een gebied in het uiterste zuidoosten van India bestuurden, ongeveer het huidige Tamil Nadu. Maar ook de macht van de Pallava's zelf over andere dynastieën in dit gebied, zoals de Chola's en Pandya's, was niet vanzelfsprekend. In de 9e eeuw namen de Chola's deze dominante positie over. Op het toppunt van zijn macht besloeg het Cholarijk de hele oostkust van India tot de monding van de Ganges. De Cholakoning Rajendra Chola I onderwierp Sri Lanka en het overzeese Srivijaya in Zuidoost-Azië.
Ten noordwesten van de Indus-Gangesvlakte ontstond vanaf de 10e eeuw een nieuwe bedreiging in de vorm van de Turks-islamitische Ghaznaviden en hun opvolgers, de Ghuriden. Aanvankelijk was hun interesse in India vooral gericht op plunderen. Vanaf de 11e eeuw bleven ze het veroverde gebied echter ook vasthouden. In hun kielzog verspreidde de islam zich verder over het noorden van India. In 1026 versloeg Mahmud van Ghazni de laatste hindoeïstische Shahikoning. Hij veroverde een rijk dat naast de Punjab een groot deel van het tegenwoordige Afghanistan en Iran omvatte, maar zijn opvolgers wisten dit niet te behouden. Wel hielden ze het grootste deel van de Punjab in hun macht, waar vanuit ze plundertochten tot diep in het oosten van de Gangesvlakte organiseerden.

### Sociaal-economische ontwikkelingen
De achtergrond van de opkomst van duidelijkere regionale culturele identiteiten lag deels in een belangrijke sociaal-economische verandering van de maatschappij. De periode tussen 500-1200 zag de verspreiding van sterker geordende (hiërarchische) agrarische gemeenschappen, die intensievere vormen van landbouw beoefenden.
Net als in Europa verschoof het zwaartepunt van de maatschappij van de stedelijke centra met hun elite van handelaren naar de agrarische gemeenschappen van het platteland. In India zijn er echter, in tegenstelling tot in Europa, geen duidelijke aanwijzingen voor een structurele leegloop van de steden of een afname van de handel. De productie van luxegoederen en de urbanisatie van de Indische maatschappij bereikten tijdens de middeleeuwen juist nieuwe hoogtepunten.:119
In de nieuwe, beter geordende agrarische gemeenschappen was de maatschappelijke organisatie groter, waardoor het kastensysteem sterker tot uiting kwam.:109 Niet alleen omdat de religieuze rol van de brahmanen en de beschermende rol van de kshatriya's in zulke gemeenschappen belangrijk was. De opkomst van zulke meer georganiseerde gemeenschappen ging ook ten koste van de vaak semi-nomadische, tribale gemeenschappen die in het oerwoud of aan de periferie van de beschaving leefden van de jacht of extensieve landbouw. Leden van zulke gemeenschappen verloren geleidelijk hun leefgebied en stelden zich in toenemende mate in loondienst van landbouwers. Deze beschouwden hen als kastelozen, waardoor ze onderaan de sociaal-maatschappelijke ladder kwamen te staan en niet deel konden nemen aan religieuze riten of andere aspecten van het sociale leven.
Een andere ontwikkeling, met name in Rajasthan, die hier mogelijk verband mee hield was de opkomst van een nieuwe krijgerskaste: de Rajputs.:109-110 De oudste inscripties die over Rajputs handelen dateren uit de 7e eeuw. Rajputs waren in die tijd krijgers die lokale gemeenschappen behoedden voor diefstal, plundering of andere rampen. De afkomst van deze Rajputs is onduidelijk. Sommige historici denken dat ze afstammen van de oorspronkelijke kshatriya-kaste uit de vedische tijd, maar andere hypotheses zijn dat het afstammelingen van nieuwkomers uit Centraal-Azië waren, of kastelozen die de wapens opgepakt hadden en zodoende de maatschappelijke uitsluiting van het kastensysteem overkwamen. Oorspronkelijk stelden de Rajputs zich in dienst van lokale heersers of koningen, maar geleidelijk verwierven ze ook zelf politieke macht. In de 9e eeuw ontstonden de eerste Rajputstaatjes in het huidige Rajasthan.

### Middeleeuwse kunst en religie

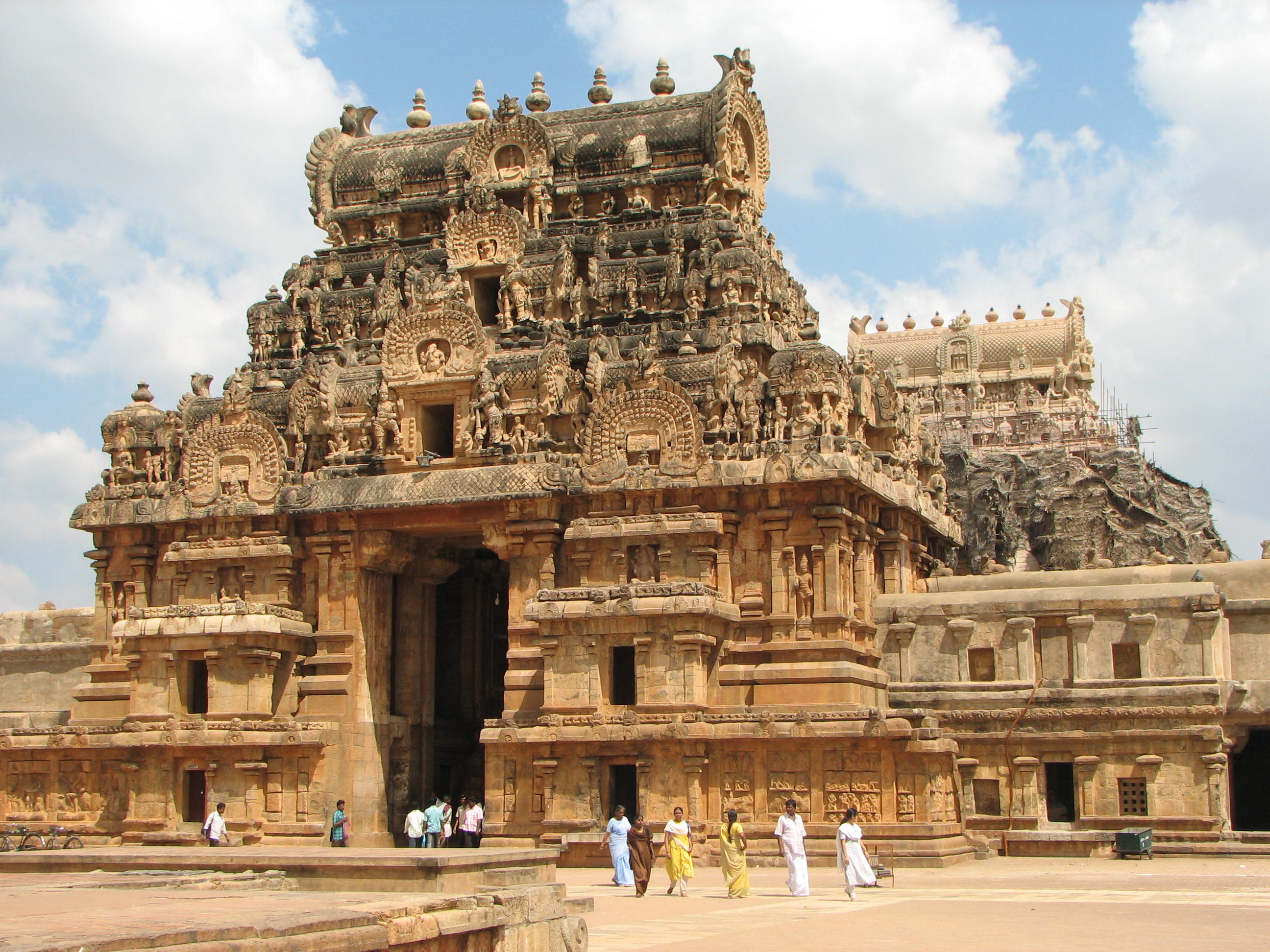
Het Brihadisvaratempelcomplex in Tanjavur is een van de grootste shaivistische heiligdommen ter wereld en werd in de 11e eeuw gebouwd door de Chola's.

De opbloei van regionale culturele identiteiten werd ook bevorderd door de bloei van literatuur en wetenschap. De meeste filosofisch-religieuze teksten waren, in tegenstelling tot de klassieke periode, hindoeïstisch van aard, hoewel op sommige plekken het boeddhisme en jaïnisme dominant bleven, zoals onder de Paladynastie in Bengalen.
De opkomst van het moderne hindoeïsme, die na het uiteenvallen van het Mauryarijk begon, zette in de middeleeuwen door. Over het algemeen bleek de nieuwe, brahmanistische vorm van het hindoeïsme, die in de laatste eeuwen v.Chr. was ontstaan, aantrekkelijker voor de agrarisch-hiërarchische maatschappij van de Indiase middeleeuwen. Hoewel sprake was van een geleidelijk proces, is in enkele gevallen sprake geweest van een aantoonbare conflicten tussen de verschillende religies. Een belangrijke nieuwe cultus binnen het hindoeïsme was shaivisme, de verering van de god Shiva, die in de Veda's een zeer bescheiden rol inneemt, maar de populairste god van hedendaags India is. De verering van Krishna en Vishnu maakte een vergelijkbare opbloei mee.
Een belangrijk hindoeïstisch denker uit de 8e eeuw was Shankara, een shaivist die een terugkeer naar de sacrale teksten van de Veda's en Upanishads bepleitte. Shankara nam echter enkele succesvolle concepten van de boeddhisten en jaïns over, zoals het stichten van kloosterordes en andere centra van kennis. Daarnaast maakten Shankara en andere hindoeïstische denkers gebruik van eenvoudige liedjes in de lokale volkstaal om hun devotie te bezingen (zogenaamde Bhakti). Hierdoor ontwikkelde het hindoeïsme zich tot een makkelijk begrijpbare volksreligie. Dat de hymnes voortaan niet in het Sanskriet waren, stimuleerde het ontstaan van lokale literaire tradities. De eerste taal waarin een eigen verzameling van religieuze liederen geschreven werd was het Tamil, vanaf de 6e eeuw. Vanaf de 10e eeuw volgden het Hindi, Bengali en Marathi. De schrijvers van deze verzamelingen religieuze liedteksten worden tegenwoordig als heiligen gezien.
De regionale identiteit werd door het volk vooral ontleend aan de lokale tempel en de lokale heerser. Op hun beurt stelden veel heersers zich op als patronen van kunst, religie en wetenschap. De Pandya's bijvoorbeeld bouwden in Madurai de Minakshitempel ter verering van Shiva; de Chola's bouwden in Tanjavur de Brihadisvaratempel. Beide dynastieën hadden hun eigen, karakteristieke bouwstijl. Rondom de tempels groeide een stad, die handelaren en pelgrims aantrok. Uiteindelijk vormden deze handelaren groepen, vergelijkbaar met de Europese gilden, die zelf ook als patroon voor tempels en priesters gingen fungeren.

### Invloed op andere werelddelen
De Indiase handelaren deden zaken met collega's uit het onder de Tang-dynastie en later Song-dynastie staande China, uit Tibet, met de Sassanidische Perzen en met de (na de 6e eeuw islamitische) Arabieren. Via de Arabieren bereikten Indiase goederen het Middellandse Zeegebied. De koninkrijken van het zuiden van India handelden bovendien met Zuidoost-Azië.
Belangrijke luxegoederen uit India waren specerijen (vooral zwarte peper), wierook, textiel en sandelhout. In het Midden-Oosten werd dit met name verhandeld voor metaalwerk en paarden. Uit Zuidoost-Azië kwamen andere specerijen en oorspronkelijk uit China afkomstige zijde en porselein.
Samen met de handel kwam ook een culturele uitwisseling met Zuidoost-Azië tot stand. Zo arriveerden het hindoeïsme en boeddhisme (en, nog later, de islam) vanuit India in Zuidoost-Azië. Dit gebeurde niet alleen op initiatief uit India, maar vaak ook vanwege de vraag naar Indiase kennis in Zuidoost-Azië. De Indiase cultuur en religie raakte zodoende over Zuidoost-Azië verspreid. De inwoners van het gebied leerden Sanskriet en kregen zo toegang tot Indiase teksten over maatschappij- en staatsinrichting, en begonnen hun eigen gemeenschappen naar Indiaas voorbeeld in te richten. Desondanks ontwikkelden zich ook verschillen: terwijl de Indiase heersers zichzelf voor trouwe aanbidders van de goden lieten doorgaan, beschouwden bijvoorbeeld de koningen van de Khmer (in het huidige Cambodja) zichzelf als goden, die door hun onderdanen aanbeden dienden te worden.

### Komst van de islam
Na de verovering van het Sassanidenrijk door het Arabische kalifaat in de 7e eeuw grensde het subcontinent in het westen aan gebieden onder islamitisch gezag. Dat de islam via deze route eeuwenlang niet verder oprukte, was vooral te danken aan de Shahi's, hindoevorsten die het tegenwoordige oosten van Afghanistan regeerden. In 711 landde een Arabische expeditie onder Muhammad bin Qasim in Sindh. Bin Qasim veroverde de Indusvallei tot Multan, maar werd daarna teruggeroepen naar Irak. In de daarop volgende eeuwen zou Sindh in handen van islamitische heersers blijven, hoewel ze vanaf de 9e eeuw het gezag van de kaliefen afwierpen. De Arabische sultans van het gebied vertoonden echter over het algemeen geen grote na-ijver om hun onderdanen te bekeren. Ze sloten verdragen en voerden oorlogen met hun buurstaatjes, of deze nu door hindoes of andere moslims bestuurd werden. De islam arriveerde ook met handelaren langs de kust van Kerala in het zuiden. Vanaf de 7e eeuw lagen hier Arabische handelsnederzettingen.
Het noorden had altijd een gestage instroom van stammen en avonturiers uit de steppes van Centraal-Azië gekend. In de 6e eeuw volgden de Huna's in de voetsporen van Parthen, Scythen, Grieken en anderen. Nadat de volkeren van Centraal-Azië in de 10e eeuw tot de islam waren bekeerd, werd de instroom echter een grotere bedreiging voor de heersers in de Indus-Gangesvlakte. Turks-Perzische krijgslieden uit Centraal-Azië gebruikten tactieken die in India onbekend waren, zoals snelle, dicht op elkaar rijdende cavalerie-eenheden. Veel van hun soldaten waren zogenaamde mammelukken, tot de islam bekeerde slaven die opgeleid werden tot militairen en bestuurders.
De eerste islamitisch-Turkse veroveraar die het noorden van India binnendrong was Mahmud van Ghazni. Nadat de Shahi's onderworpen waren lag de Punjab voor hem open. Mahmud van Ghazni leidde tussen 1001 en 1025 17 plundertochten door het noorden van India. Hij liet in Ghazni een schitterende hoofdstad bouwen, waar hij alle rijkdommen die hij kon vergaren naartoe sleepte.
Na de Ghaznaviden kwamen de Ghowriden, ze heersten over een rijk dat ook de Punjab besloeg. Muhammad Ghori versloeg in 1192 de Rajputheerser van Delhi, Prithviraj Chauhan. Daarna veroverde hij een groot deel van de Gangesvlakte. Na zijn dood in 1206 stichtte zijn generaal, de mammeluk Qutb-ud-din Aybak, het sultanaat Delhi.

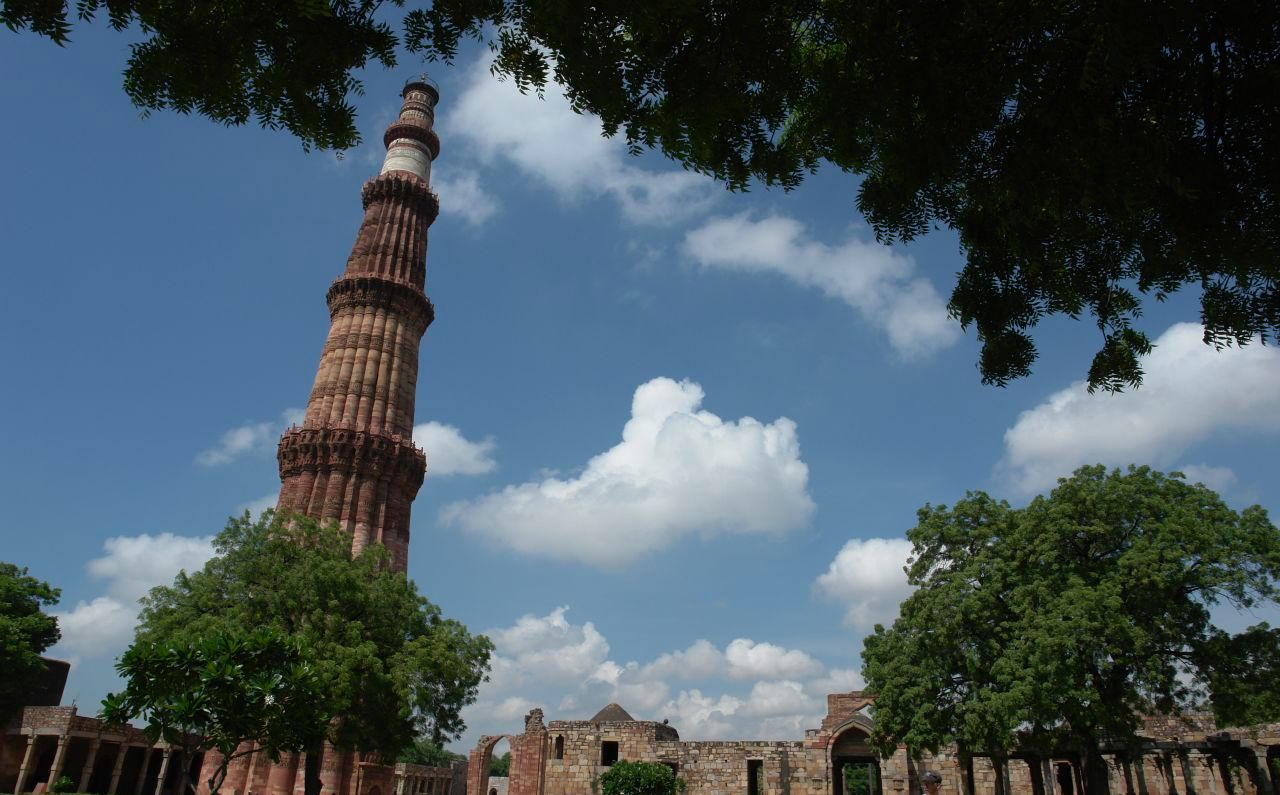
De Qutub Minar in Delhi, gebouwd door Qutb-ud-din Aybak de stichter van de slavendynastie en eerste sultan van Delhi

### Sultanaat Delhi
De opvolgers van Qutb-ud-din-Aybak worden de slavendynastie (1206-1290) genoemd. Het sultanaat Delhi veroverde grote delen van de noordelijke vlakten, tot het ongeveer de omvang van het eerdere Guptarijk had. De slavendynastie werd opgevolgd door de Khilji- (1290-1320) en Tughlaq- (1320-1413) dynastieën, die een groot deel van Centraal-India aan het rijk toevoegden.
Hoewel de opmars en plundertochten van de moslims vaak met grote wreedheden tegen de hindoe-bevolking gepaard ging, zou in de tweede helft van de 14e eeuw de cultuur van de invallers (Afghanen, Arabieren en Turken) beginnen te vermengen met die van de oorspronkelijke bevolking. Nieuwe stijlen ontstonden in de kunst, filosofie, architectuur en literatuur. Door vermenging van de Sanskritische prakrits met de talen van de nieuwkomers (Perzisch, Turks en Arabisch) ontstond het Urdu, tegenwoordig de dominante taal in het noorden van het subcontinent.

### Vijayanagar en de Deccan-sultanaten
Door de veroveringen van met name Mohammed Tughlaq (sultan van 1325-1351) werden de hindoe-rijken in het zuiden in het nauw gedreven. Het laatste grote hindoe-rijk, Vijayanagar, werd in 1336 gesticht om de islamitische invallers te verdrijven, onder andere het koninkrijk Hoysala ging in het rijk op.
Mohammed Tughlaq was gedwongen zijn ambitie het hele subcontinent onder zijn heerschappij te brengen op te geven en trok zich terug naar het noorden. Mohammeds onderbevelhebber Aladdin Bahman Shah kwam in opstand en stichtte het Bahmanidenrijk in de Deccan. Dit sultanaat en Vijayanagar zouden gedurende de 14e en 15e eeuw een serie bloedige oorlogen uitvechten om de controle van Centraal-India.
Van 1482 tot 1518 viel het Bahmanidenrijk uiteen in de vijf onderling ruziënde Deccan-sultanaten. Vijayanagar profiteerde van deze verdeling door grote gebieden op de sultans te veroveren. Uiteindelijk sloten de islamitische staatjes in het noorden een verbond en versloegen Vijayanagar in de Slag bij Talikota, waarmee een einde kwam aan de macht van Vijayanagar. Het rijk zou nog tot 1646 bestaan maar nooit meer een belangrijke militaire macht vormen.

## Vroegmoderne Tijd: van Mogolrijk naar de Britse Raj

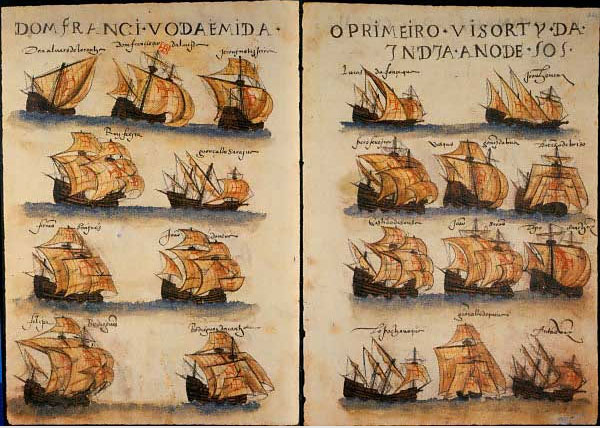
Tekening van de 7e Portugese India Armada uit het Livro de Lisuarte de Abreu (rond 1565). Met dergelijke vloten veroverden de Portugese bevelhebbers Francisco de Almeida en Afonso de Albuquerque in het begin van de 16e eeuw het monopolie op de zeehandel in de Indische Oceaan op de Arabieren en Indische heersers.

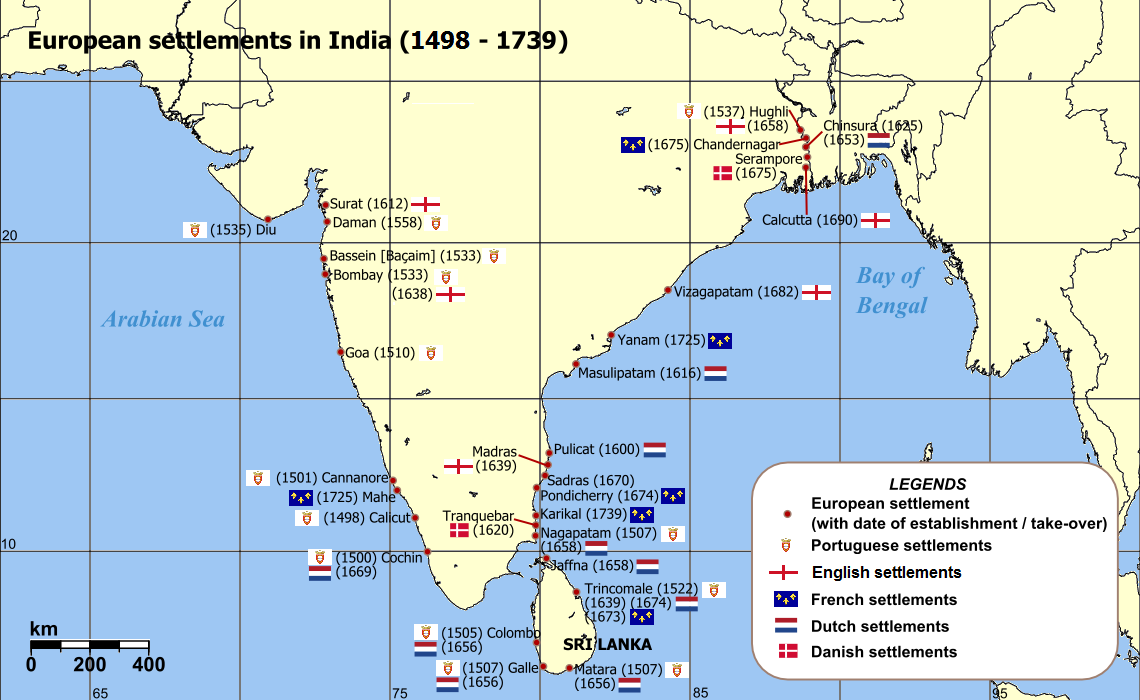
Europese kolonies in India in de 17e en begin 18e eeuw

### Komst van Europeanen
India was al bekend bij de Europeanen sinds de oudheid. Vanuit het Romeinse rijk werd door met name Griekse handelaren intensieve handel met India gedreven. In de Middeleeuwen werd het contact een stuk minder intensief en verliep de handel tussen Europa en Indië voornamelijk via Arabische tussenhandelaren. In deze periode was de handel over de Indische Oceaan in principe vrij.
De Portugezen waren de eerste Europeanen die Indië bereikten, toen Vasco da Gama de zeeroute om Kaap de Goede Hoop ontdekte in 1498. Binnen een paar jaar hadden de Portugezen met toestemming van lokale heersers enkele handelsposten en forten gesticht langs de Malabarkust. Een belangrijke Portugese bezigheid was de zeeroverij en het afpersen van Arabische handelaren. Handelaren die niet overvallen wilden worden konden een certificaat kopen dat ze tegen de Portugese zeerovers beschermde. Vanzelfsprekend stuitte deze gang van zaken op verzet, maar in de slag bij Diu (1509) versloegen de Portugezen een gezamenlijk Arabisch-Indische vloot van het Mammelukkensultanaat Caïro, Gujarat en Calicut. De Portugese hegemonie in de Indische Oceaan en het monopolie op de handelsroutes werden daarmee bevestigd. De situatie zou ongeveer een eeuw lang zo blijven. In de 16e eeuw bezaten de Portugezen een keten van kolonies en forten langs de kust, die de basis voor hun handel en piraterij vormden. De hoofdstad van Portugees-Indië was Oud Goa, dat uitgroeide tot een bloeiende metropool.
Het Portugese monopolie verdween met de komst van andere Europese machten in de 17e eeuw. Deze werden verwelkomd door de inheemse heersers, omdat ze tegen de Portugezen en elkaar uitgespeeld konden worden. De Engelsen, Fransen, Nederlanders en Denen zetten compagnieën op om de handel met Indië te coördineren. Deze compagnieën vormden ook het bestuur van de kolonies. In het midden van de 17e eeuw hadden de Nederlanders langs de Malabar- en Coromandelkusten verschillende kolonies gesticht. De Britten arriveerde ongeveer in dezelfde periode. De Britse East India Company was iets anders opgezet dan de Nederlandse Vereenigde Oostindische Compagnie en oefende vanaf 1624 tevens staatkundige macht uit. De Franse Oost-Indische Compagnie had kolonies in Pondicherry, Chandernagore in Bengalen en tijdelijk ook in Chennai. De Denen hadden handelsposten in Serampore (Bengalen) en Tranquebar (aan de Coromandelkust).
De Europeanen kochten vooral textiel, indigo en specerijen uit het Subcontinent en betaalden met goud en zilver. Verder fungeerden de koloniën als tussenstations in de handel met het Verre Oosten, met name de specerijenhandel met Malakka. In handelsposten werden warenhuizen en factorijen opgezet en militaire troepen gevestigd die de kolonie tegen aanvallen beschermden of gebruikt werden om invloed over de inheemse machthebbers te verwerven. De Europeanen werden gezien als geduchte krijgslieden, die over betere wapens en krijgsmethoden beschikten. Inheemse heersers boden beter soldij dan de handelscompagnieën, zodat veel Europese militairen overliepen naar een lokale radja of sultan. Indië was in de 16e tot 18e eeuw rijker dan Europa en mening Europees avonturier wist als huurling in dienst van een inheemse heerser een fortuin te vergaren.
In het kielzog van de Europese handelaren arriveerden ook christelijke missionarissen. Met name de Portugezen maakten ernst met de bekering van de lokale bevolking. In gebieden onder Portugese controle werden zowel hindoes, moslims als (Syrische) christenen gedwongen zich te bekeren tot de Rooms-Katholieke Kerk. Met name de Jezuïetenorde was actief in India en enkele missionarissen bereikten de hoven van lokale machthebbers. Hoewel ze weinig succes boekten, brachten ze de Indische heersers in aanraking met Europese kennis en cultuur.

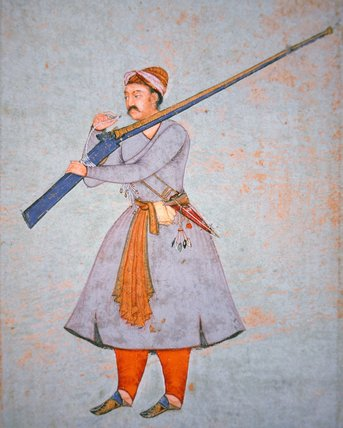
Een soldaat in het Mogolleger met een lontslotgeweer. Dergelijke voordien in India onbekende wapens waren een belangrijke factor in Baburs verovering van het Sultanaat van Delhi. Lithografie, rond 1585

### Stichting van het Mogolrijk
In 1526 viel Babur met zijn leger vanuit Afghanistan de Punjab binnen. Babur was een Timoeride (Turks-Perzische) afstammeling van Timoer Lenk, en zag zich daarom als meerdere van de sultan van Delhi. Zijn troepen waren uitgerust met vuurwapens, tot dan toe onbekend op het subcontinent, waardoor zijn leger de veel grotere legers van de sultan van Delhi kon verslaan. Hij veroverde het grootste gedeelte van de Indus-Gangesvlakte, maar leefde niet lang genoeg om het rijk te consolideren. Zijn zoon Humayun (regeerde 1530-1556) bezat niet de daadkracht van zijn vader, en werd gedurende enkele decennia door de Afghaanse krijgsheer Sher Shah Suri aan de kant geschoven. Sher Shah was niet alleen een kundig veldheer maar ook een staatshervormer. Hij voerde de zilveren roepie in als munteenheid en stimuleerde de handel door de aanleg van wegen.
Humayuns zoon Akbar, die in 1556 op 13-jarige leeftijd aan de macht kwam, was een uitzonderlijk heerser. Zijn bestuurlijke hervormingen en veroveringen vormden de basis van twee eeuwen stabiel bestuur onder de Mogols. Het Mogolrijk was onder Akbar en zijn directe opvolgers niet alleen een welvarende en goed bestuurde staat, het was met rond de 100 miljoen inwoners ook een van de grootste rijken ter wereld. Steden als Delhi (Shahjahanabad), Agra, Dhaka of Surat waren centra van handel, kunst en nijverheid en de metropolen van de 17e eeuw, waarbij Europese steden in het niet vielen. Alleen Ming-China kon zich in deze periode met India meten.
Akbar hervormde het bestuur op een wijze waarbij lokale bestuurders een militaire rang toegekend kregen. De belasting die een bepaald gebied opgelegd kreeg werd afhankelijk gemaakt van de opbrengst van het land. Dankzij het efficiënte bestuur kon de keizer een leger van 4 miljoen man op de been houden. Militair gezien waren de Mogols oppermachtig, tenminste: op het land.
Akbar breidde de macht van de Mogols uit over een groot deel van het Subcontinent, maar begreep dat hij als keizer alleen geaccepteerd zou worden als hij zich de gewoonten en cultuur van zijn onderdanen eigen maakte. De tolerantie en dynamiek die hij toepaste lijken echter niet alleen een sluwe diplomatieke keuze te zijn geweest, maar ook voort te zijn gekomen voor een oprechte interesse in zijn onderdanen en hun cultuur. Akbar wist de Rajputs, die de aartsvijanden waren geweest van eerdere islamitische heersers, aan zich te verbinden door huwelijken en militaire campagnes. Hij benoemde hindoes op belangrijke posten in het bestuur en schafte discriminerende belastingen voor niet-moslims af.
Akbar toonde grote interesse in de verschillende religies in zijn rijk. Hij vierde de heilige dagen en feesten van hindoes, sikhs, boeddhisten, jaïns, christenen en parsi's (zoroastriërs). Hoewel hij nooit leerde schrijven, voerde hij in zijn hof in Fatehpur Sikri (nabij Agra) lange filosofische discussies met sufi's, christelijke missionarissen, hindoeïstische en sikkhistische guru's en parsi's. Akbar was uit op het vaststellen van overeenkomsten tussen de religies, maar de debatten die hij de vertegenwoordigers van de religies liet voeren liepen op niets uit. Dit frustreerde hem in toenemende mate, zodat hij op latere leeftijd ten slotte zijn eigen religie opstelde, deen ilahi, waar hijzelf en zijn hovelingen de enige beoefenaars van waren en bleven. Akbar patroniseerde daarnaast de wetenschap en kunsten aan zijn hof, wat tot een voorheen ongekende samensmelting van de inheems hindoeïstische en Perzisch-islamitische culturen leidde. Er ontstond een unieke Mogolstijl die met name tot uiting kwam in de architectuur, schilderkunst en dichtkunst.

### Akbars opvolgers

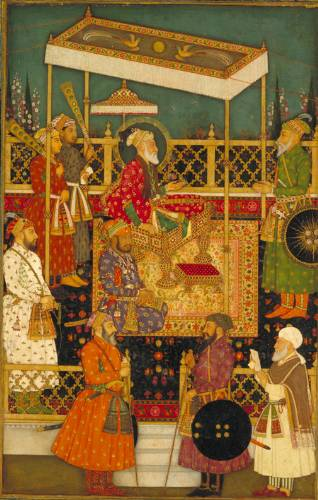
Keizer Aurangzeb ontvangt zijn zoon, prins Muazzam. Miniatuur, rond 1707-1712

Akbars opvolgers, zijn zoon Jehangir (1605-1627) en kleinzoon Shah Jahan (1627-1658), bezaten niet dezelfde staatkundige en diplomatieke kunde, maar het fundament dat Akbar gelegd had garandeerde politieke stabiliteit, economische vooruitgang en opbloei van kunst, filosofie en wetenschap tijdens hun regeringen. De hervormingen van Akbar hadden ervoor gezorgd dat een groot deel van de belasting aan de keizerlijke schatkist toekwam. Dit gaf de keizers verregaande mogelijkheden de culturele opbloei te dirigeren en patroniseren. Onder Jehangir bereikte de schilderkunst haar hoogtepunt. Ook liet hij de Shalimartuinen in Kasjmir aanleggen. Shah Jahan is bekend als bouwer van grote bouwwerken, waaronder de Taj Mahal, die tegenwoordig als het bekendste landmark van India geldt.
Hoewel ze niet dezelfde vrijdenkerij als Akbar aanhielden, continueerden Jehangir en Shah Jahan zijn integratiepolitiek met de cultuur van de bevolking. In tegenstelling tot de sultans van Delhi zagen deze Mogolkeizers in dat om het noorden van India te besturen, ze zich aan moesten passen aan de inheemse cultuur en gebruiken.

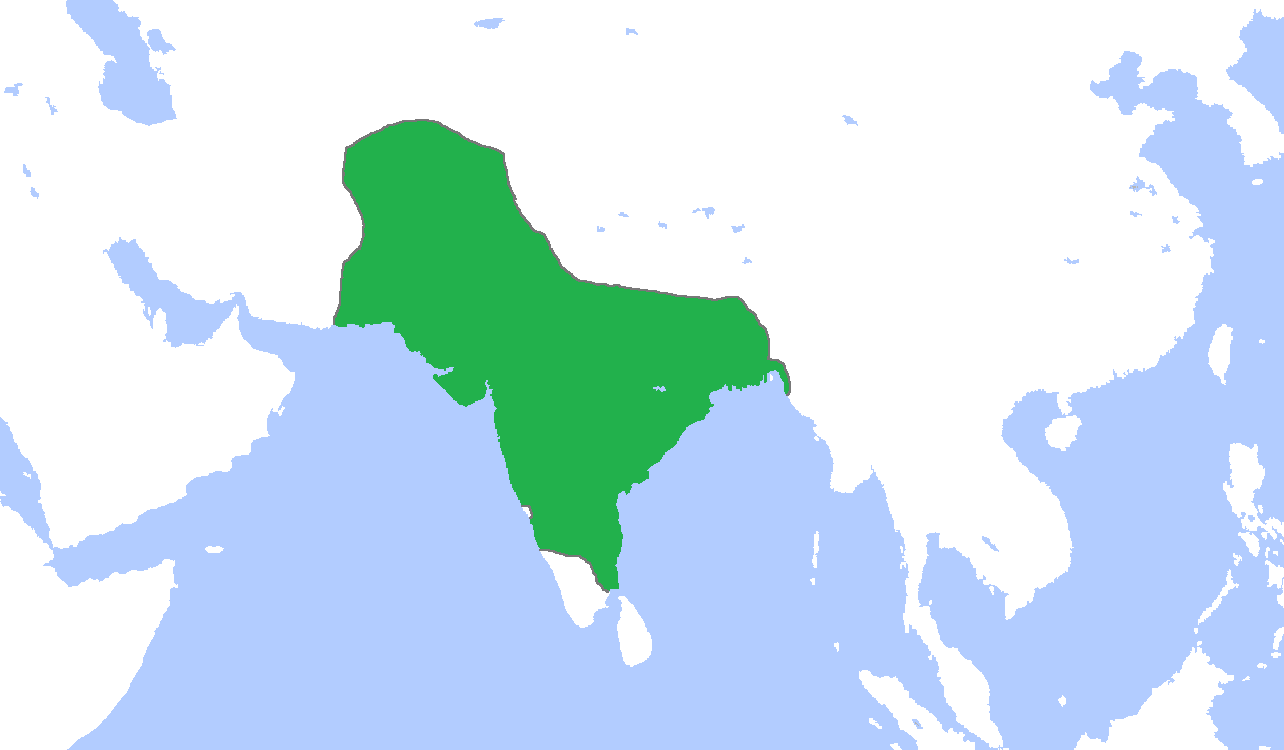
Omvang van het Mogolrijk in de 17e eeuw

De opvolger van Shah Jahan, Aurangzeb (1658-1707), kwam aan de macht na een ontwrichtende en bloedige oorlog tegen zijn vader en broers. Hij volgde een andere politiek dan zijn voorgangers, die voortkwam uit zijn religieuze fundamentalisme. Aurangzeb liet grote moskeeën bouwen, waarvoor hij in sommige gevallen tempels liet slopen. Ook voerde hij de belasting voor niet-moslims weer in. Op militair gebied veroverde hij de onder zijn voorgangers overgebleven onafhankelijke sultanaten op de Dekan. Tegelijkertijd vond er echter een herontdekking en opbloei van orthodox-hindoeïstische ideeën plaats onder de Maratha's. Aurangzebs politiek leidde daarom tot toenemend verzet en een opstand van de Maratha's onder Shivaji. De Dekanoorlog, die begon als poging van Aurangzeb het volledige zuiden van India te onderwerpen, zou enkele decennia voortduren, tot de keizer ten slotte op hoge leeftijd in zijn legerkamp overleed. Aurangzeb had in deze periode het centraal bestuur verwaarloosd. Zijn militaire campagnes hadden de schatkist uitgeput. Lokale heersers hadden de macht naar zich toe kunnen trekken met toenemende decentralisatie tot gevolg. Tijdens de dood van de keizer was het Mogolrijk al volop in verval, een proces dat gedurende de 18e eeuw verder duurde.

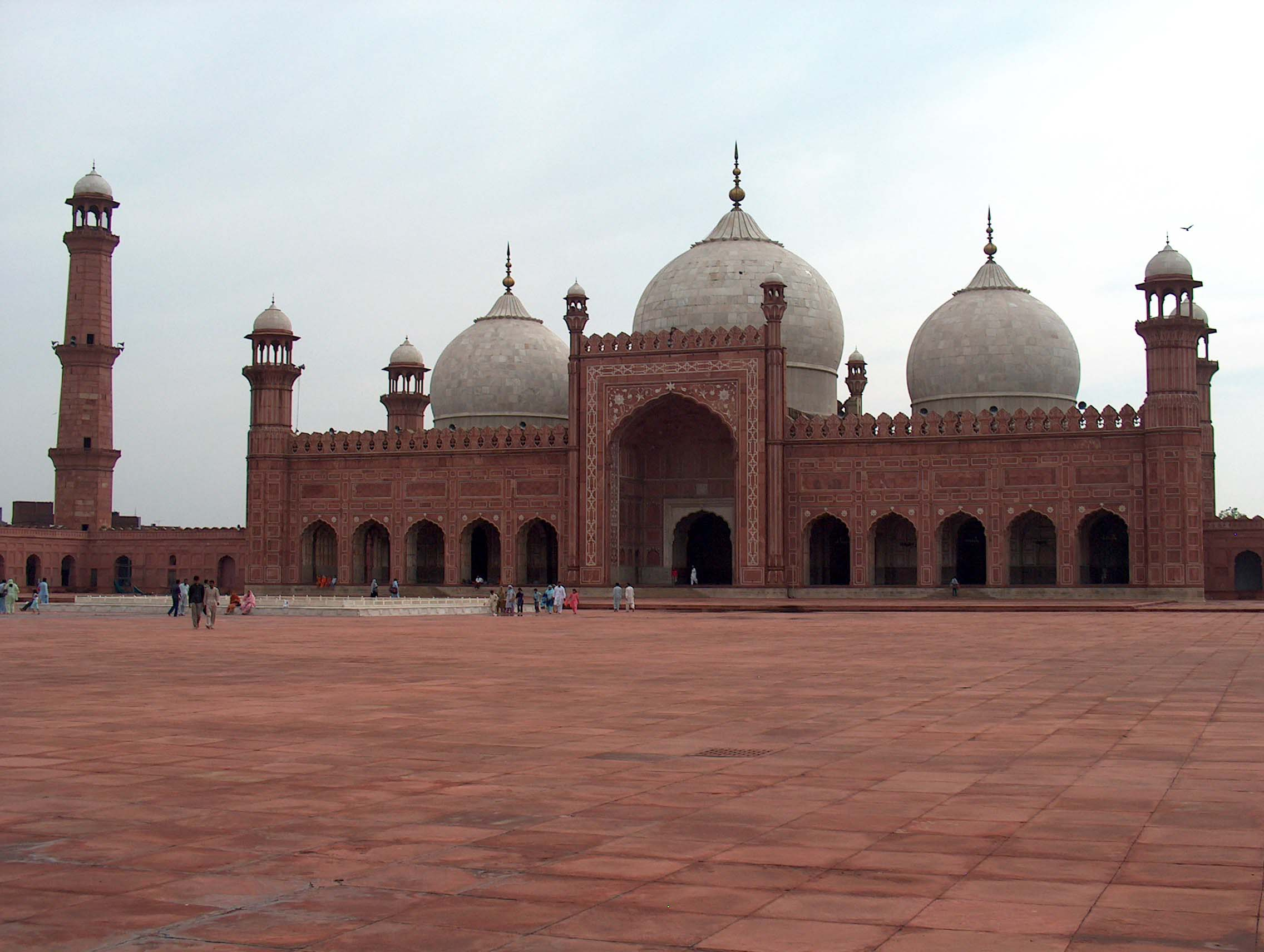
De Badshahi-moskee in Lahore, gebouwd door Aurangzeb

### India onder de Mogols

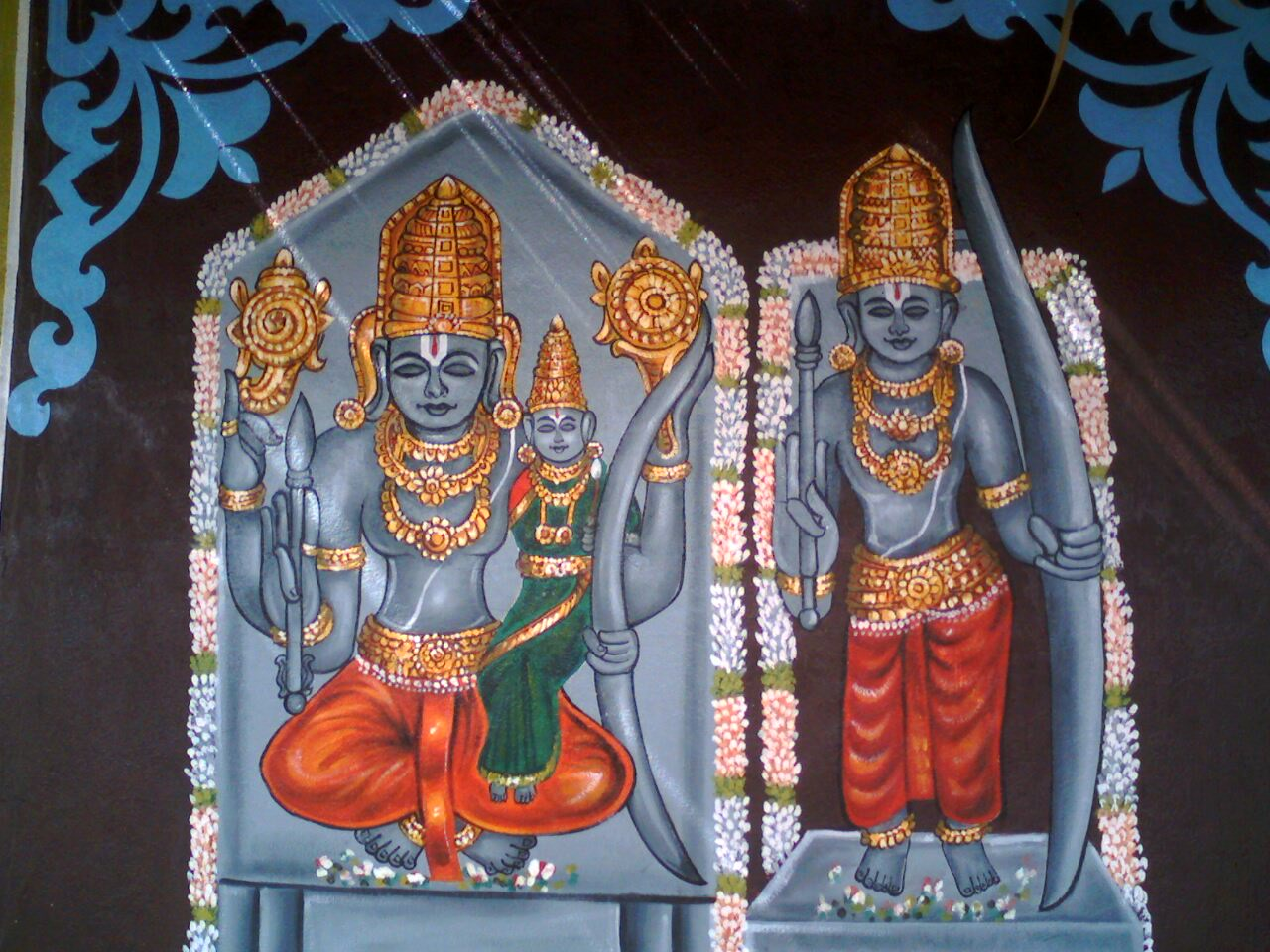
Schildering van Rama (17e eeuw) in Bhadrachalam (Andhra Pradesh). Rama, de hoofdpersoon van de Ramayana, had als ideale heerser een voorbeeldfunctie voor Indische monarchen. Hij werd later opgenomen in het hindoeïstische pantheon als incarnatie van Vishnu.

In veel opzichten onderging India in de 16e en 17e eeuw een bloeiperiode. De religieuze tolerantie en het efficiënte bestuur onder de Mogols zorgden voor een toename van de handel en welvaart en een opbloei van de kunst en wetenschap aan het hof van de keizer. De patronage van kunsten kwam abrupt ten einde met de troonsbestijging van Aurangzeb, die als fanatiek moslim vond dat voor artistieke expressie geen plek aan het hof hoorde te zijn. De regionale bestuurders van de provincies bleven echter geïnteresseerd in kunst. Tegelijkertijd nam onder Aurangzeb en met name na diens dood hun macht geleidelijk toe als gevolg van de decentralisatie. Veel kunstenaars verhuisden in deze periode naar de regio's. De late Mogolperiode zag daarom een sterke ontwikkeling van regionale kunst en de opkomst van literatuur in regionale talen als Urdu, Hindi, Bengali en Marathi.
De economie bleef sterk gericht op de landbouw en het Mogolrijk was voor haar inkomsten sterk afhankelijk van de landopbrengst. De kracht van het rijk kwam voort uit de effectieve administratie die door Akbar opgezet was, met name op het gebied van de belastingwinning en militaire organisatie. Voor het beheersen van de handel of nijverheid hadden de Mogols daarentegen een opmerkelijke desinteresse.:215 Het rijk had geen noemenswaardige vloot, zoals de Ottomanen of Arabieren. In plaats daarvan lieten de Mogolkeizers de overzeese handel over aan de verschillende Europese machten. Op momenten dat de Europeanen de militaire macht van de Mogols uitdaagden, werden ze vernietigend verslagen. Toen de Portugezen in hun kolonie Hooghly zonder toestemming versterkingen aanlegden stuurde de keizer onmiddellijk een strafexpeditie. De vesting viel na een paar dagen verzet en de kolonisten werden als gevangenen afgevoerd. Toen de Engelsen het tijdens Childs Oorlog (1686-1690) op probeerden te nemen tegen de Mogols werden ze uit hun handelsposten verdreven. Nadat Engelse afgezanten Aurangzeb om vergiffenis smeekten, gaf de keizer alle Engelse kolonies terug, een groots gebaar dat bedoeld was om de keizerlijke almacht te benadrukken. In Bengalen waren verdreven kolonisten in enkele vissersdorpjes in de Gangesdelta neergestreken. Deze nieuwe kolonie, Calcutta, zou later uitgroeien tot de hoofdstad van het Britse wereldrijk.

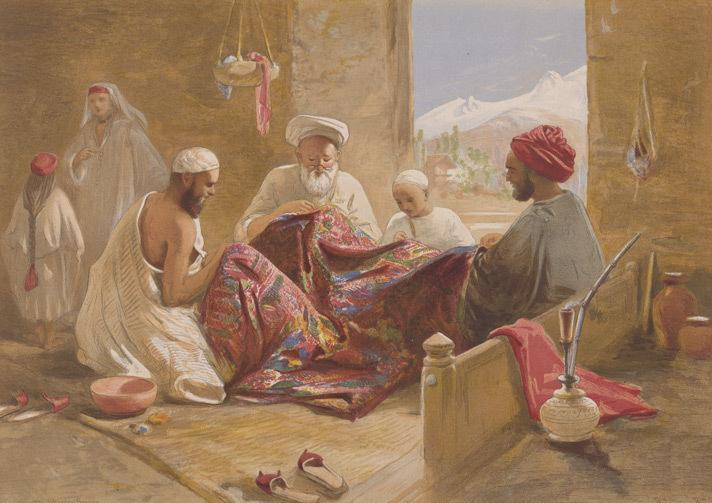
De vervaardiging van pashminasjaals in Kasjmir. Textiel was naast peper het belangrijkste exportproduct in de handel met Europa in de 17e-18e eeuw. Lithografie door William Simpson (1867)

In de eeuwen sinds de stichting van het sultanaat van Delhi was in India een aanzienlijke minderheid van moslims ontstaan die het gebied als thuisland was gaan zien. De verspreiding van de islam was voornamelijk het werk van de sufi's, mystici wiens spirituele boodschap zowel moslims als hindoes aantrok. Het merendeel van de moslims op het Subcontinent was soennitisch, maar een kleine groep van voornamelijk Perzische of Arabische afkomst was sjiiet. Onder de Mogols bleef India nieuwe immigranten uit Perzië of Centraal-Azië trekken die in het Mogolrijk als bestuurders en militairen carrière konden maken.
Het overgrote deel van de bevolking bleef echter hindoe. Het boeddhisme was uit India verdwenen, maar bleef de dominante godsdienst van Ceylon en in Tibet. Jains bleven een kleine minderheid van de bevolking, met name in het westen van het Indisch Schiereiland. In het begin van de 16e eeuw werd door Guru Nanak een nieuwe religie, het sikhisme gesticht. Nanak probeerde in zijn religie de boodschap van de islam met aspecten van het hindoeïsme te verenigen. Hij werd opgevolgd door negen verdere goeroes, waarvan de Mogols er twee lieten terechtstellen. Aan het begin van de 18e eeuw besloot de laatste goeroe onder druk van vervolging de sikhgemeenschap te bewapenen. Dit stelde de sikhs in staat een politieke rol te gaan spelen na de ondergang van het Mogolrijk.

### Politieke versnippering in de 18e eeuw
Het zwakke centrale gezag van de latere Mogolkeizers, die uit Delhi regeerden, leidde tot een periode van oorlogen en politieke instabiliteit. De strijd tussen verschillende facties aan het hof werd over wijken van Delhi uitgevochten. Weldra werden huizen gefortificeerd en de inwoners bewapend. Hetzelfde gebeurde op het platteland, waar dorpen elkaar bevochten. De onveiligheid zorgde voor een sterke teruggang in de handel in het noorden van India. Een uitzondering waren Mogolprovincies waar een sterke gouverneur het gezag handhaafde, zoals Bengalen of Hyderabad.

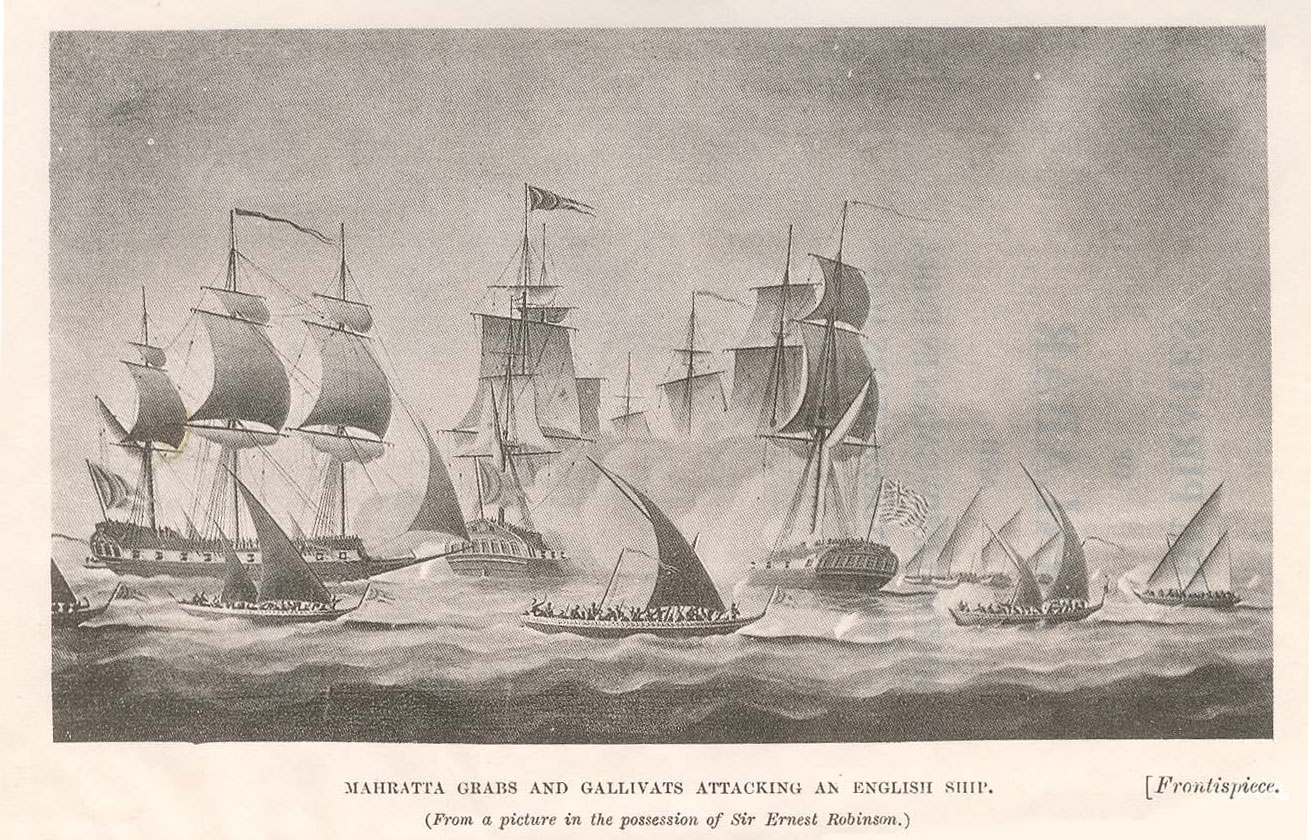
Marathi gurabs en galbats vallen een schip van de Britse East India Company aan. In tegenstelling tot de Mogols, die geen interesse toonden in het uitbreiden van hun macht over de zee, bezaten de Maratha's een sterke vloot. Ze bedreven piraterij langs de Malabarkust. Tekening: Thomas Buttersworth (1907).

Aanvankelijk profiteerden vooral de Maratha's van het afnemende gezag uit Delhi. In tegenstelling tot de Mogols waren de Maratha's slechts los georganiseerd en hing hun succes grotendeels af van charismatische aanvoerders zoals Shivaji. De laatste had zich in 1674 tot hindoeïstisch keizer laten kronen, een directe provocatie aan het adres van Aurangzeb. Shivaji en zijn opvolgers voerden een soort guerrillaoorlog tegen de numeriek veel sterkere Mogols, waarbij ze gebruikmaakten van de grillige kliffen en forten in het plateaulandschap van de westelijke Dekan. De latere Marathakeizers lieten het bestuur en de oorlogsvoering grotendeels over aan hun eerste minister, de peshwa. Deze titel werd in de 18e eeuw erfelijk en de latere peshwa's vormden de eigenlijke heersers van het Maratharijk. De peshwa's waren brahmanen, die een op strikt hindoeïstische waarden gebaseerde samenleving nastreefden. Ze wisten de verschillende facties van Maratha-edelen te verenigden en de Mogols terug te dringen uit de Dekan. De Maratha's organiseerden plundertochten in de overgebleven provincies van het Mogolrijk, of dwongen lokale bestuurders een deel van de belasting aan hen af te staan. In 1738 bedreigden ze Delhi zelf. In dezelfde periode voerden de Maratha's oorlog tegen de Portugezen, die ze uit het grootste deel van de Konkankust verdreven. Goa bleef tenauwernood in Portugese handen. Verschillende Maratha-edelen stichtten lokale dynastieën, die ondergeschikt waren aan de peshwa in Poona.
De afname van het gezag van de Mogolkeizer zorgde ook dat enkele vazallen een eigen dynastie stichtten. De belangrijkste waren de nawabs van Avadh in de centrale Gangesvlakte, de nizams van Haiderabad op de oostelijke Dekan, de nawabs van Bengalen in het oosten en verschillende Rajputstaatjes in het westen. De Rohilla's (oorspronkelijk Afghaanse huurlingen) stichtten een eigen rijk ten oosten van Delhi, aan de voet van de Himalaya. In de 18e eeuw vonden vrijwel continu militaire conflicten plaats tussen de Maratha's, binnenvallende Afghanen en nizams van Haiderabad. Hier werd handig op ingespeeld door de Britten en Fransen, die huurlingen aan de regionale hoven leverden. Deze huurlingen vormden op den duur een macht om rekening mee te houden en hoewel in naam gelieerd aan een nizam, nawab of peshwa, waren ze in de eerste plaats trouw aan de bestuurders van de Franse en Britse handelscompagnieën.
Het noordwesten van het subcontinent leed in dezelfde periode onder aanvallen uit Afghanistan. De Afghaanse vorst Nadir Shah nam grote delen van de Punjab en Sindh in en plunderde Delhi in 1739, waarbij de schatten van de Mogols in zijn handen vielen. Onder de buit bevonden zich Shah Jahans beroemde pauwentroon en de diamant Koh-i-Noor. De Afghanen vormden daarna de belangrijkste rivalen die de Maratha's de hegemonie betwistten. De Afghaanse vorst Ahmad Shah Durrani sloot een verbond met de nawab van Avadh en bracht de Maratha's een grote nederlaag toe in de Derde Slag bij Panipat (1761). Hierdoor werden de Maratha's weer teruggedrongen tot de Dekan.

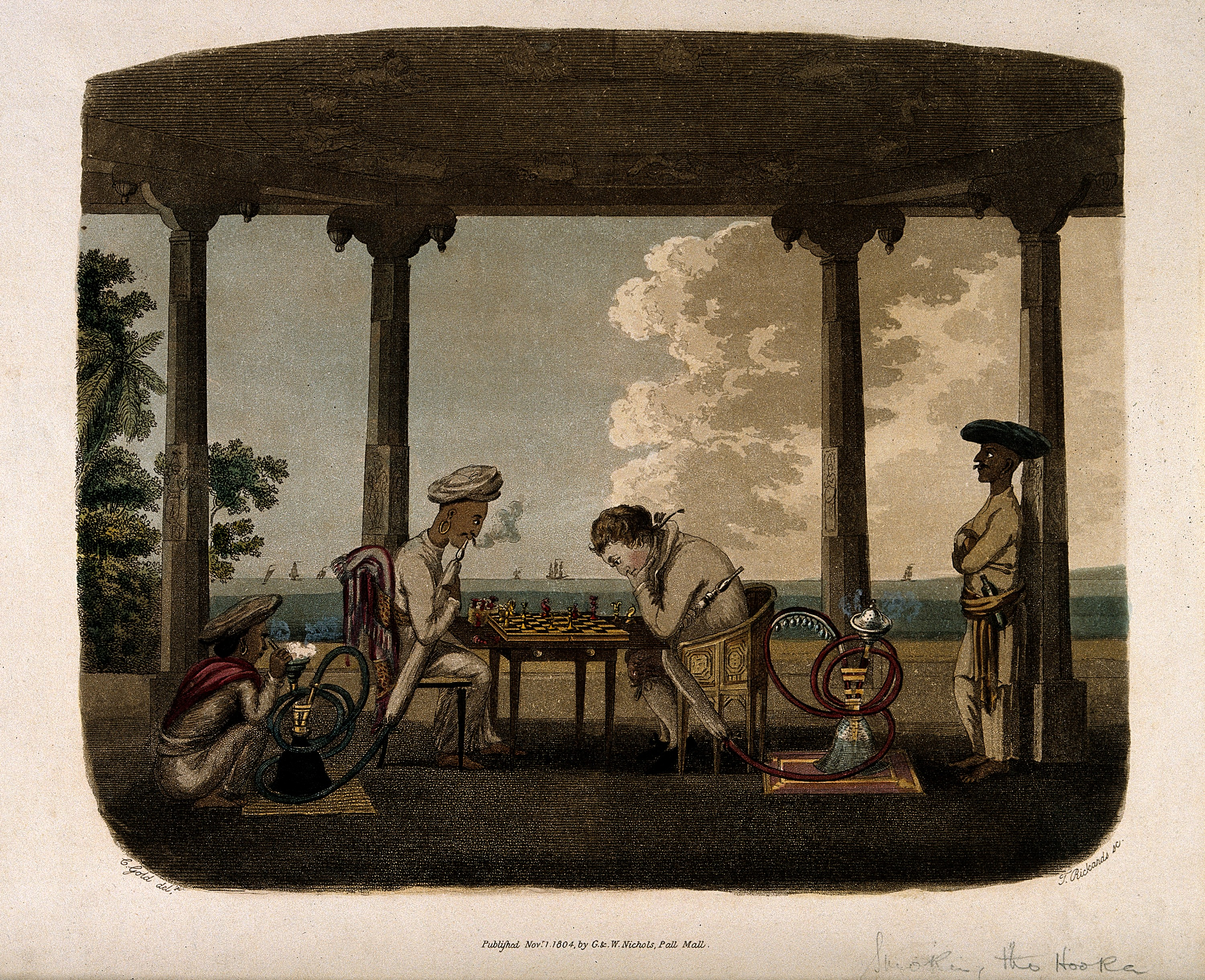
Een Engelsman en een Indiër spelen een partijtje schaak terwijl ze de waterpijp roken. Illustratie door Charles Gold, rond 1804

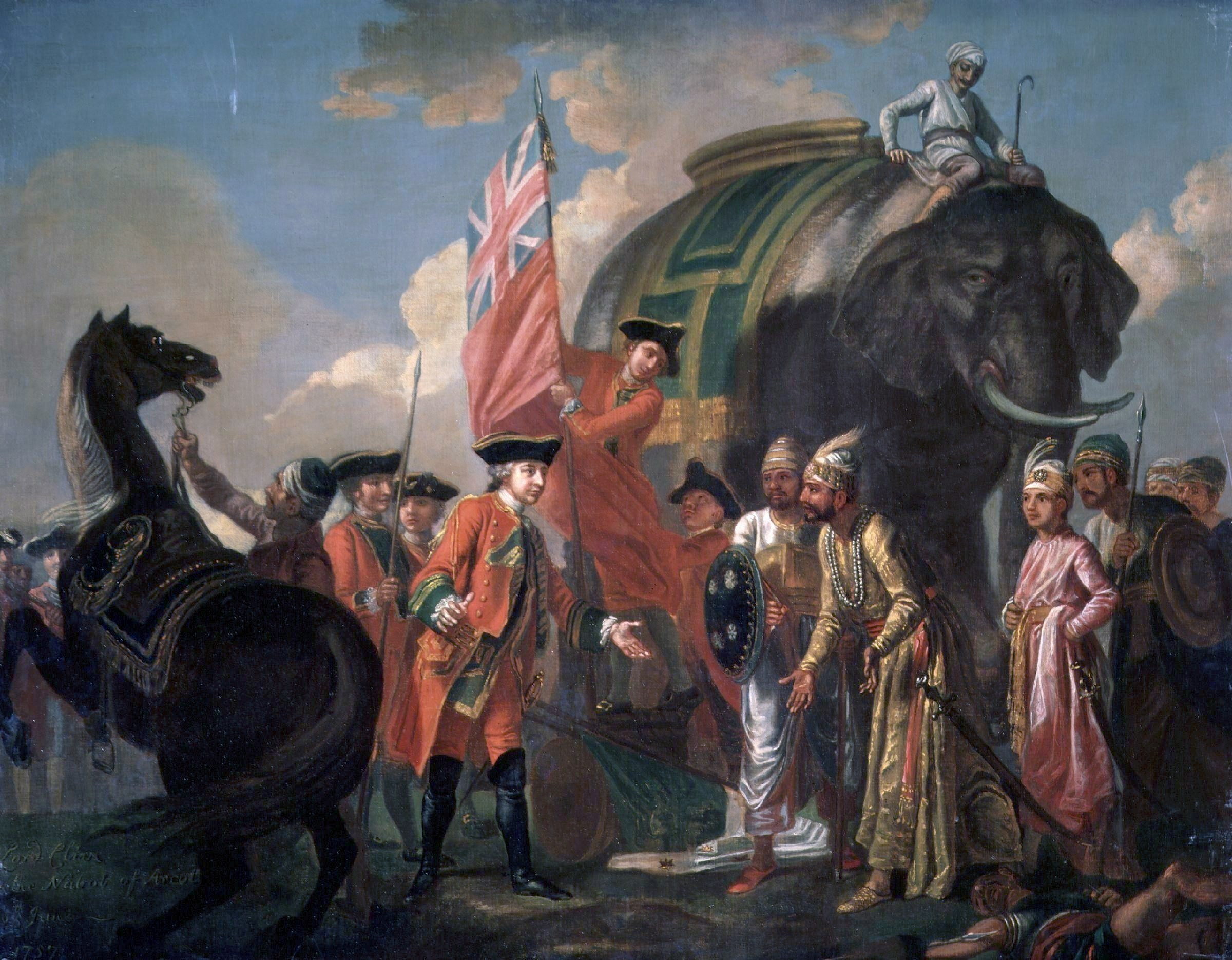
De Britse bevelhebber Robert Clive en zijn bondgenoot, Mir Jafar, begroeten elkaar na afloop van de slag bij Plassey (1757). Dankzij deze overwinning konden de Britten hun heerschappij over Bengalen vestigen.

### Ontstaan van het Britse Rijk
In de 17e eeuw waren de Nederlanders de dominante koloniale macht in de Indische Oceaan. De Britse en Franse handelscompagnieën waren aanvankelijk veel kleiner. De Britten hadden echter enkele voordelen ten opzichte van de Nederlanders. Belangrijk was dat de Britse compagnie geen schepen in bezit had, maar ze huurde. Daardoor kon de compagnie beter dan haar Nederlandse tegenhanger inspelen op fluctuaties in de markt. Tegelijkertijd stelde het de kapiteins in dienst van de Britse compagnie in staat zich te specialiseren en meer te verdienen met slim entrepreneurschap. In de loop van de 18e eeuw nam het Britse aandeel in de handel daarom toe. De omzet van de Franse Compagnie des Indes Orientales kwam nooit in de buurt van die van de Nederlanders of Britten, maar de Fransen waren net als de Britten uit op het vestigen van politieke invloed. Gedurende de 18e eeuw raakten de Britten en Fransen in toenemende mate betrokken bij de conflicten tussen inheemse machthebbers, waardoor ze hun macht vergrootten. De militaire kracht van de Europeanen lag in inheemse huurlingen (sepoys), die werden uitgerust met vuurwapens en getraind om in formatie te vechten.
In 1741 stuurden de Fransen Joseph François Dupleix naar India. De ambitie van Dupleix was om van Frans-Indië een imperium te maken. Via militaire en diplomatieke weg slaagde Dupleix er wonderwel in zijn dromen te vervullen. In de Eerste Oorlog om de Carnatic veroverden de Fransen de Britse kolonie Madras. Het conflict was onderdeel van de Oostenrijkse Successieoorlog (1740-1748). De Vrede van Aken (1748) bepaalde dat Madras moest teruggegeven worden aan de Britten in ruil voor Louisbourg in Nova Scotia (Noord-Amerika). Dupleix bleef niet bij de pakken zitten en de Tweede Oorlog om de Carnatic (1749-1754) volgde.
De bestuurders van de Franse compagnie waren echter geschrokken van tegenvallende winsten en de kosten van de oorlog en grepen in. Ze kwamen tot een vergelijk met de Britten, waarbij de vrede getekend werd. Dupleix werd terug naar Frankrijk gestuurd en zijn veroverde gebieden teruggegeven. Als onderdeel van de Zevenjarige Oorlog (1756-1763) maakten de Britten definitief een einde aan de Franse ambities in het zuiden van India. Bij de Vrede van Parijs (1763) ontving weliswaar Frankrijk Pondicherry en Chandernagore terug, maar in 1770 werd de Franse handelscompagnie ontbonden.
In het noorden konden de Britten hun macht uitbreiden dankzij het machtsvacuüm dat ontstaan was nadat de Maratha's en Afghanen elkaar in de slag bij Panipat (1761) geneutraliseerd hadden. Door de oorlogen tussen de Mogols en Maratha's in Gujarat hadden de Britten hun handelsactiviteiten naar het veilige Bengalen verlegd. De nawab (gouverneur) van Bengalen, Murshid Quli Khan, was aan het begin van de 18e eeuw de facto onafhankelijk geworden van de Mogols. Quli Khan was een sterke heerser die de stabiliteit en vrede waarborgde die in Gujarat misten. Hij had zijn provincie hervormd en daarmee de belastingopbrengsten verhoogd, zodat Bengalen een van de rijkste delen van India was. De Britten wisten in deze provincie een sleutelpositie in de handel te verwerven. De Bengaalse heersers zagen het groeiende aantal versterkte Britse factorijen, handelaren en militairen met argwaan aan.
Nawab Siraj ud Daulah droeg de Britten ten slotte op hun factorijen te ontmantelen, maar hij werd verslagen door de Britse bevelhebber Robert Clive in de slag bij Plassey (1757). De East India Company verkreeg zodoende de macht over Bengalen in handen. De Britten consolideerden deze overwinning door in de slag bij Buxar (1764) een gezamenlijke strijdmacht van de nawabs van Bengalen en Avadh en de Mogolkeizer te verslaan. Er werden Britse residenten aangesteld aan de hoven van de nawab van Avadh, de Mogolkeizer en de nizam van Haiderabad. Deze inheemse heersers waren pionnen geworden die het de Britten mogelijk maakten hun invloed verder uit te breiden.

## Brits-Indië

### De East India Company als bestuurder
De Britse overwinningen bij Plassey en Buxar waren het gevolg van beslissingen van opportunistische officieren als Clive en Munro. Als private handelsonderneming, bestuurd door directeuren en aandeelhoudersvergaderingen in het verre Londen, was de East India Company echter slecht uitgerust om als soeverein heerser over miljoenen Indische onderdanen te heersen. Door het toenemende economische en politieke Britse belang in India, met name na het verlies van Britse koloniën in Noord-Amerika in de Amerikaanse Onafhankelijkheidsoorlog (1775-1783), kon de Britse regering India niet langer negeren. In Londen schrok men ervoor terug India direct te besturen, omdat dit wegens de continue oorlogen met inheemse heersers en de Fransen een groot financieel risico inhield. In plaats daarvan probeerden opeenvolgende Britse regeringen hun invloed op de Company uit te breiden. In 1773 werd besloten dat alle Britse bezittingen onder een enkele gouverneur-generaal in Calcutta kwamen te staan. In 1784 werd de macht van de Britse regering over de Company verder uitgebreid met de instelling van een Board of Control en het uitbreiden van de macht van de gouverneur-generaal.
De eerste gouverneur–generaal was Warren Hastings (1773–1785), die het bestuur organiseerde op grond van inheemse gewoonten en gebruiken. Hastings en zijn generatie bestuurders legden een grote interesse aan de dag voor de Indische cultuur, natuur en geschiedenis. Dit uitte zich onder andere in de oprichting van de Asiatic Society of Bengal door William Jones. Ook werden rechtbanken en scholen gesticht naar Brits voorbeeld, maar met de inheemse gebruiken en behoeften op het oog. In deze begintijd van de Britse heerschappij was het gewoon dat Britse officieren in de inheemse elite trouwden en zich aanpasten aan de lokale gewoonten. Sommige bekeerden zich zelfs tot een inheemse godsdienst, zoals het hindoeïsme of de islam.
De stichting van een imperium in India kon aanvankelijk niet op onverdeelde steun van het Britse thuispubliek rekenen. Hastings en enkele medewerkers werden bij thuiskomst in Londen zelfs door liberale politici aangeklaagd en vervolgd in een langdurig impeachmentproces. Hen werd corruptie, machtsmisbruik en de onrechtmatige vernietiging van Indische naties ten laste gelegd. Hastings opvolger Lord Cornwallis (1786-1792) ging alleen akkoord met zijn benoeming als aan de gouverneur-generaal grotere macht verleend werd. Cornwallis overzag de hervorming van het pachtstelsel in Bengalen: de zamindars werden voortaan grondbezitters die een vast bedrag aan de staat afdroegen. Dit verbeterde de financiën aanzienlijk. Ook liet Cornwallis het salaris van Britse bestuurders flink verhogen om de corruptie tegen te gaan. Als gevolg kon de Company betere beambten aantrekken, uit de Britse sociale bovenklasse. Deze verschilden van hun voorgangers in dat ze meer geïnteresseerd waren in een militaire dan een handelscarrière.:250
In Lord Wellesley (gouverneur-generaal 1798-1805) vonden deze ambitieuze militairen een bondgenoot. Deze imperialistische gouverneur-generaal gebruikte de napoleontische oorlogen als excuus om gebieden in te lijven en lokale heersers subsidiaire verdragen op te dringen. In het zuiden werden Tipu Sultan, de vorst van Mysore, en de Maratha's onderworpen of verslagen (beiden werden als bondgenoten van de Fransen gezien). Hoewel de geldverslindende oorlogen er in 1805 toe leidden dat Wellesley werd teruggeroepen, zorgden ze voor een aanzienlijke gebiedsuitbreiding. De oorlogen met de Maratha's duurden voort tot 1818. Na afloop stond op het noordwesten na heel India onder Brits gezag of dat van Britse vazalstaten.

### De opstand van 1857
Hastings' opvolgers vergrootten de Britse macht, onder andere door de verovering van Sindh en het Sikhrijk (1849). Deze veroveringen en de plotselinge hervormingen die Lord Dalhousie (1848–1856) wilde invoeren, wekten grote verbittering, die onder zijn opvolger, viscount Canning (1856–1862), tot de opstand van 1857 kwam. Te Mirat bij Delhi brak op 10 mei 1857 een oproer uit. Delhi werd door de Britten belegerd en na een bloedige bestorming ingenomen. Daarna werd Hindoestan langzamerhand onderworpen en aan de schijnbare heerschappij van de Mogols een einde gemaakt.

### Brits keizerrijk
Het bestuur van Indië werd nu in 1858 aan de Britse Kroon overgedragen. De gouverneur–generaal kreeg de titel van Onderkoning. In 1876 kreeg koningin Victoria de titel van Keizerin van India. In binnenlandse aangelegenheden kreeg India een grote mate van zelfstandigheid.

### Swarajbeweging
In de tweede helft van de 19e eeuw ontwaakte het politieke bewustzijn onder de ontwikkelde Indiërs. Onder de eerste figuren die naar zelfbestuur, Swaraj, streefden, waren Gopal Krishna Gokhale en Bal Gangadhar Tilak, van wie de eerste de gematigde, de tweede de meer radicale richting vertegenwoordigde. In 1885 kwam op initiatief van de Engelsman Allan Octavian Hume voor het eerst het Indian National Congress bijeen. Aanvankelijk ging dit lichaam zeer gematigd te werk, doch onder invloed van de moslims ontwikkelde het zich op den duur in meer extremistische richting, vooral na 1892. Een scherp conflict tussen het Britse bestuur en de Indische bevolking brak uit toen de onderkoning Lord Curzon in 1905 Bengalen in twee provincies verdeelde. In 1909 bracht Lord Minto als onderkoning een bestuurshervorming tot stand, waarbij een soort Indisch parlement in het leven werd geroepen, de Morley–Mintohervormingen. Dit bracht de gemoederen evenwel slechts weinig tot rust. De verdeling van Bengalen werd ongedaan gemaakt; tevens werd de zetel van de regering van Calcutta overgebracht naar Delhi, de oude residentie van de grootmogols.

### Streven naar onafhankelijkheid
Gedurende de Eerste Wereldoorlog ontving het Verenigd Koninkrijk van zijn Indisch rijk krachtige steun in geld en manschappen. De leiders van de Indische nationale beweging verwachtten namelijk dat Indië na het beëindigen van de oorlog de dominionstatus zou krijgen. Toen dit niet geschiedde, volgde een heftige opleving van de nationalistische oppositie. De regering trachtte deze te onderdrukken door speciale maatregelen (Rowlatt Act, 1919), die echter verontwaardiging ontketenden: zo kwam het volk in de Punjab op vele plaatsen in opstand, hetgeen leidde tot het heftig bloedbad van Amritsar (1919), aangericht door de troepen van generaal Dyer. Wel werden door de Montagu–Chelmsfordhervormingen Indische burgers bij het bestuur betrokken.
Als leider van de Indische nationale beweging trad in die jaren Mohandas Karamchand Gandhi naar voren. Deze streefde ernaar op geweldloze wijze, door burgerlijke ongehoorzaamheid, het Britse gezag te bestrijden. Zijn eerste campagne begon in 1920, met medewerking van de moslims. In 1930 organiseerde hij opnieuw een groot protest, waarbij hij het zoutmonopolie van de regering poogde te breken. In hetzelfde jaar werd het rapport van het door de Simon–commissie in 1928 gehouden onderzoek naar de toekomstige status van India gepubliceerd. Het beval de verlening van zelfbestuur aan. Nog in 1930 vond in Londen de eerste rondetafelconferentie plaats, die echter door de meer extreme Indiërs werd geboycot. Aan een volgende conferentie nam Gandhi echter deel als vertegenwoordiger van de Congrespartij (1932).
Het resultaat van deze conferenties was de Government of India Act van 1935, waarin een federatief India met een grote mate van zelfbestuur voor de provincies werd ingesteld. Sedertdien heerste er een relatieve rust, ofschoon noch de Congrespartij, onder Jawaharlal Nehru, noch de in 1906 opgerichte Moslim Liga, onder Mohammed Ali Jinnah, volledig tevredengesteld was. Beide wensten een volkomen onafhankelijk India, maar terwijl het Congres de eenheid van het land wilde behouden, met de moslims als minderheid, streefde de Moslim Liga een tweeledige staat na. De 512 vorsten waren bedacht op het behoud van hun rechten en in het algemeen vóór bestendiging van de bestaande toestand.

### Tweede Wereldoorlog en onafhankelijkheid
De dag nadat het Verenigd Koninkrijk de oorlog had verklaard aan het Duitse Rijk (3 september 1939), verklaarde de onderkoning, Lord Linlithgow, ook India in staat van oorlog. Dit lokte veel kritiek uit. Gandhi bleef de geweldloosheid prediken; Nehru en anderen wensten het Verenigd Koninkrijk te helpen onder voorwaarde in ruil voor onafhankelijkheid.. Het Britse antwoord op deze eis werd door het Congres niet aanvaard en Gandhi kreeg opnieuw de leiding in handen. De zware nederlagen die de geallieerden in het Verre Oosten leden, vooral de val van Singapore en de kritieke toestand in Birma, verwekten in India grote beroering. Een andere leider, Subhas Chandra Bose, week uit naar Japan, vormde een voorlopige regering van India en stichtte een vrij Indisch leger, dat aan de zijde van de vijand streed. In maart 1942 kwam Sir Stafford Cripps naar India met voorstellen, die onder andere de stichting van een onafhankelijke Indische Unie en het opstellen van een nieuwe grondwet behelsden. Op 8 augustus 1942 begon Gandhi met een heftige Verlaat India–beweging, die tot zijn arrestatie en die van vele anderen leidde.

## Na de onafhankelijkheid

### Deling van Brits-Indië

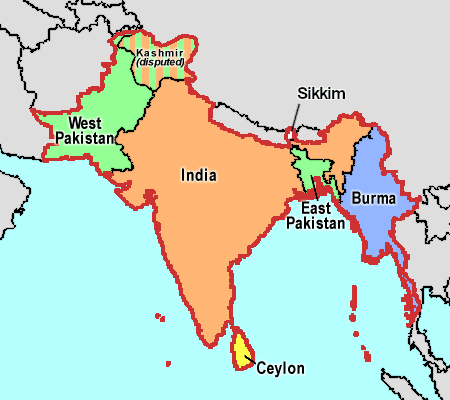
De deling van Brits-Indië in India, Pakistan en Bangladesh

Na de Tweede Wereldoorlog kwam het Congres versterkt uit de verkiezingen tevoorschijn en op verzoek van de onderkoning Lord Wavell vormde Nehru in september 1946 een interim-regering. De verdeeldheid tussen het Congres en de Moslim Liga maakte echter de vorming van één onafhankelijke Indiase staat onmogelijk. Ten slotte wist Wavells opvolger, Lord Mountbatten, na talloze besprekingen de verdeling van Brits Indië in twee staten, India en Pakistan, te doen aanvaarden. Op 15 augustus 1947 werd de Indian Independence Act van kracht, waarmee een eind was gekomen aan het Brits–Indische Rijk.

### Indo-Pakistaanse oorlogen
India en Pakistan hebben sindsdien nog verscheidene grensconflicten gehad. India greep ook in bij de burgeroorlog tussen West- en Oost-Pakistan in 1971 waarna het laatste gebied zichzelf afscheidde als het land Bangladesh.